# Biserica de lemn din Vălișoara, Hunedoara

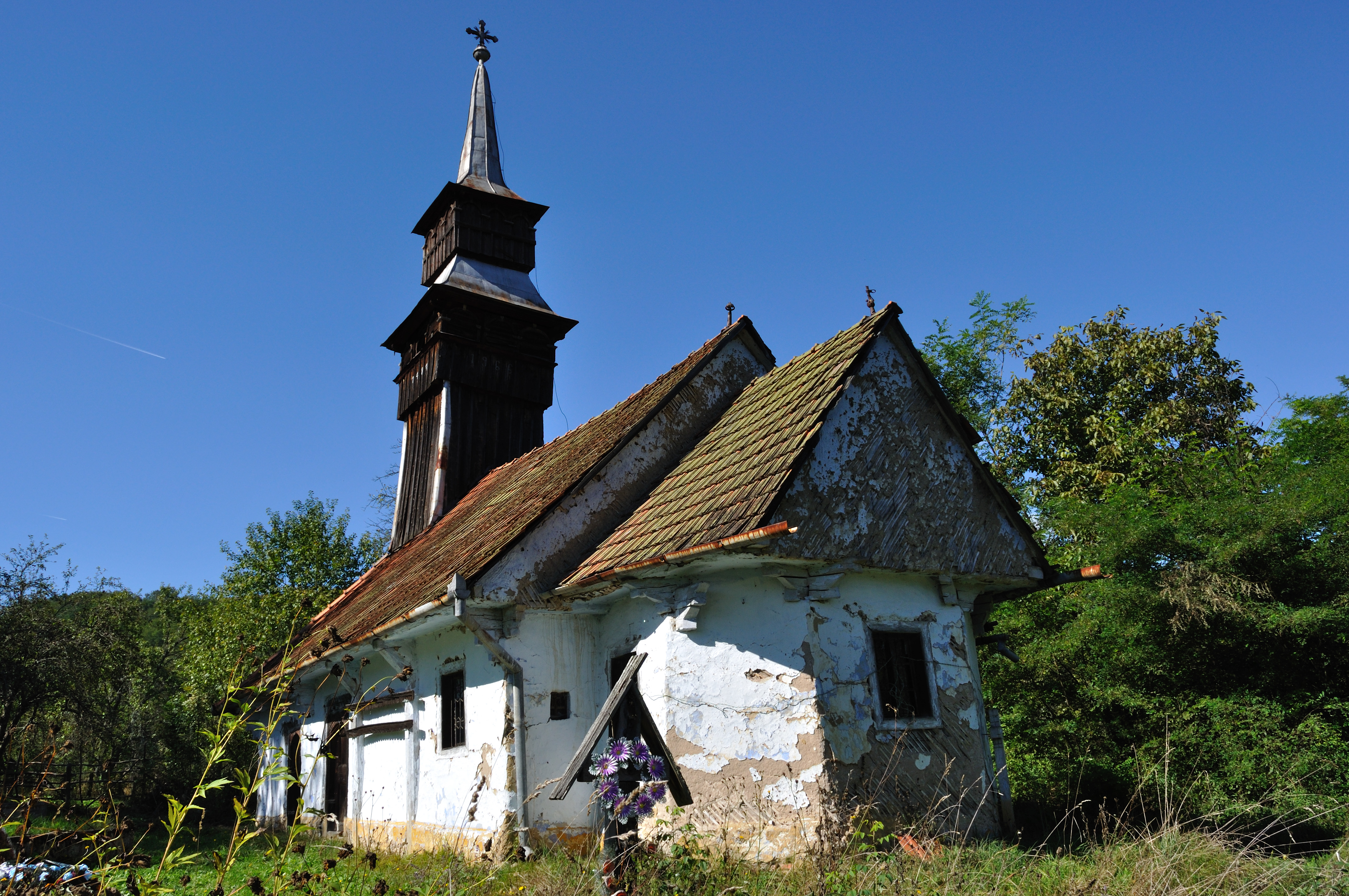
Biserica de lemn „Sfinții Arhangheli Mihail și Gavriil” din satul Vălișoara, comuna Balșa, județul Hunedoara, foto: septembrie 2010.

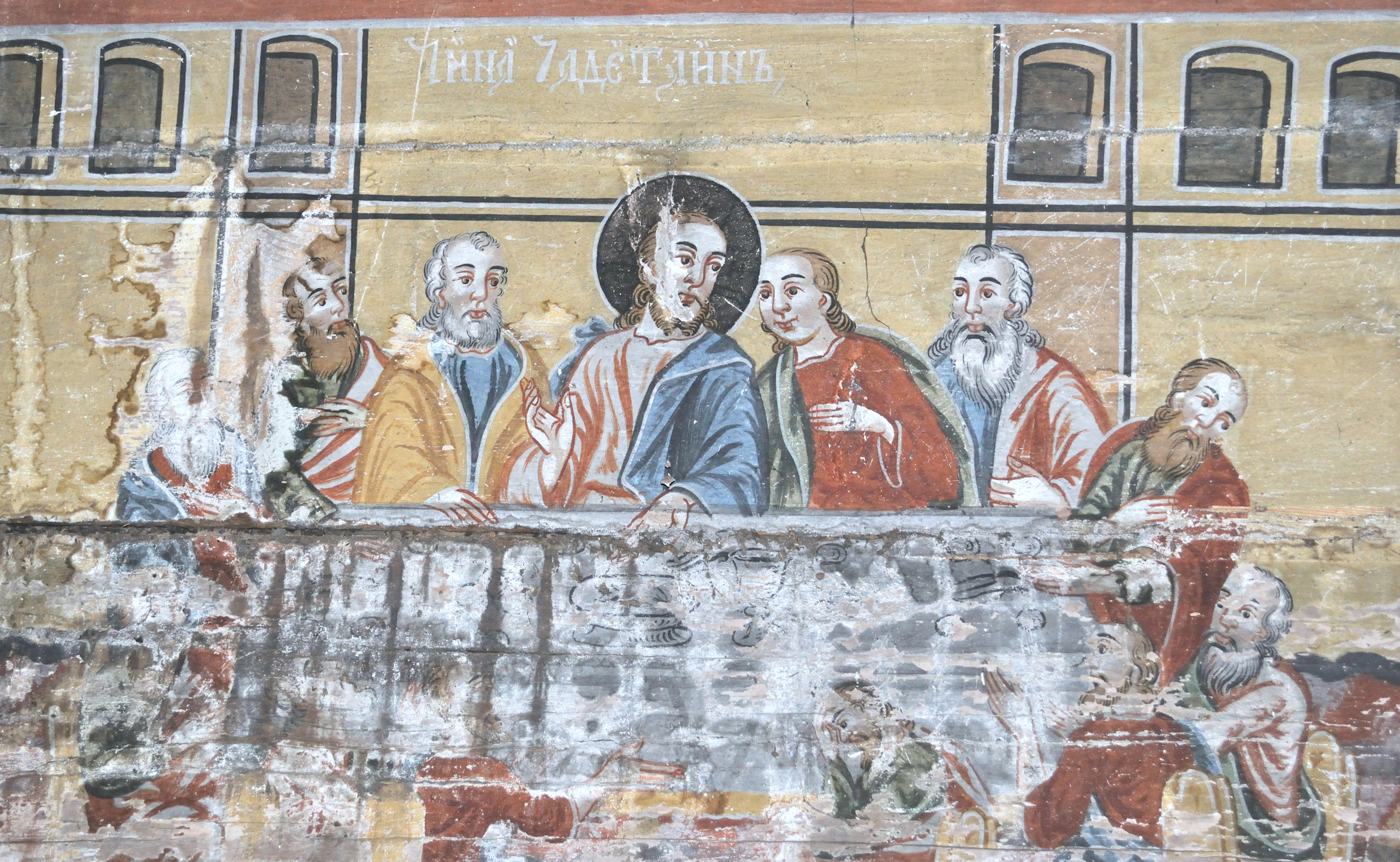
Pictura naosului „Cina cea de Taină”

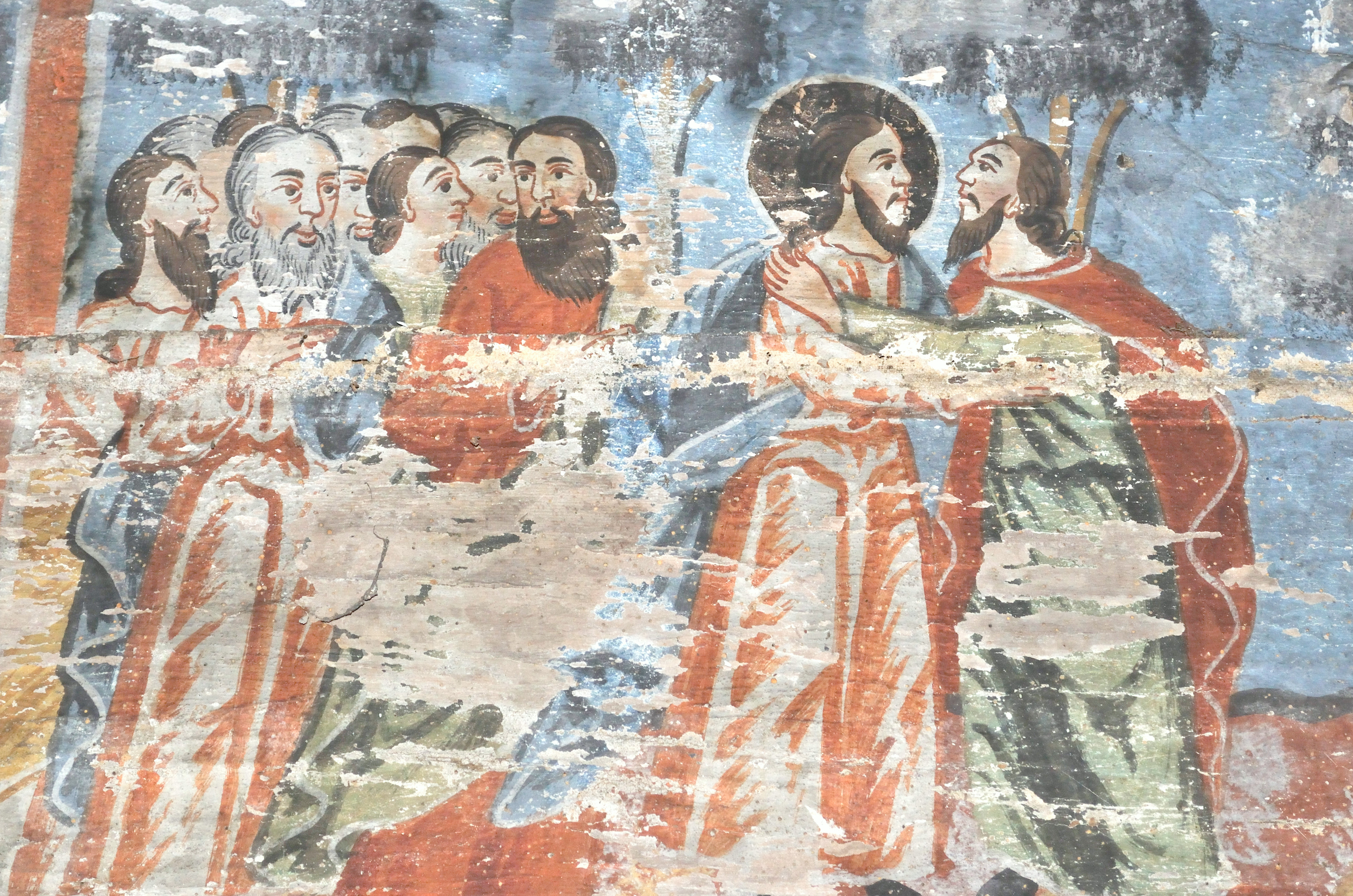
Pictura naosului „Sărutul lui Iuda”

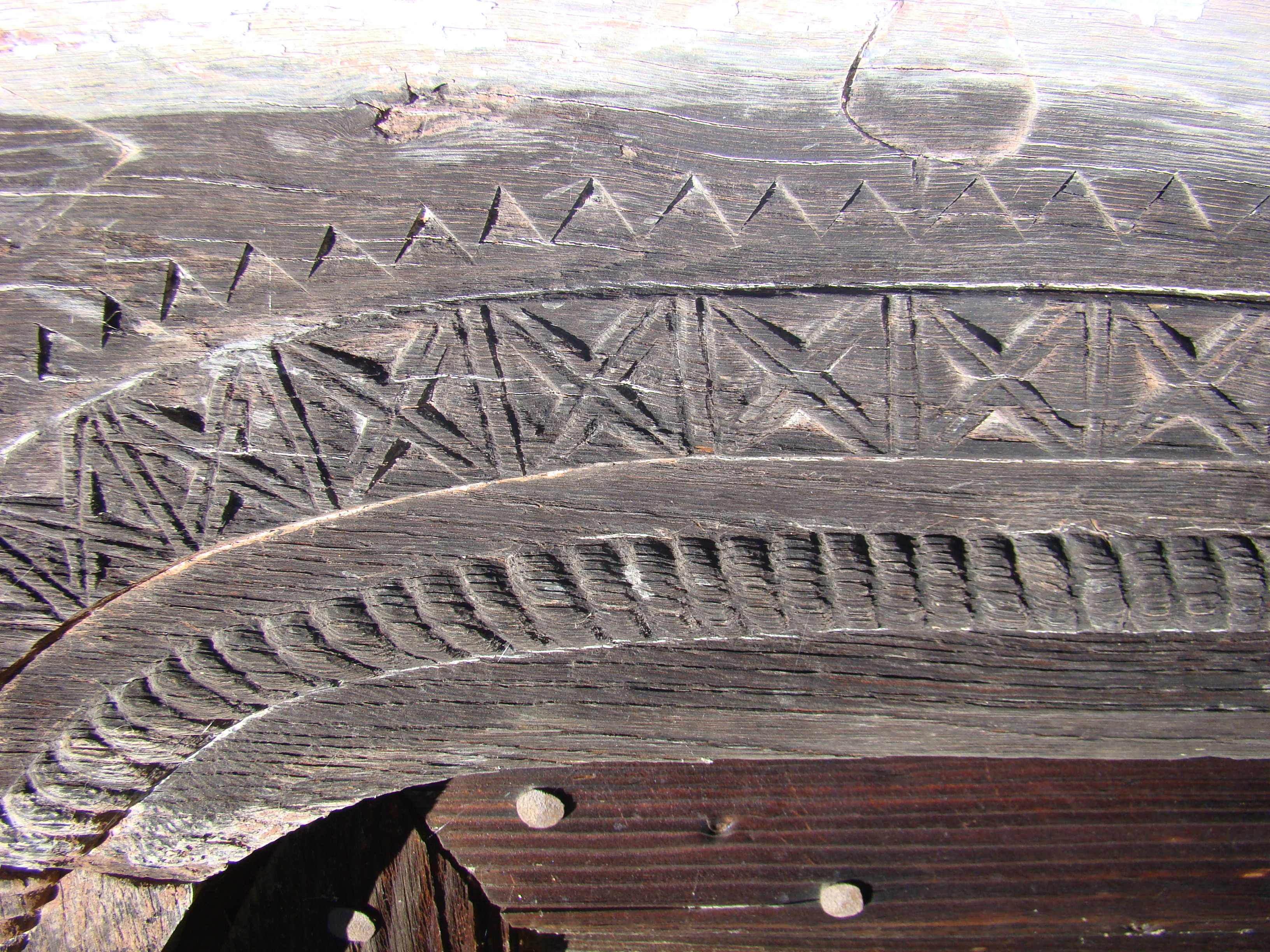
Detaliu portalul exterior, aflat pe latura sudică, frumos ornamentat

Biserica de lemn din satul Vălișoara, comuna Balșa, județul Hunedoara, a fost construită în secolul XVIII (1785). Are hramul „Sfinții Arhangheli Mihail și Gavriil”. Biserica figurează pe lista nouă a monumentelor istorice, cod LMI HD-II-m-A-03473.

## Istoric și trăsături
Anul construirii monumentului este dăltuit în cadrul intrării în naos, de pe latura sudică, cadru bogat împodobit cu patru rânduri de chenare pe motivul frânghiei, al crucilor piezișe, al dintelui de lup și motivul frunzei de iederă. Pereții lăcașului, de dimensiuni impresionante, înscriu o navă dreptunghiulară și o absidă răsăriteană decroșată, poligonală cu cinci laturi.
Pictura murală a fost realizată în două etape: 
-un prim veșmânt pictat îi este atribuit lui Iosif zugravul, pictura tâmplei, mai bine păstrată, realizată la sfârșitul secolului al XVIII-lea;
-la începutul  secolului următor a fost executată pictura naosului, de o foarte bună calitate artistică, dar în parte distrusă. 
Clopotnița este înaltă și suplă, cu foișor pe două nivele.
Acest extrem de valoros monument de arhitectură religioasă românească se află într-o stare avansată de degradare și trebuie făcute demersuri urgente pentru salvarea lui.

## Imagini din exterior

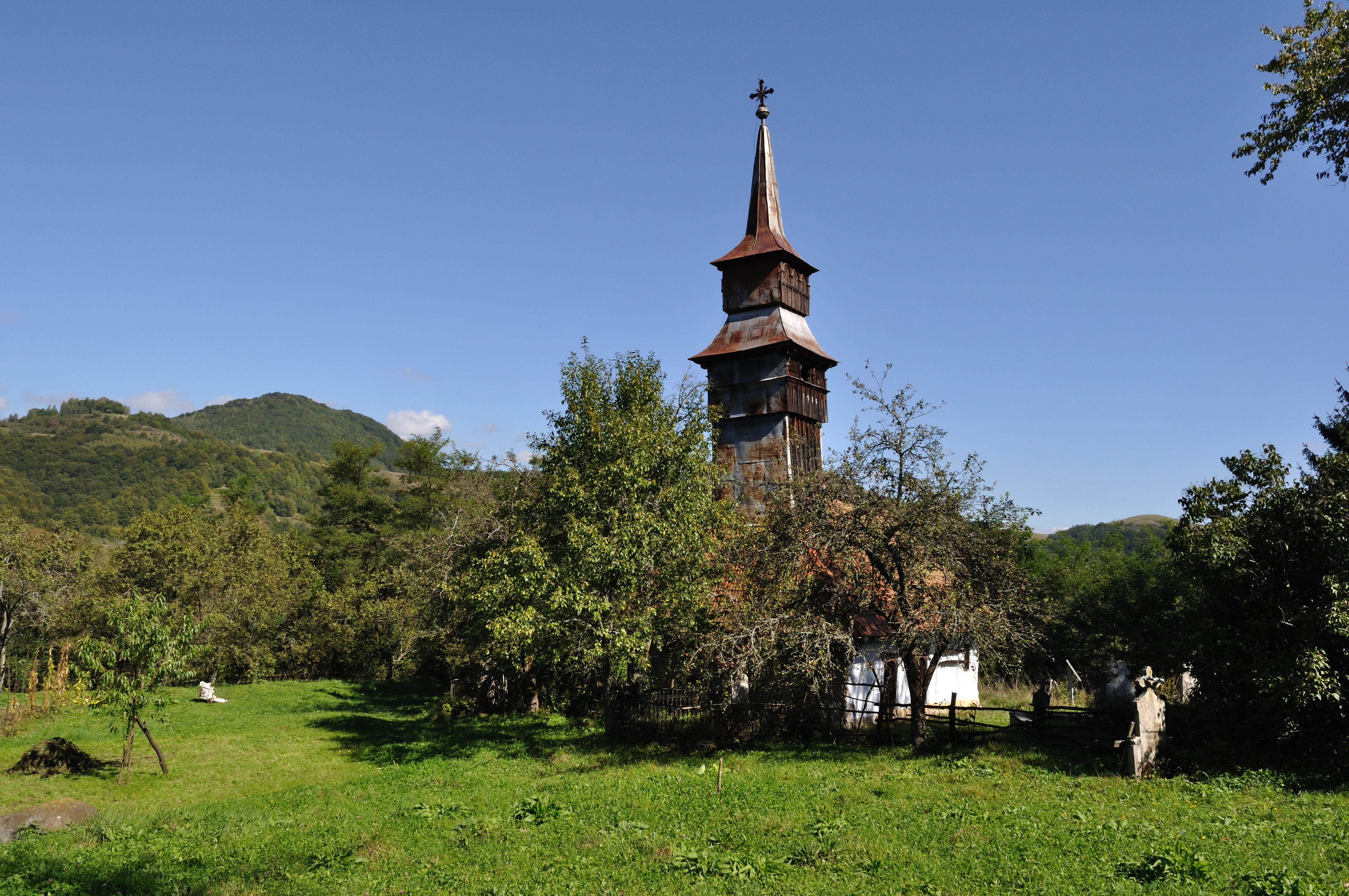
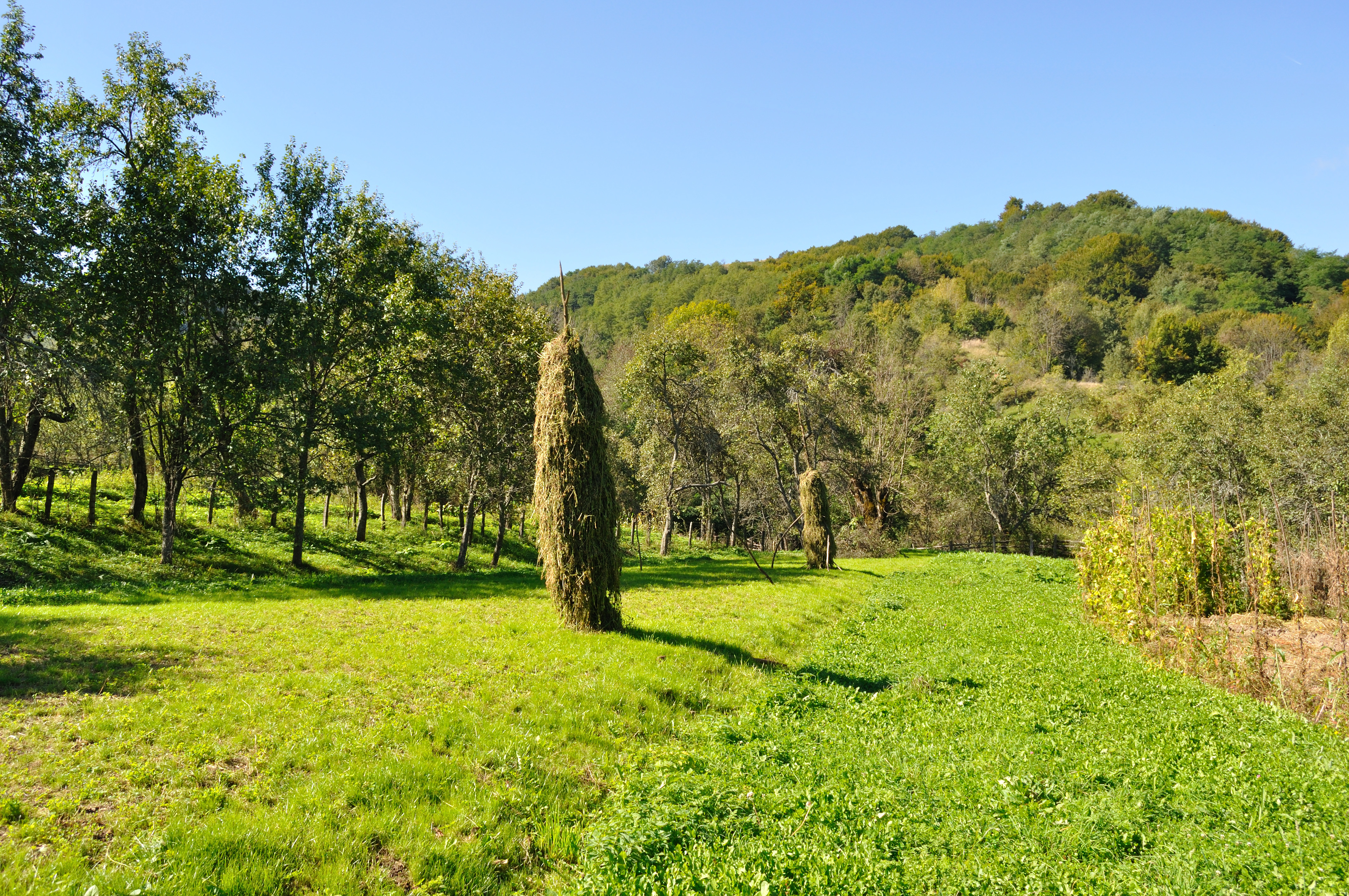
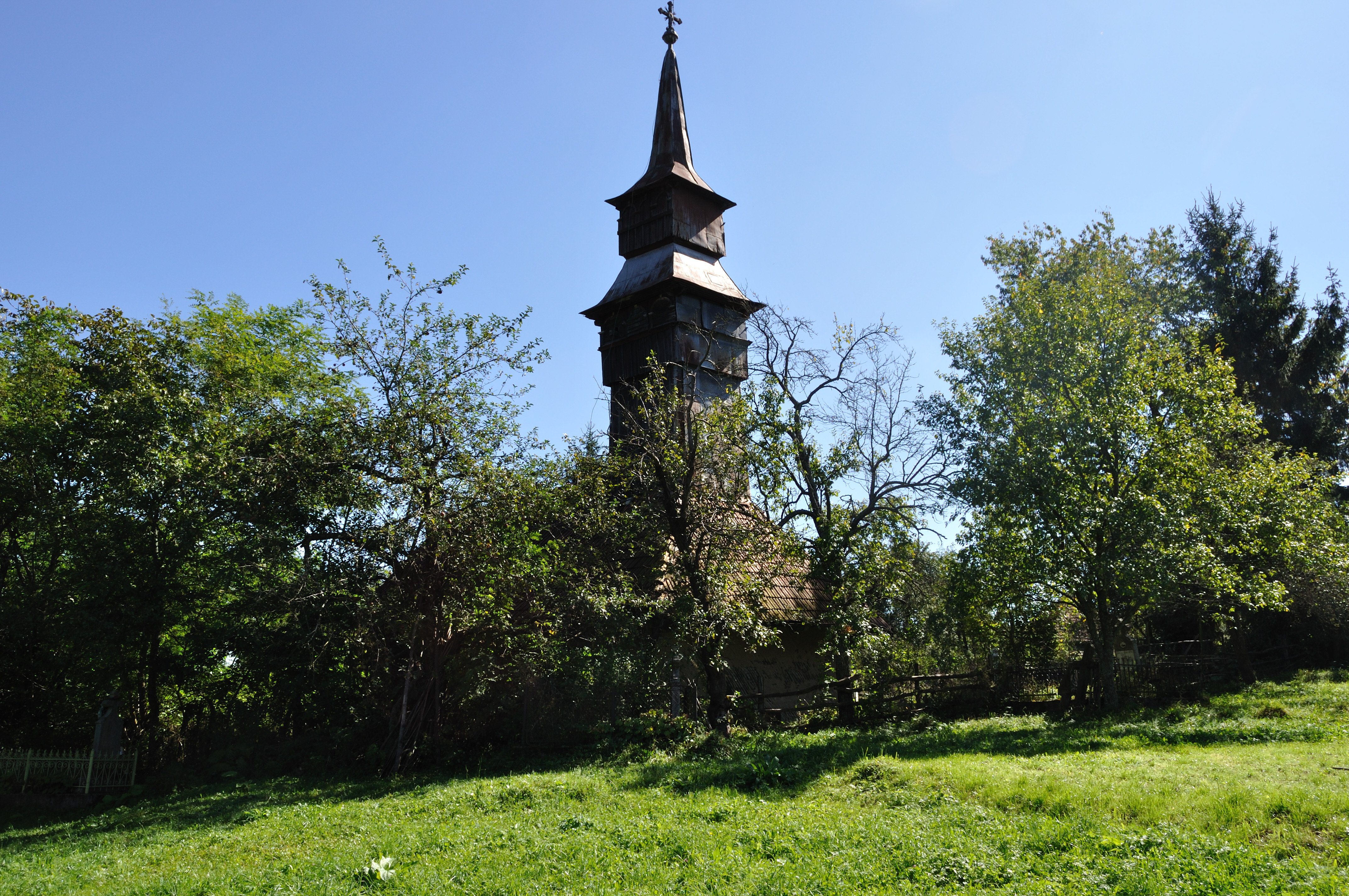
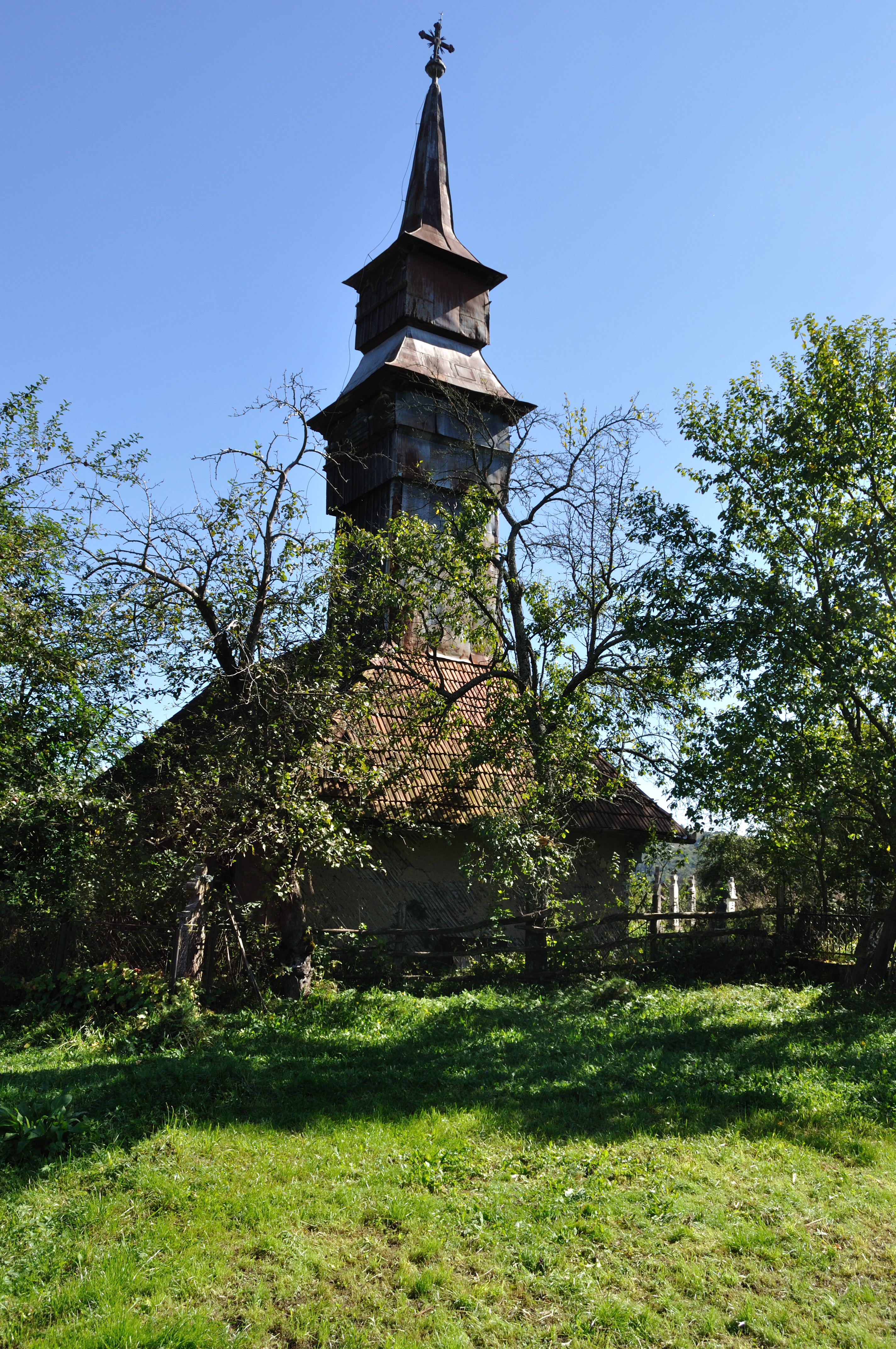
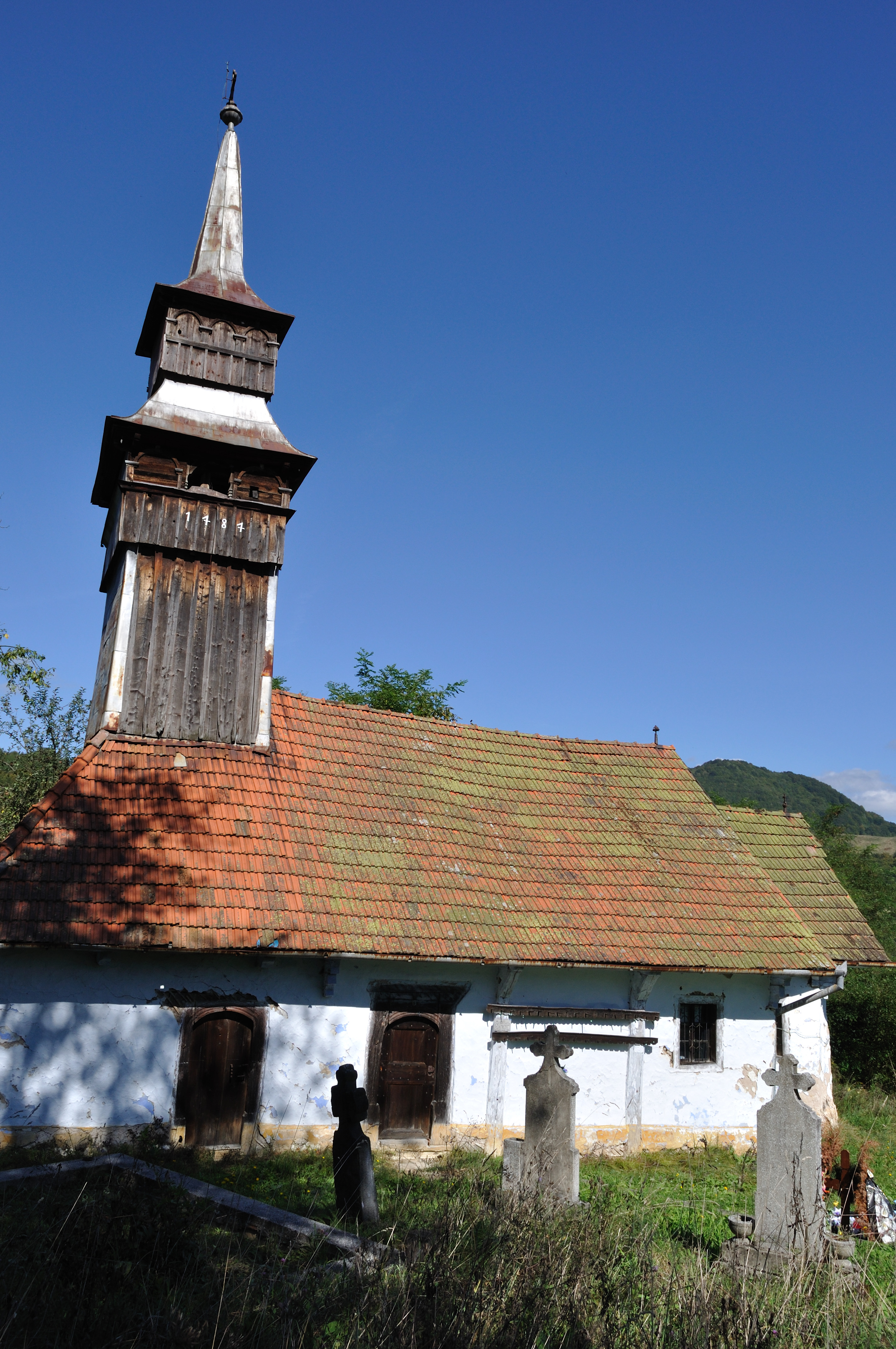
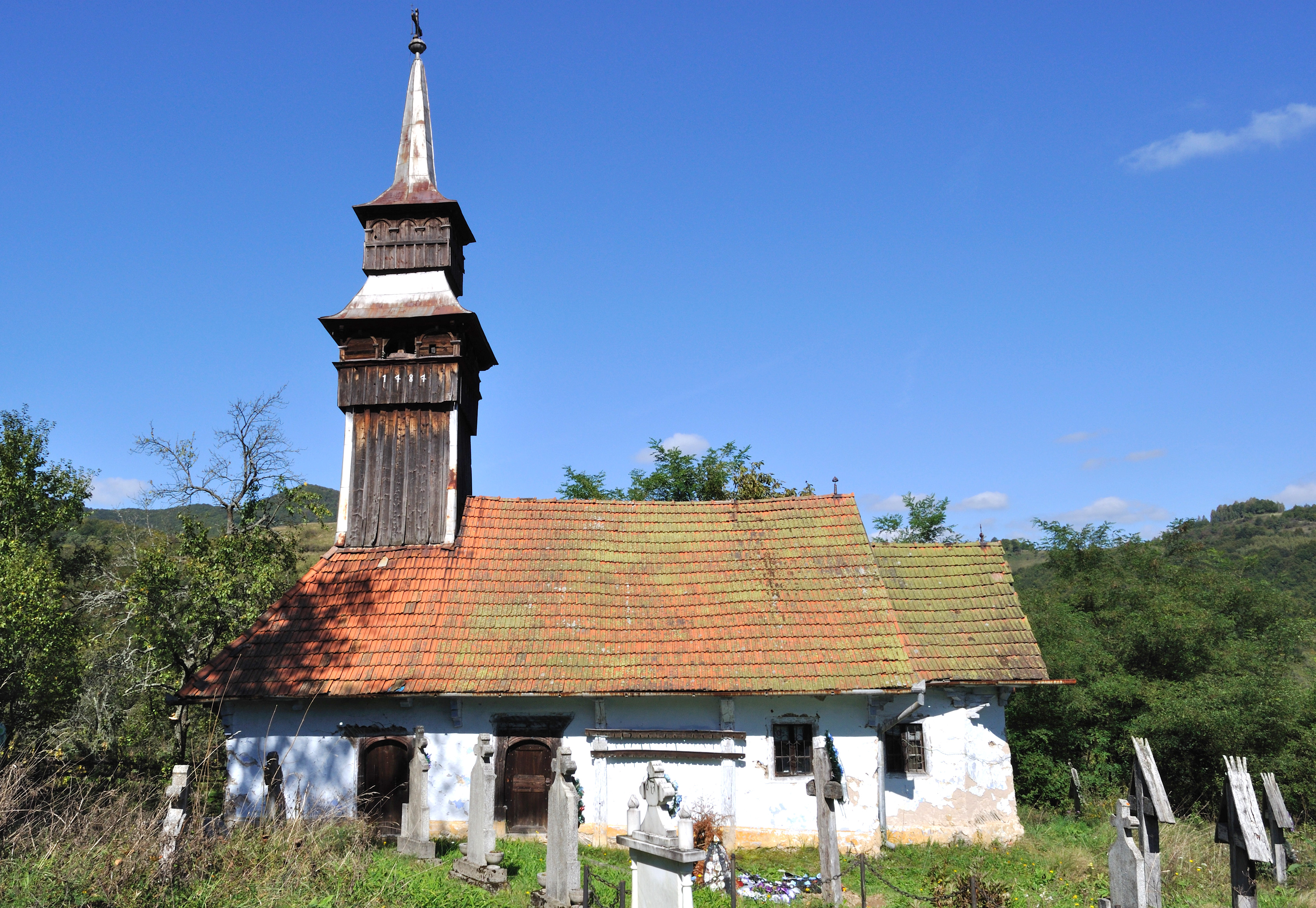
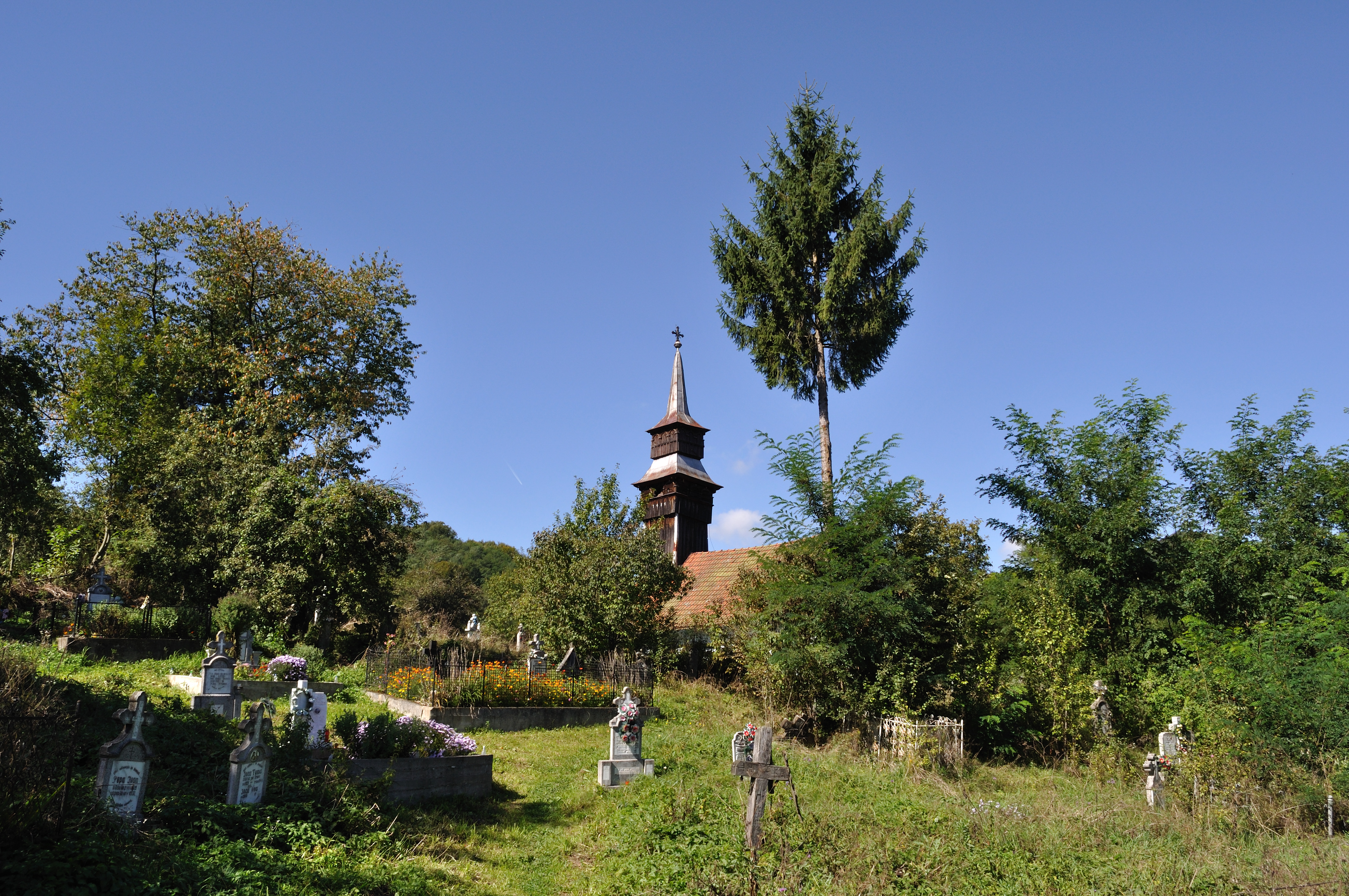
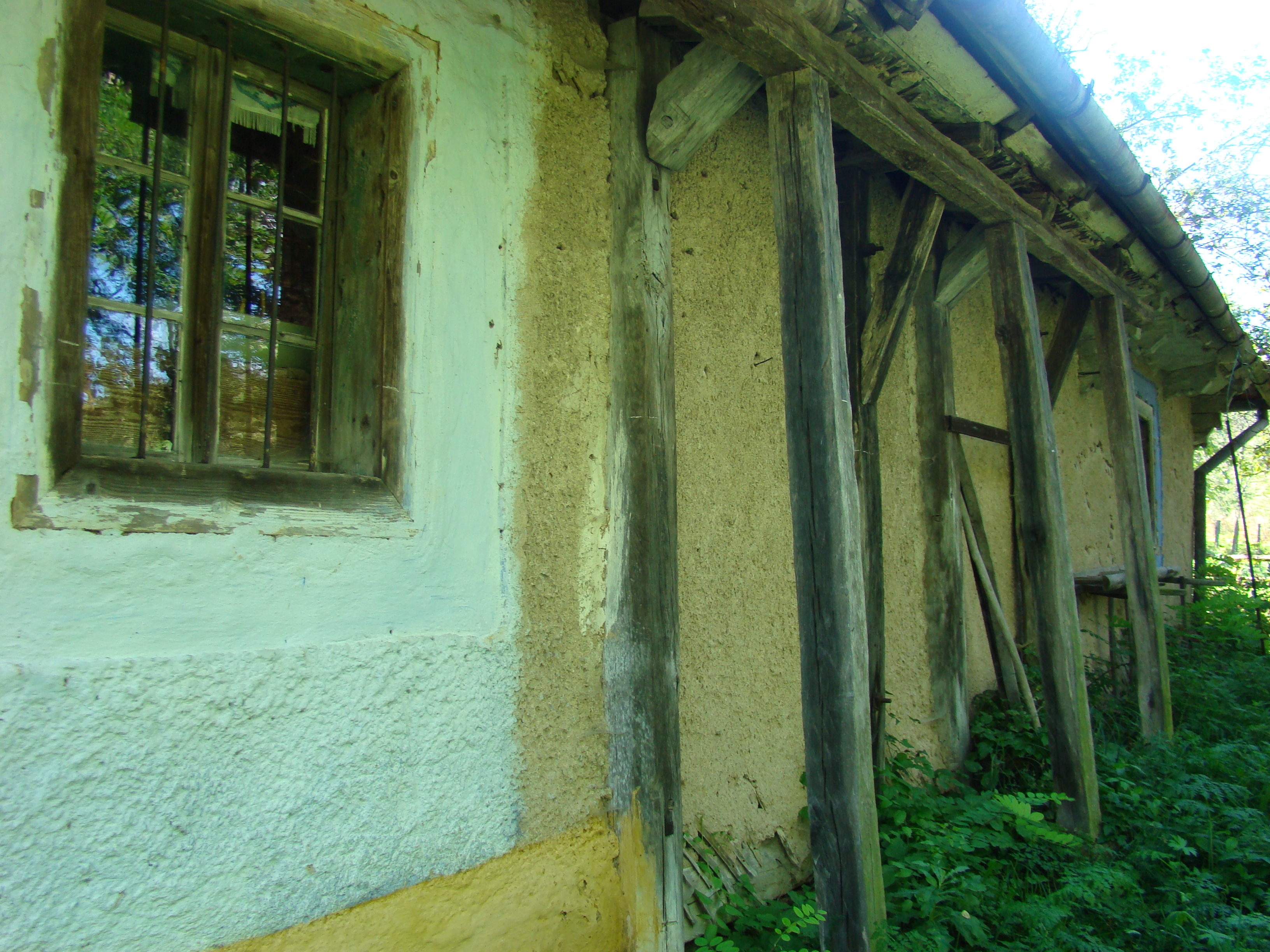
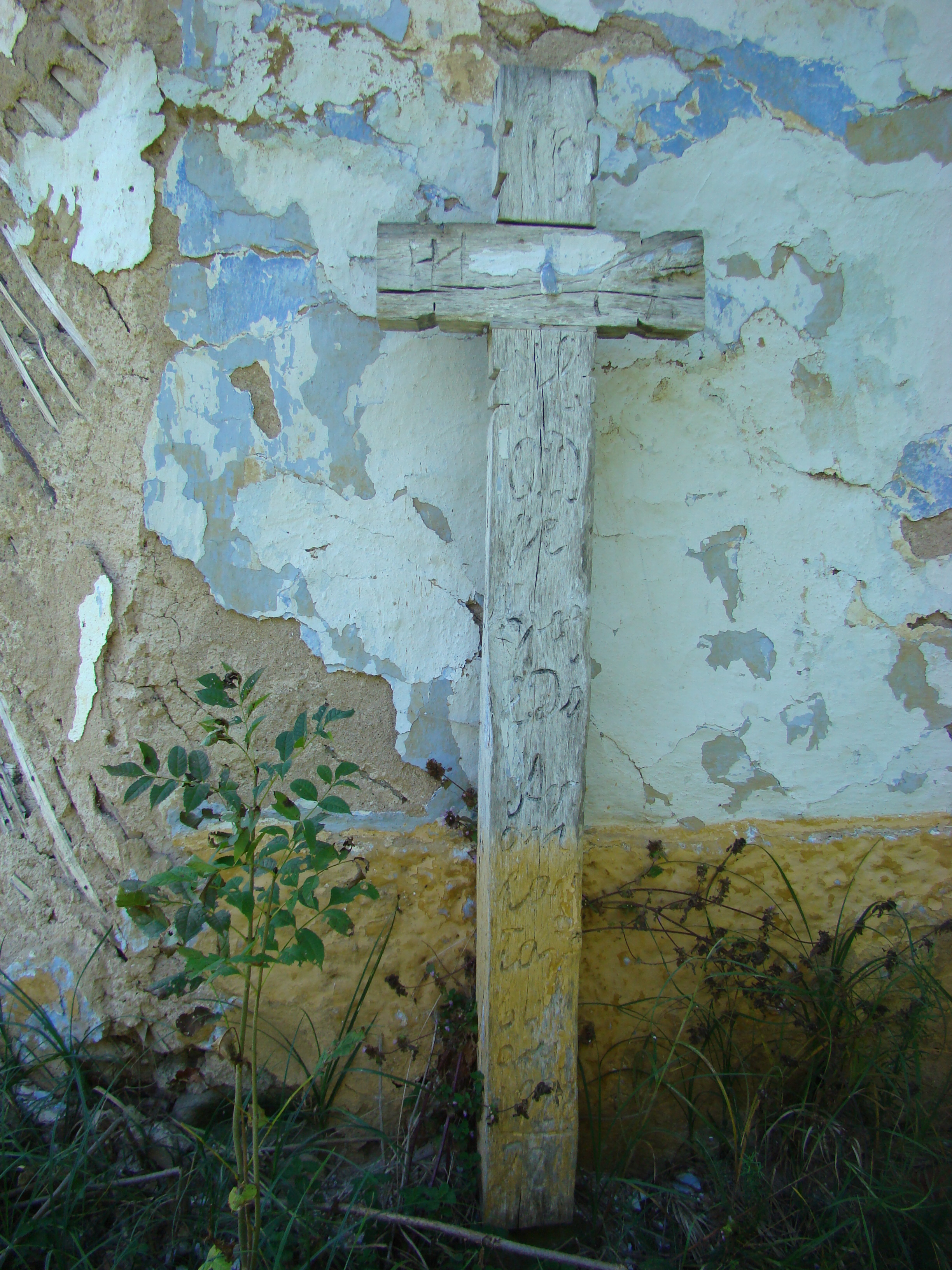
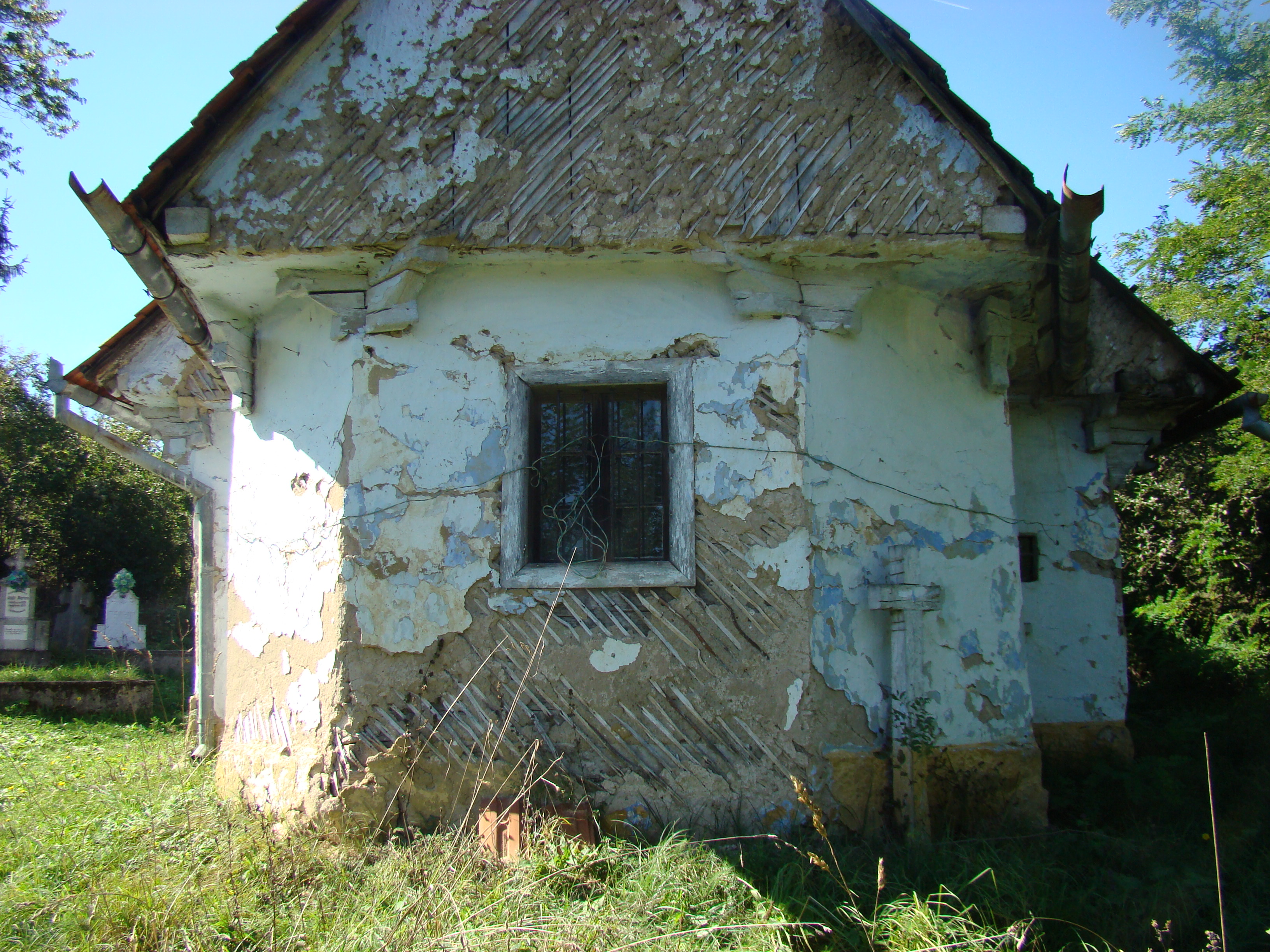
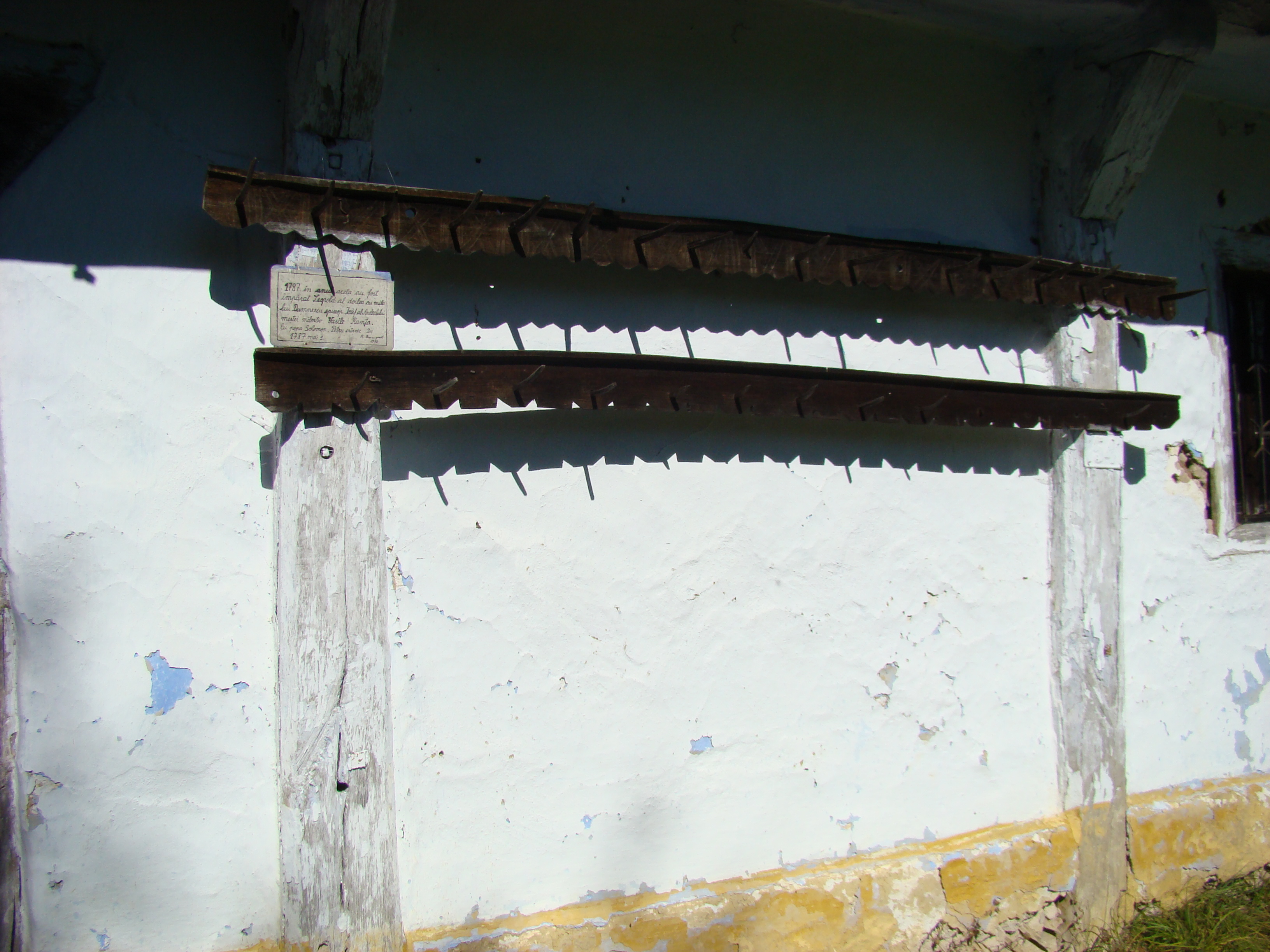
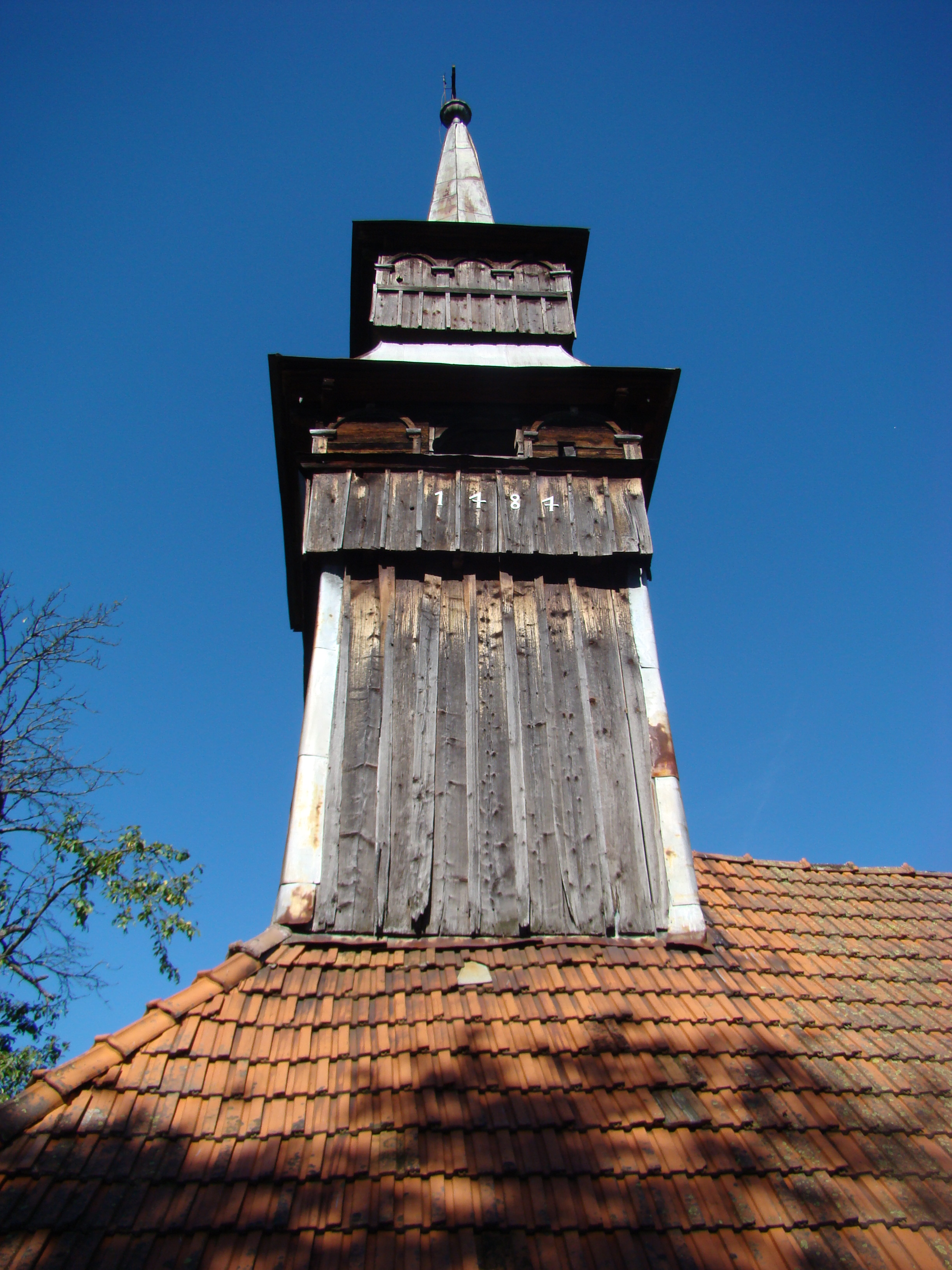
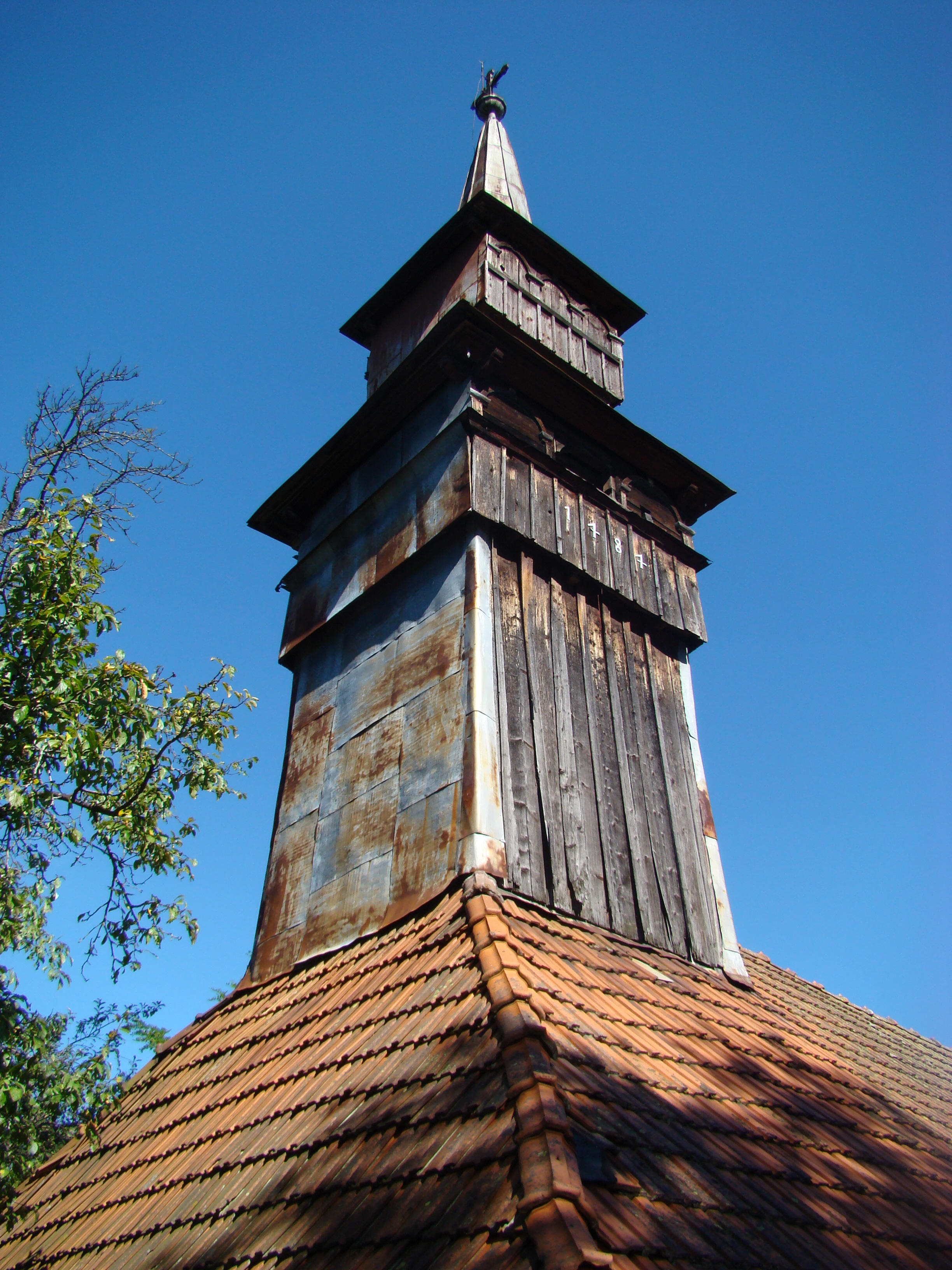
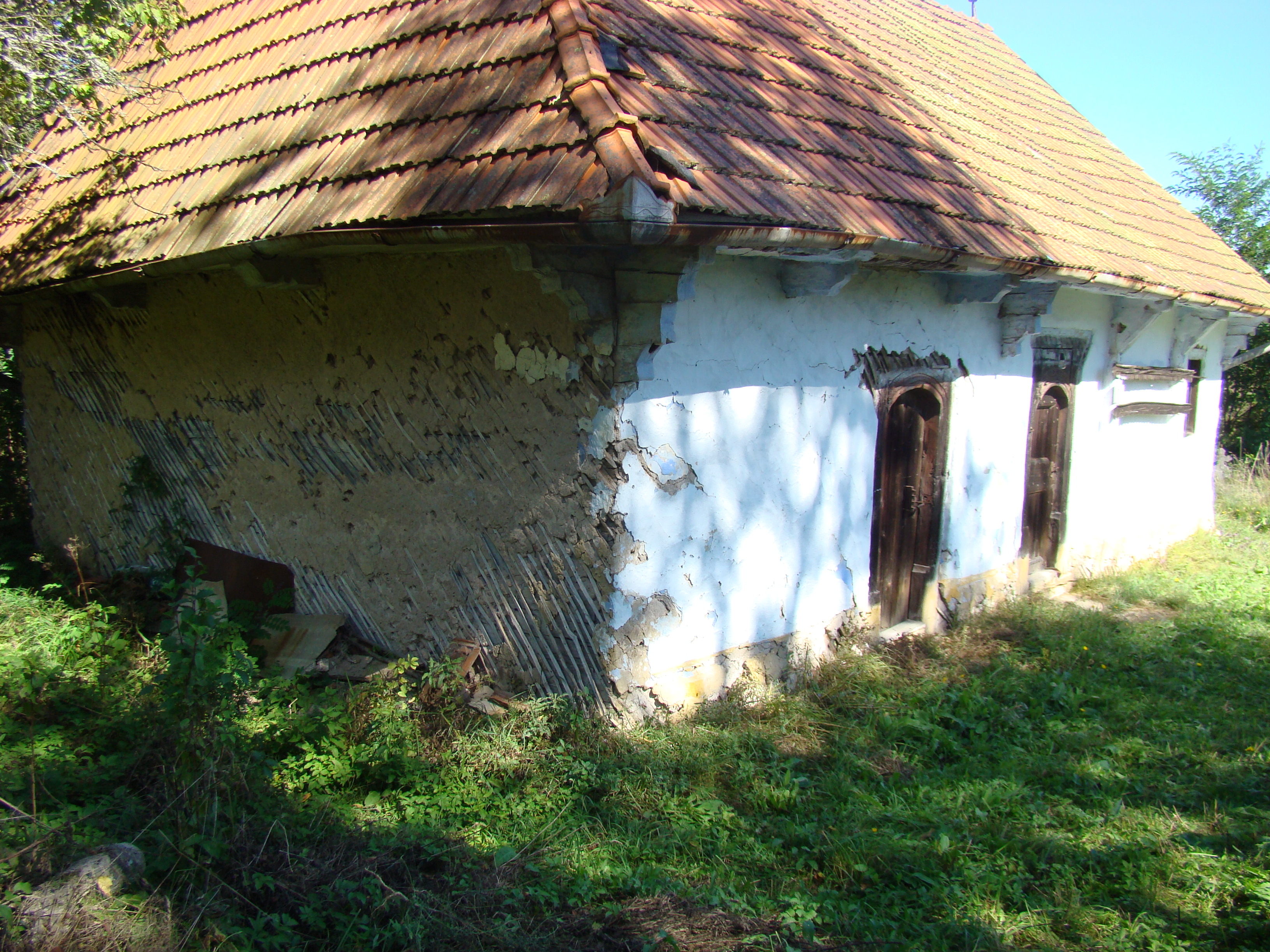
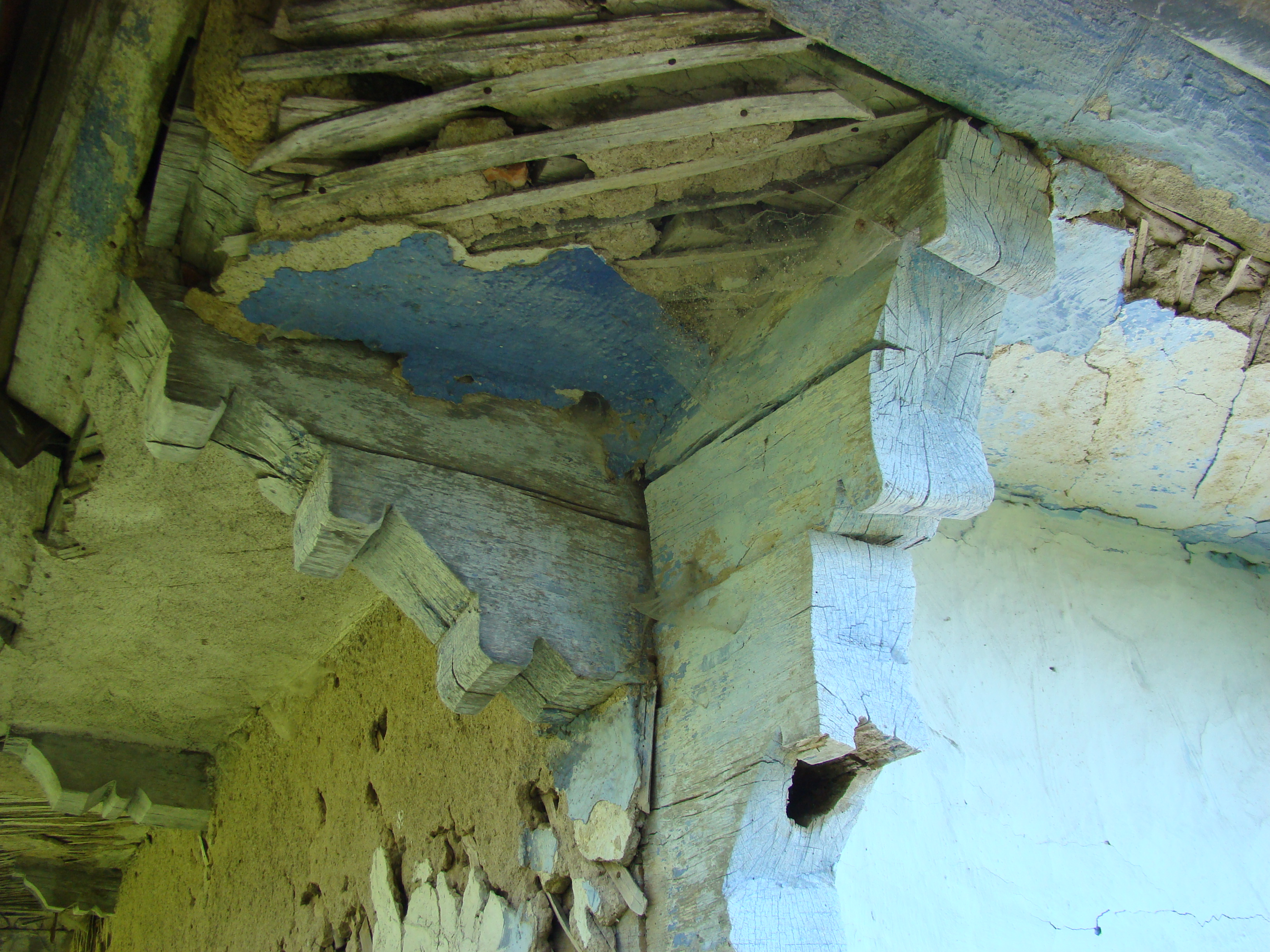
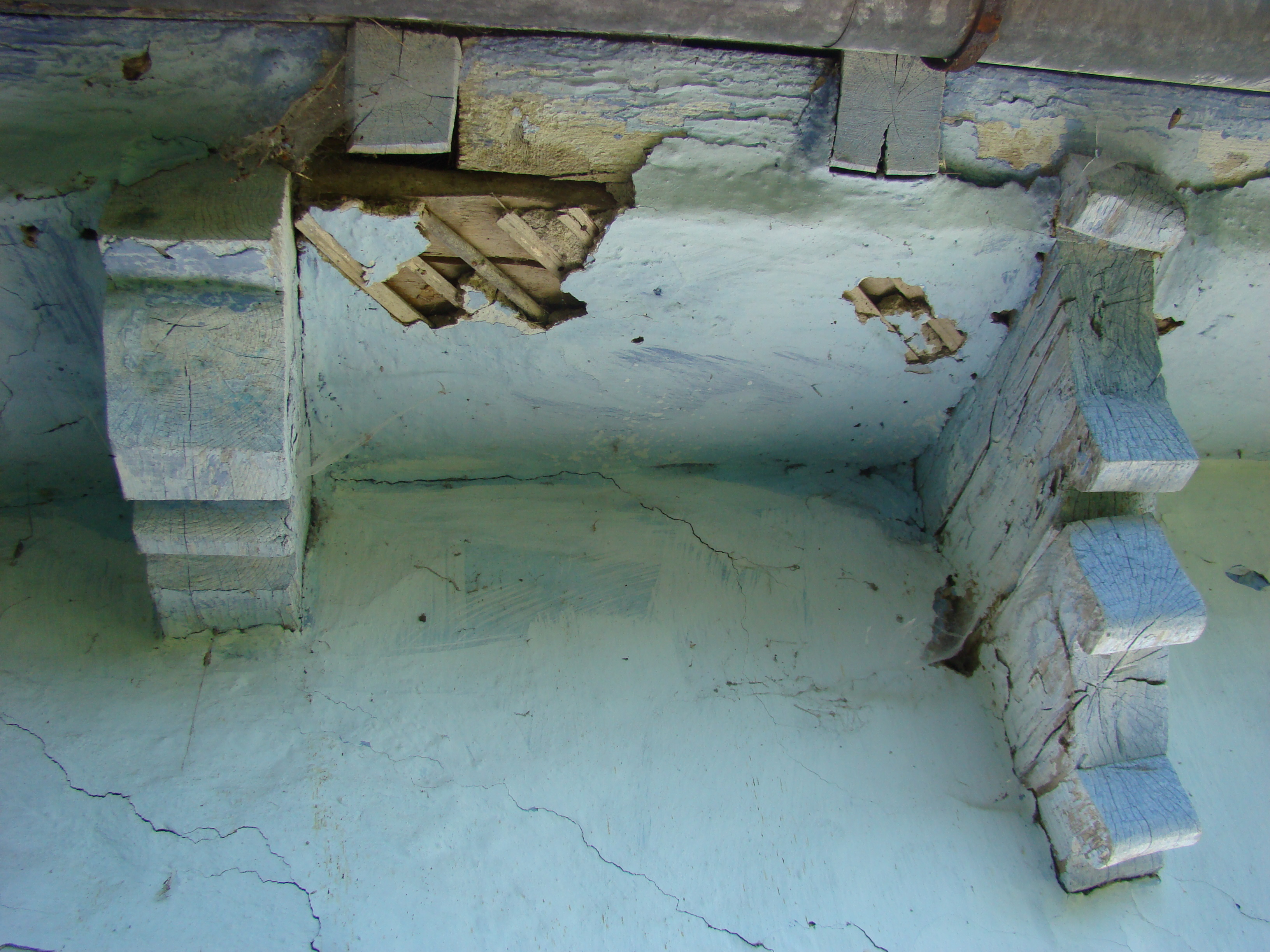
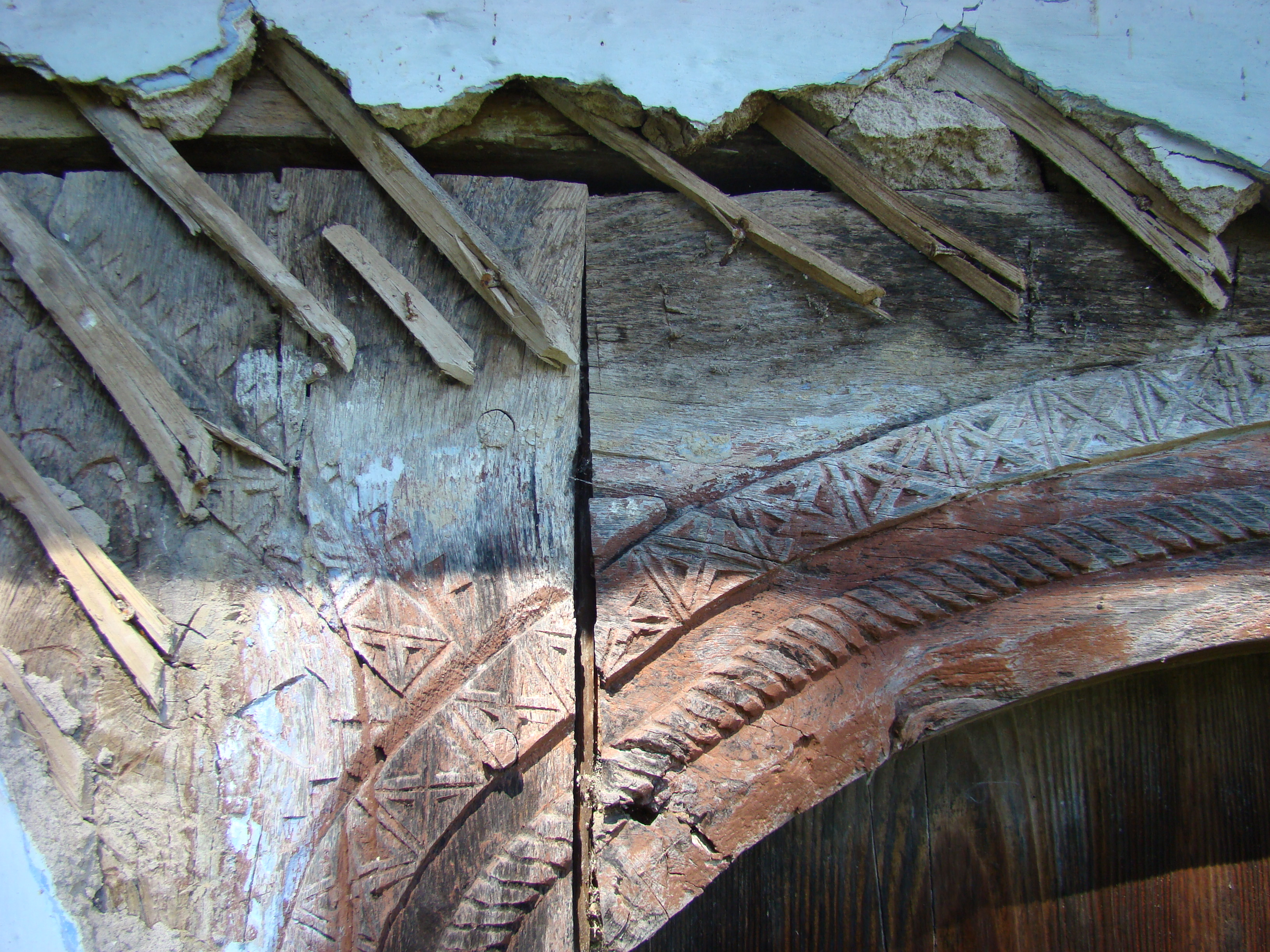
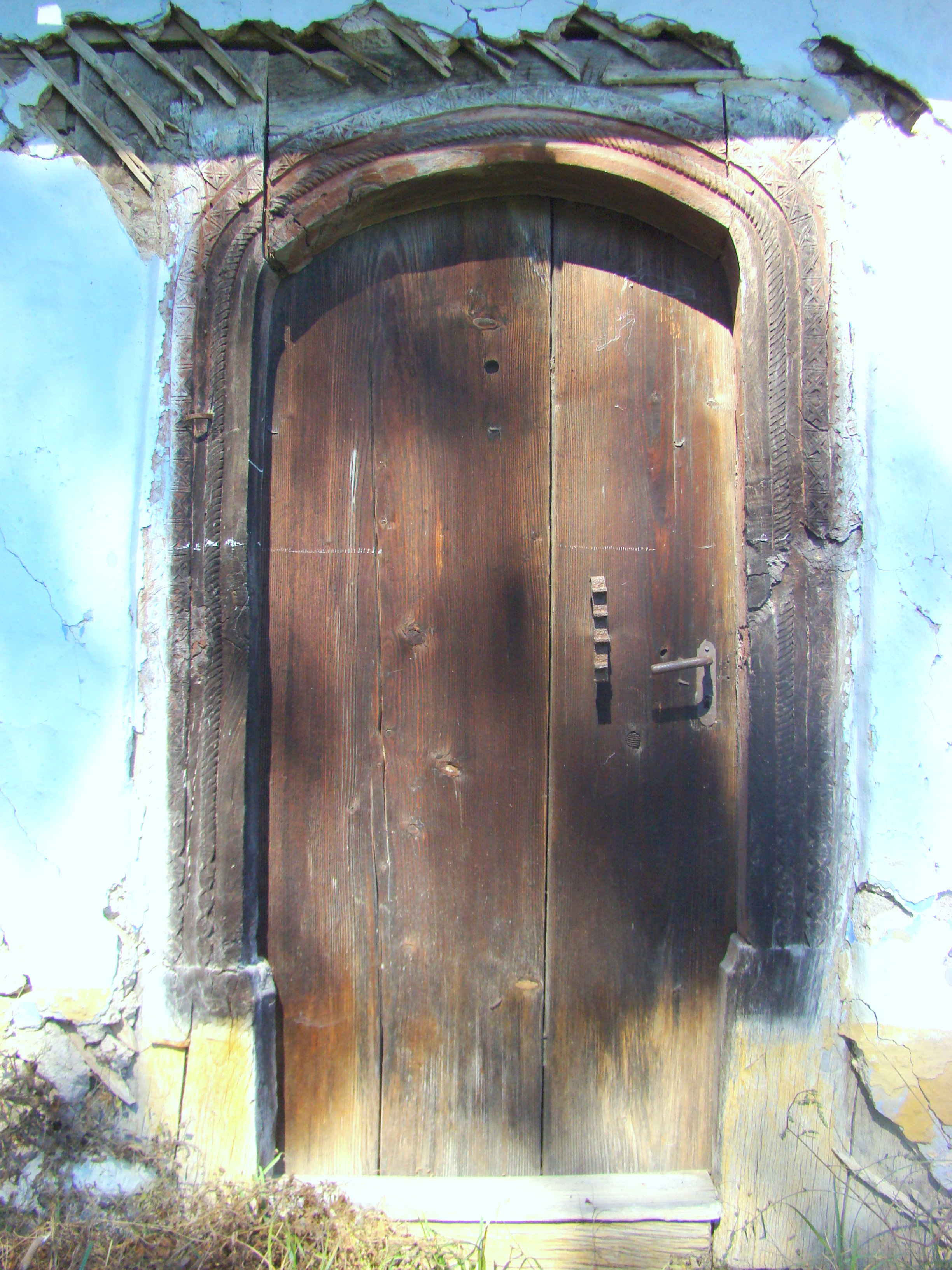
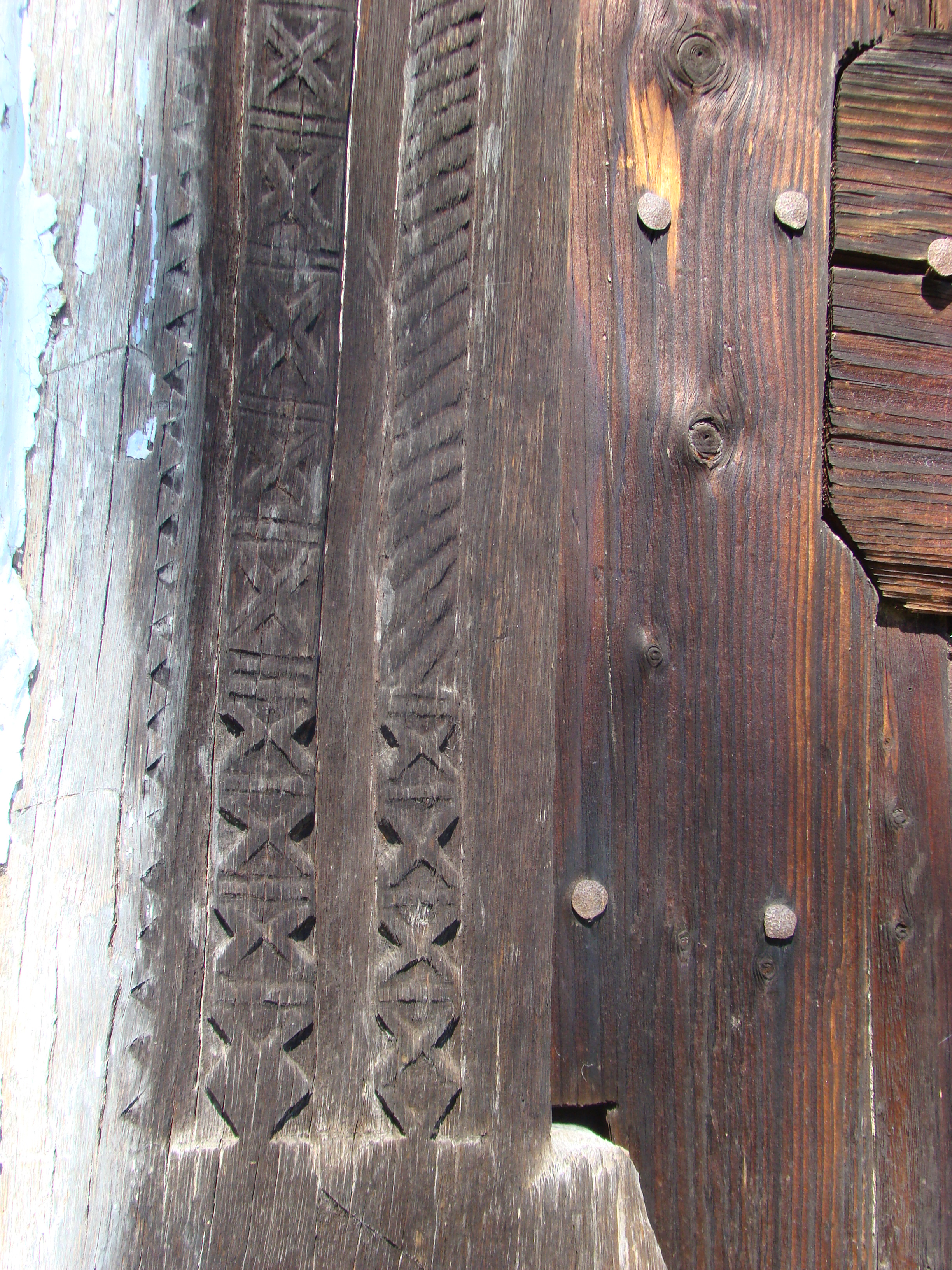
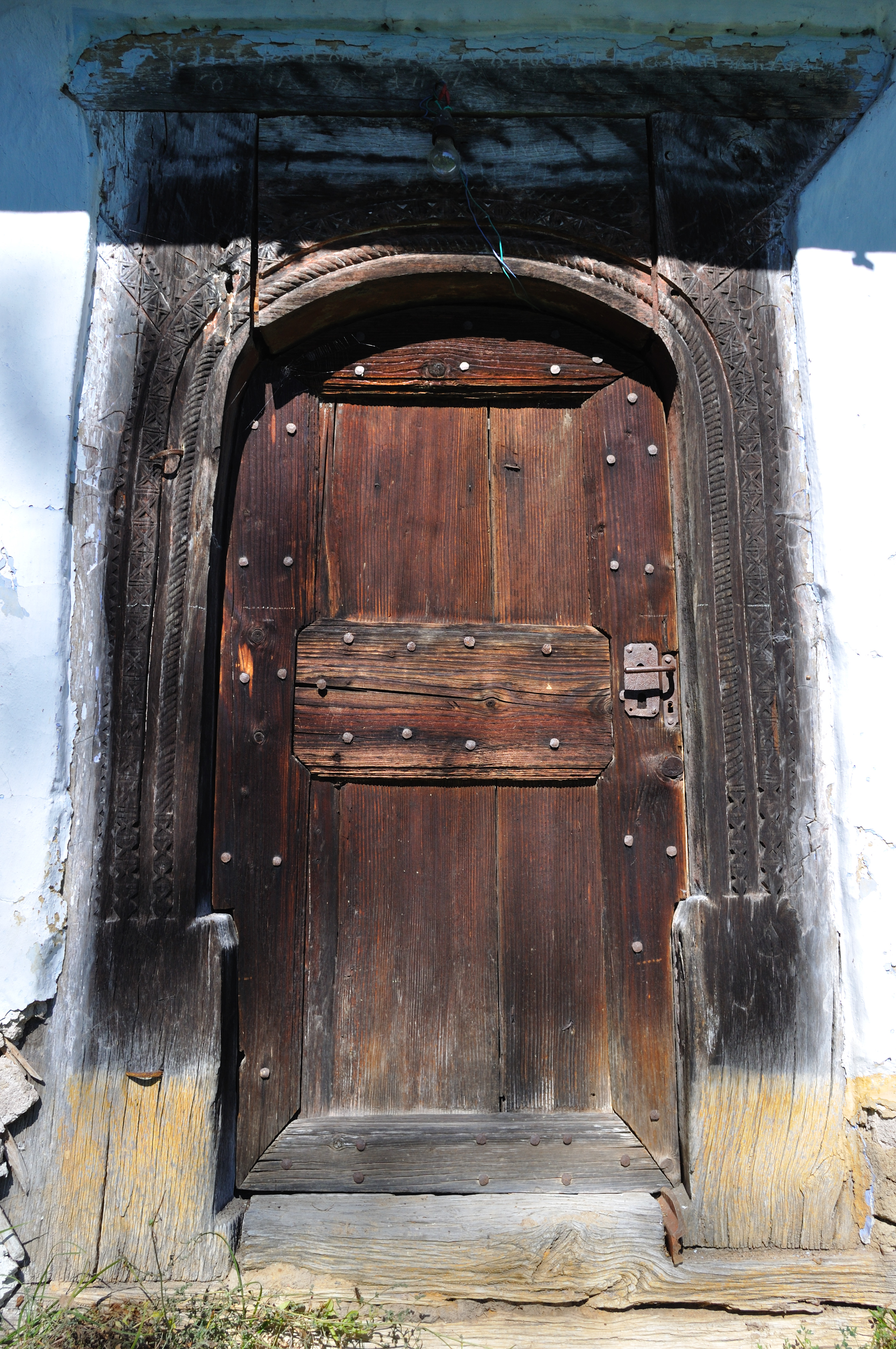
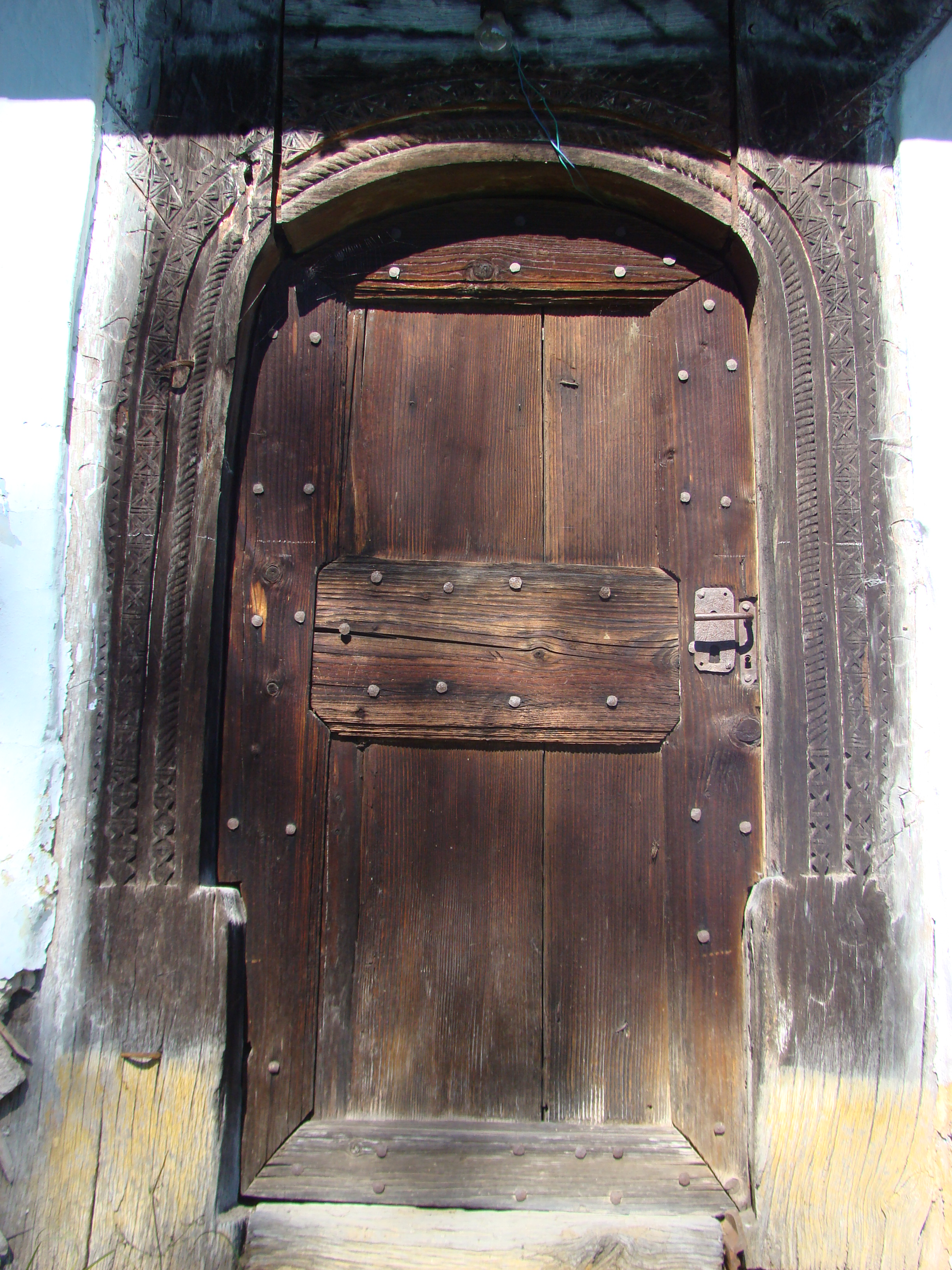
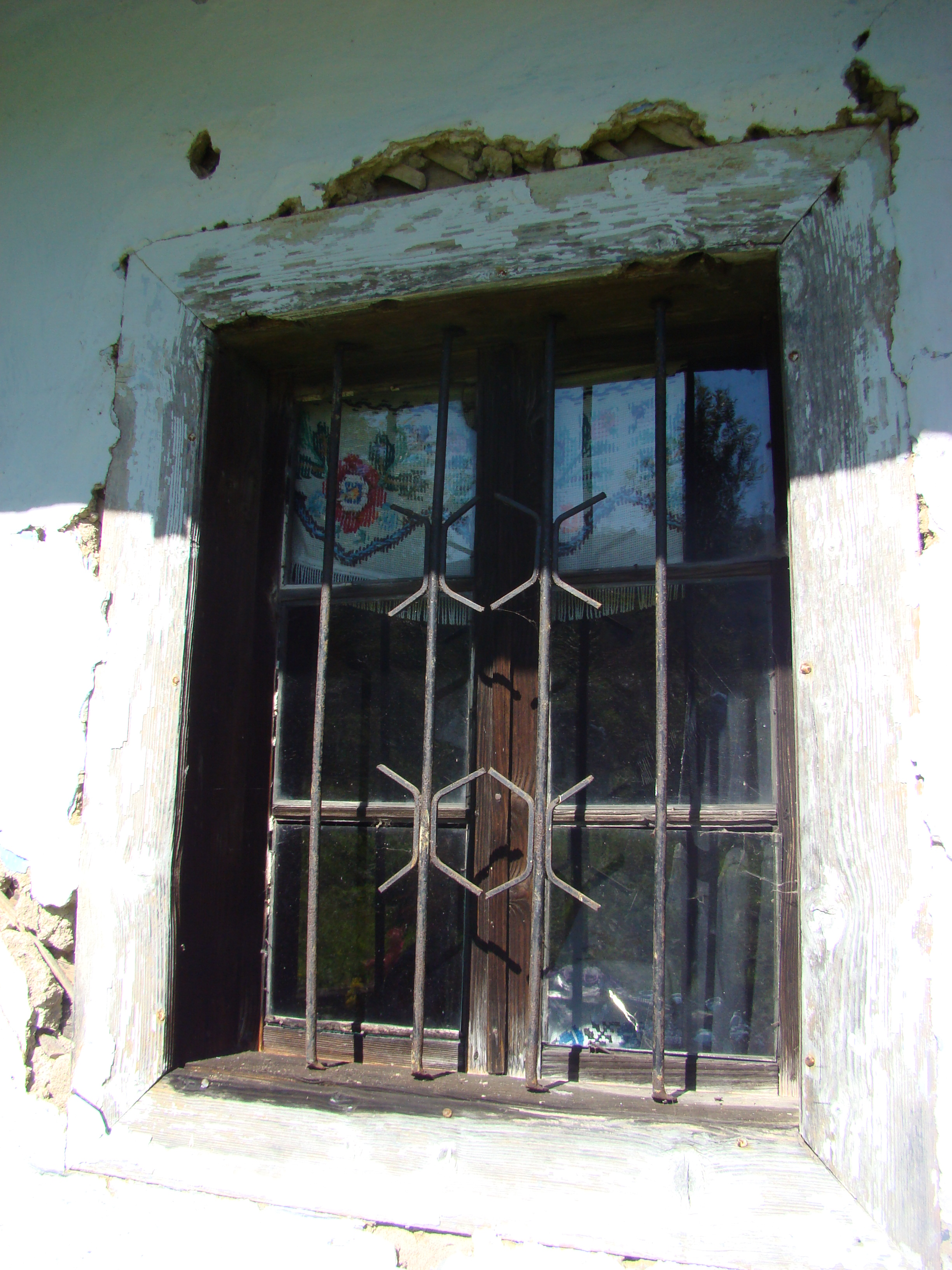
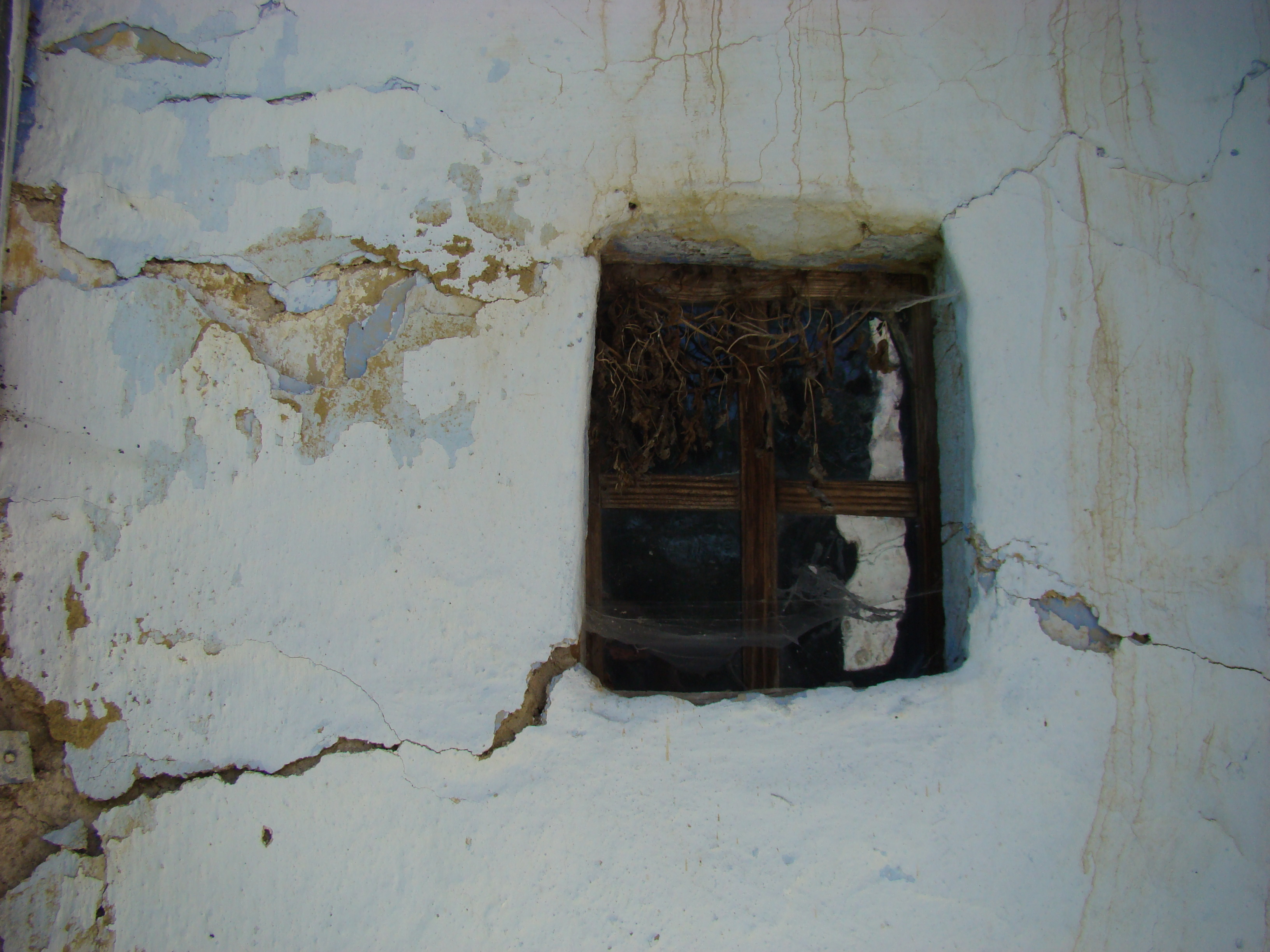
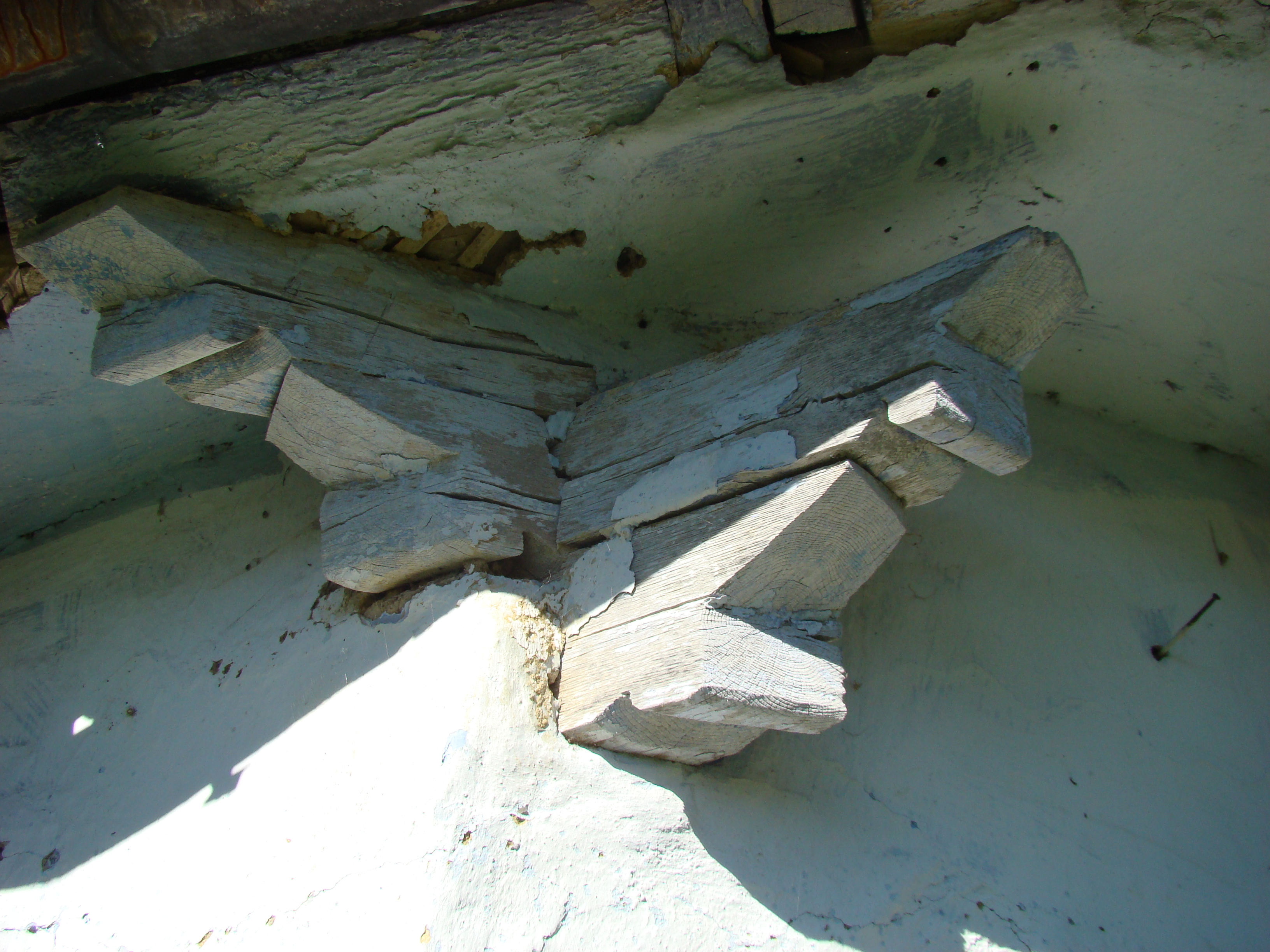
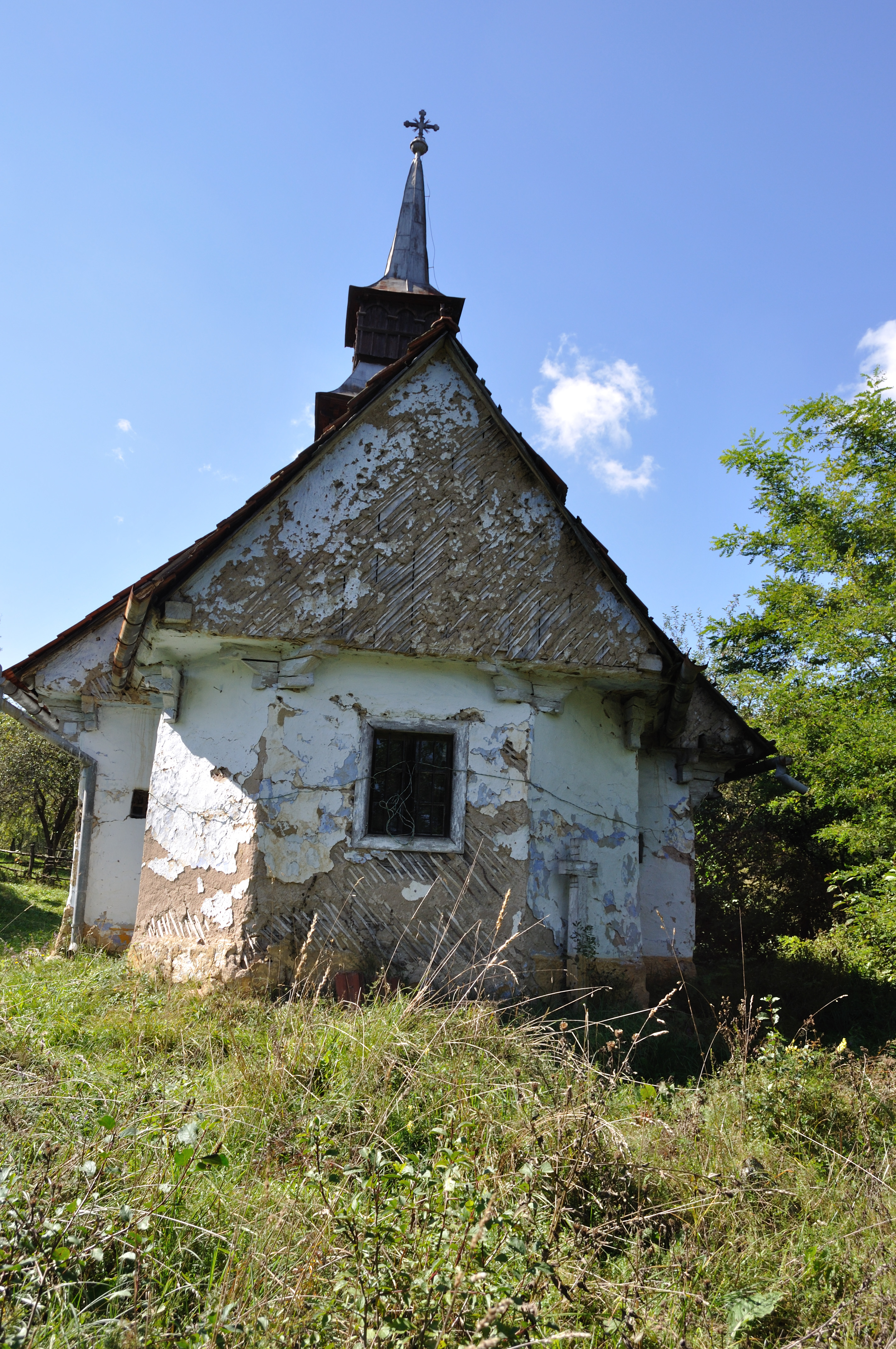

## Imagini din interior

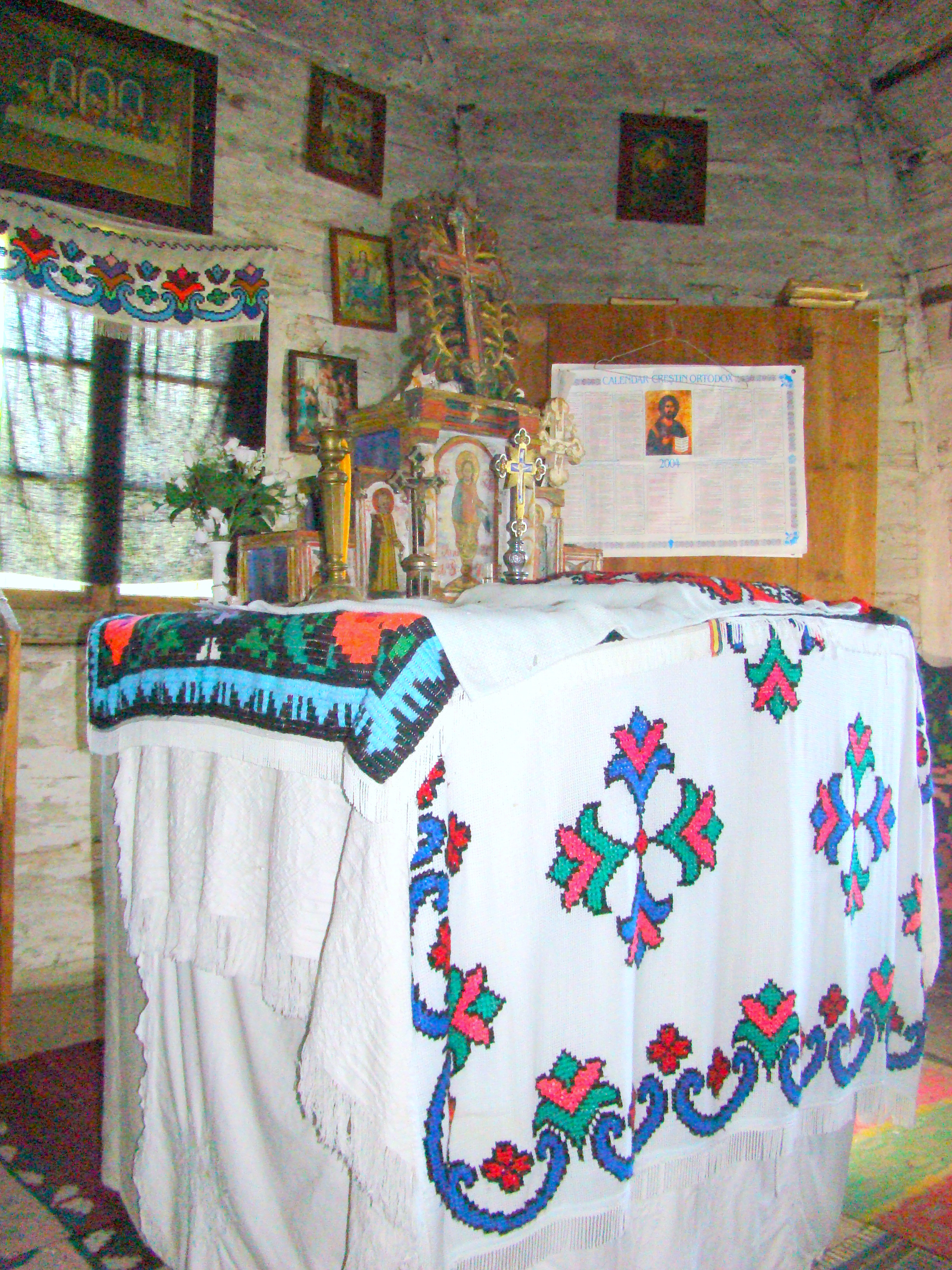
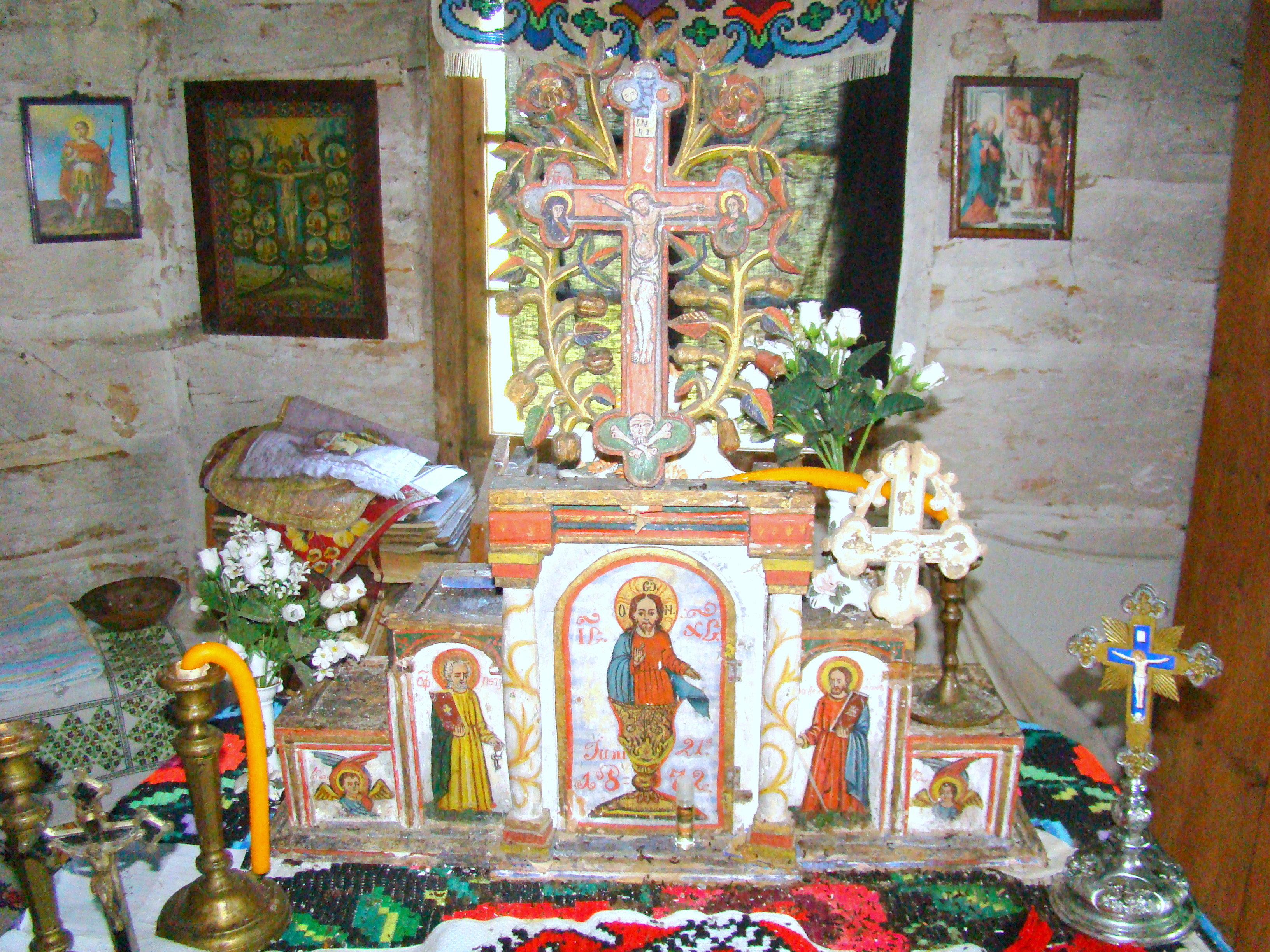
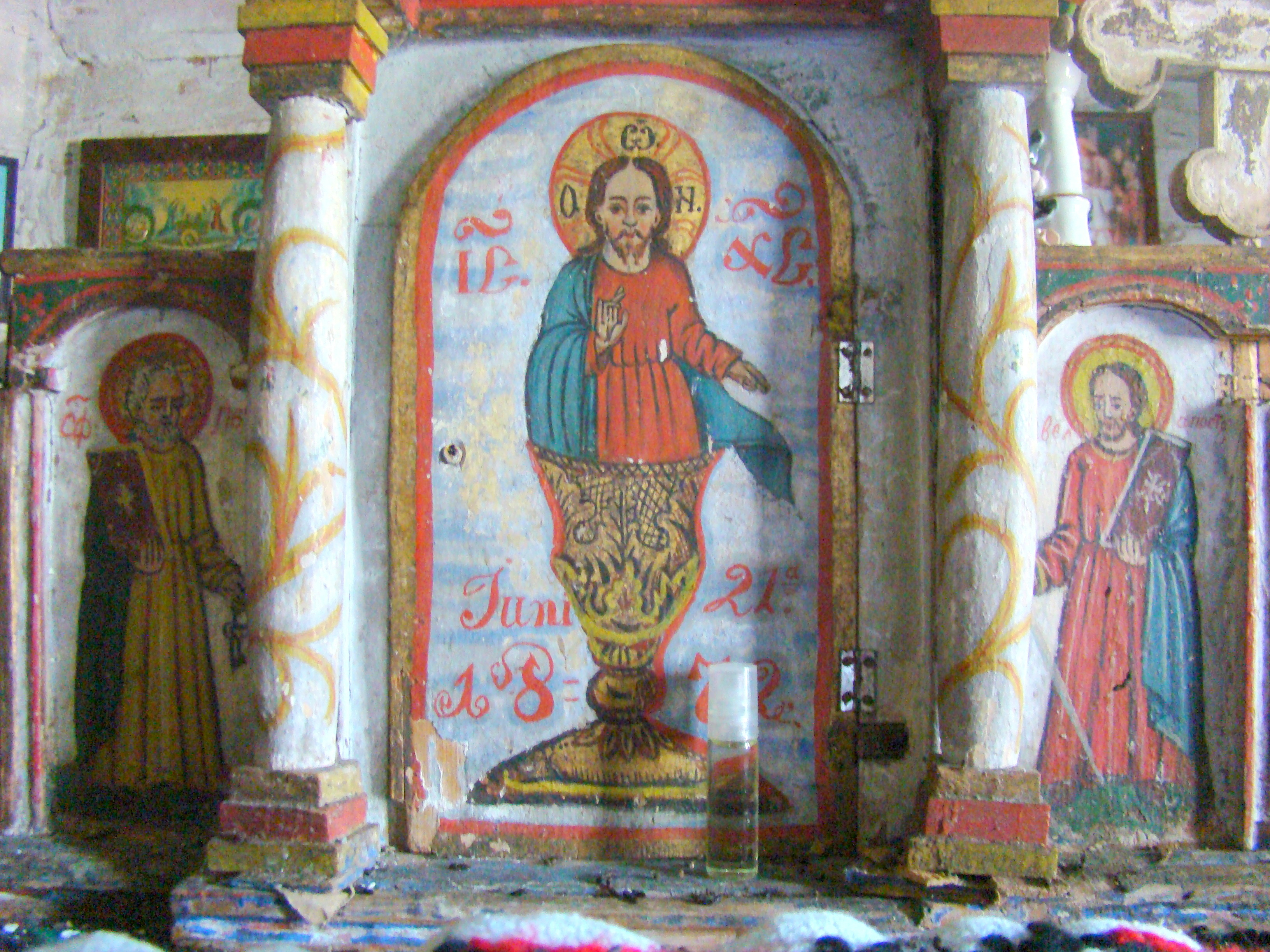
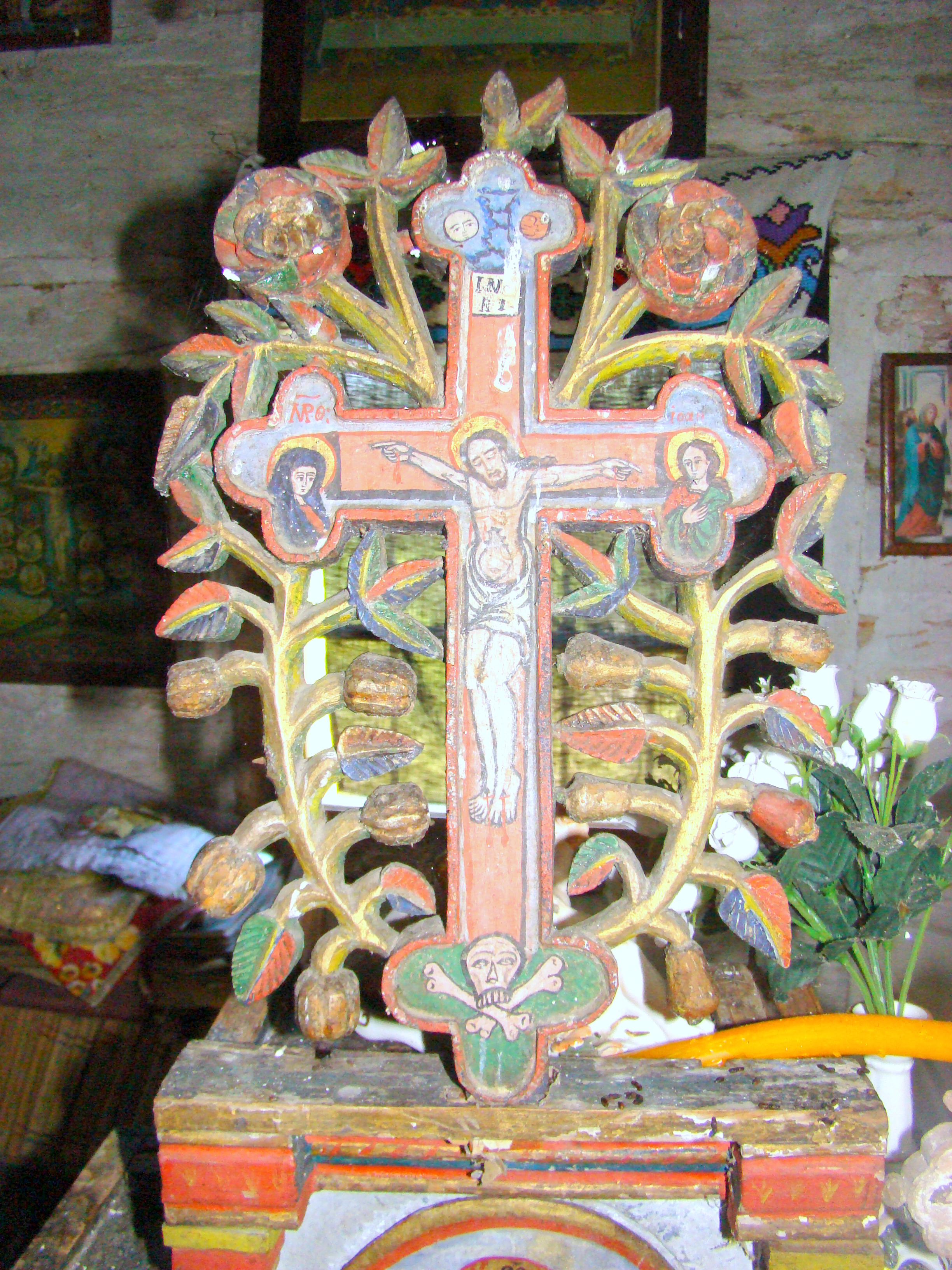
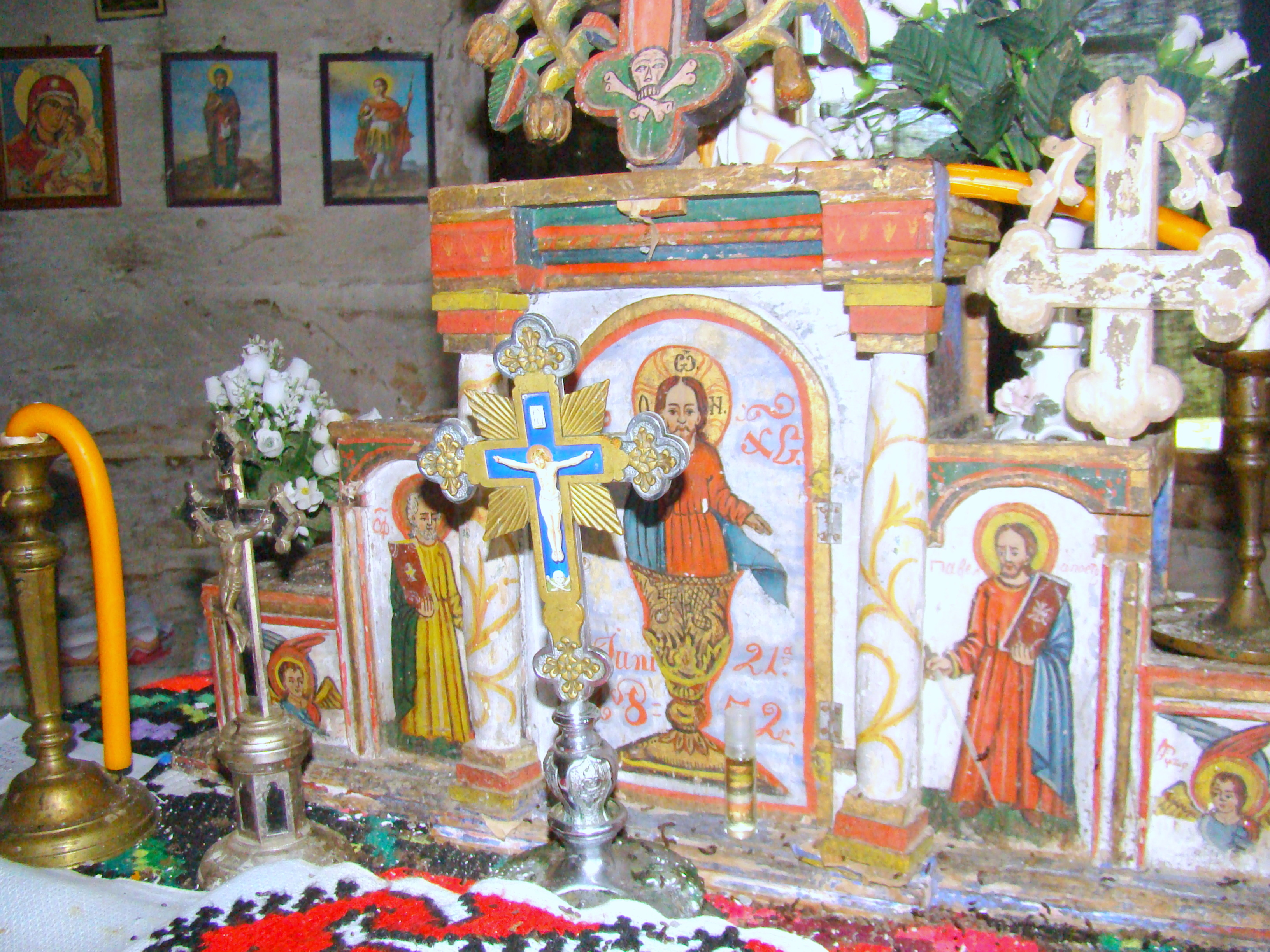
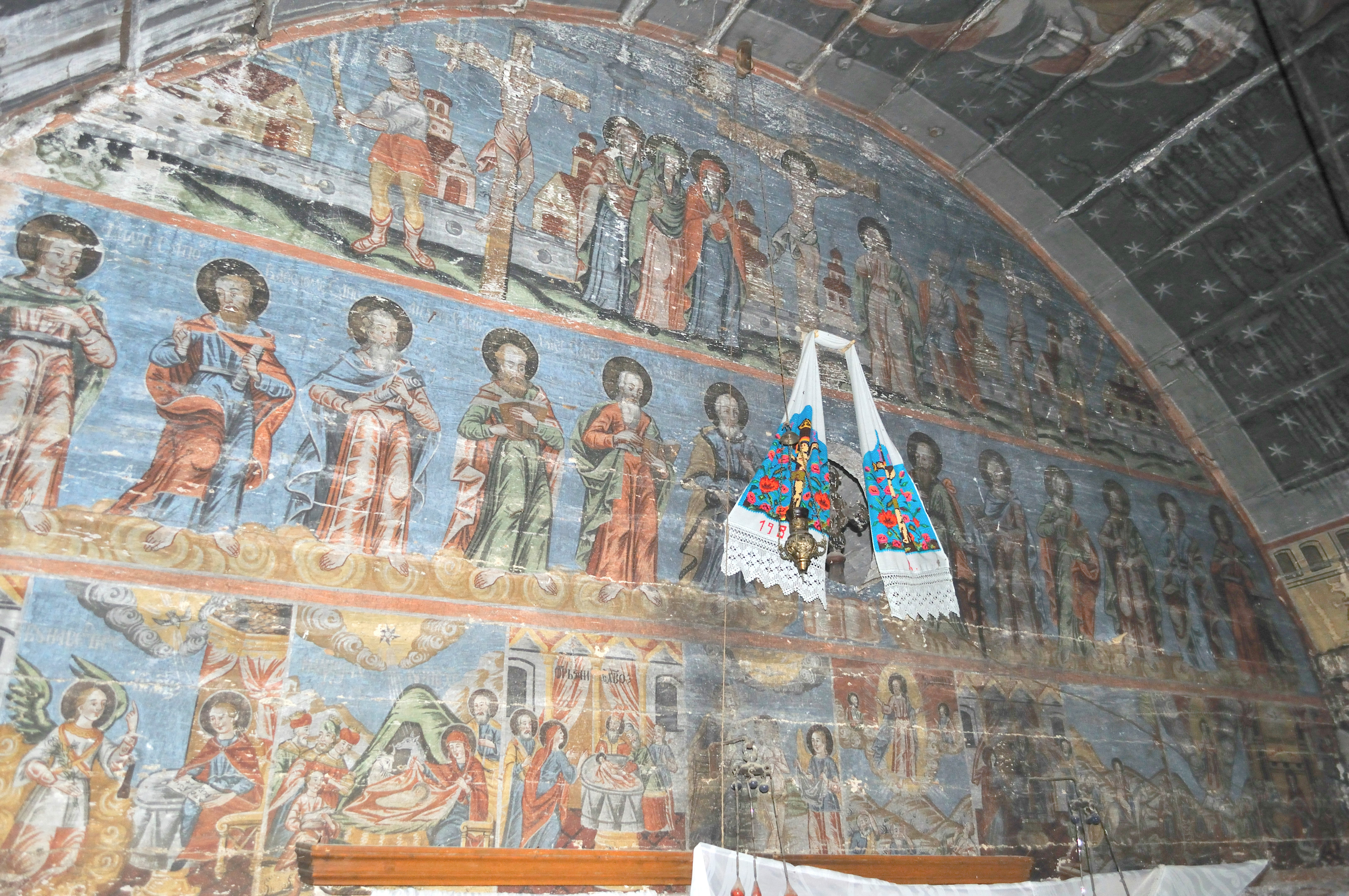
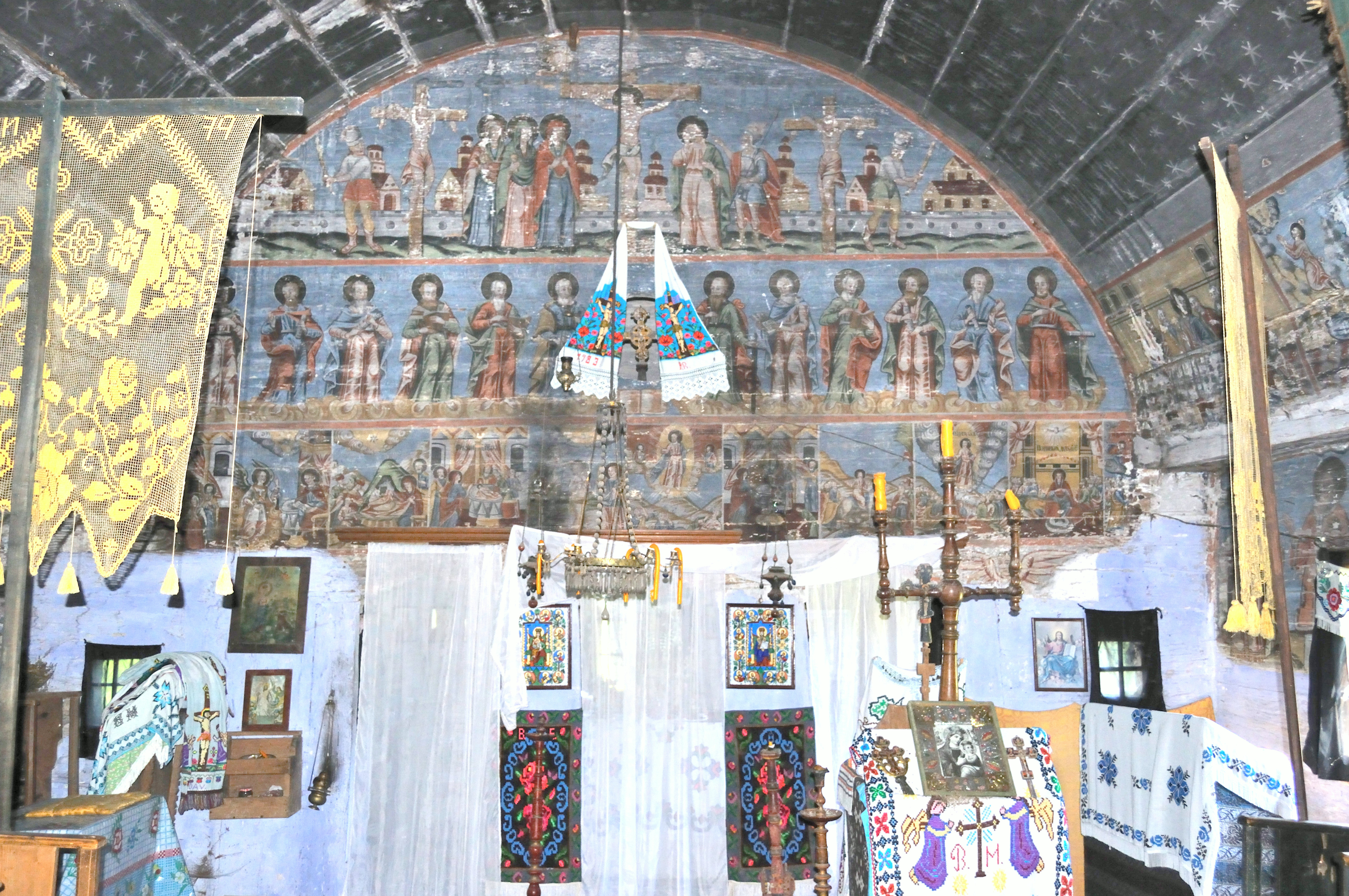
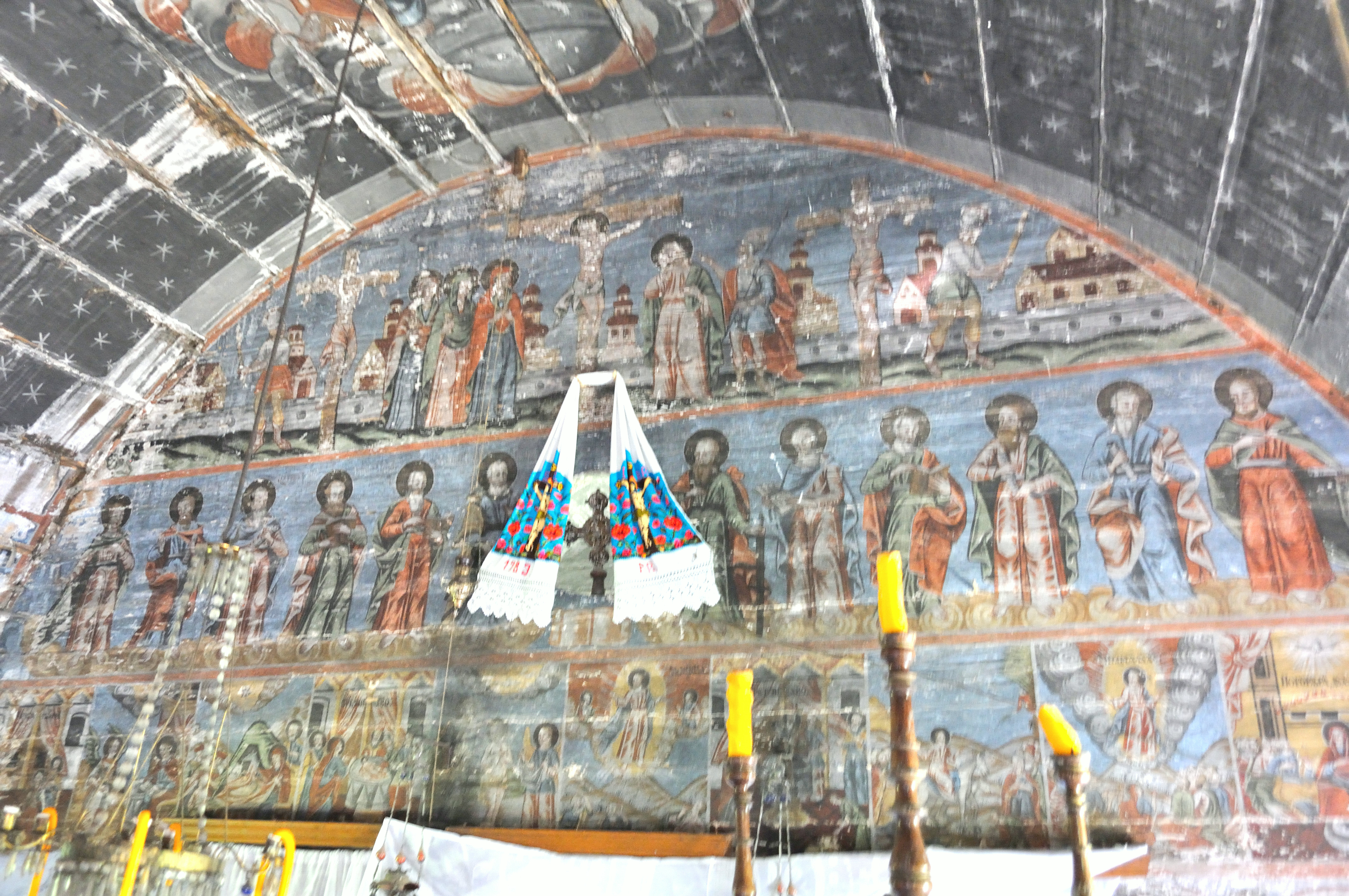
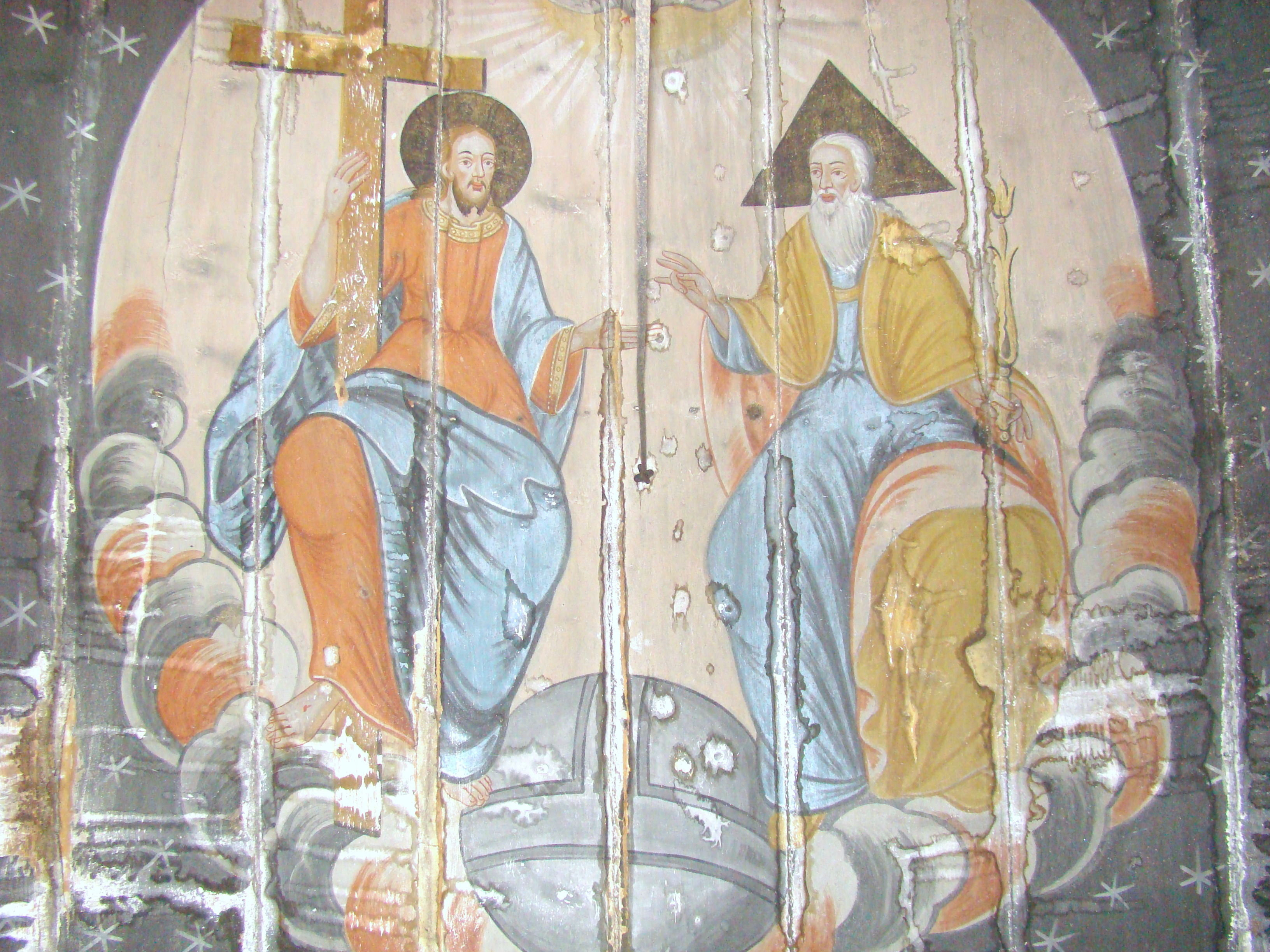
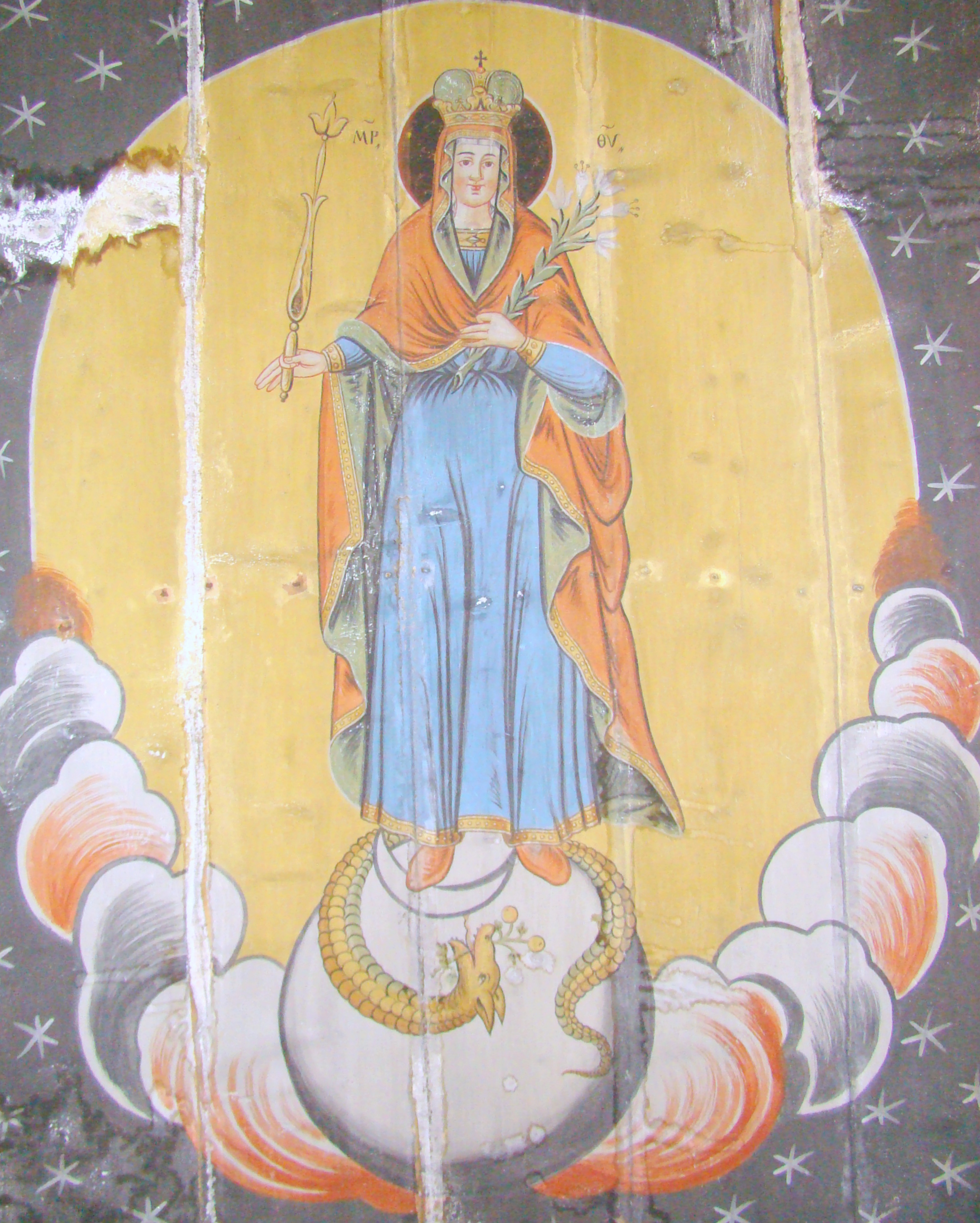
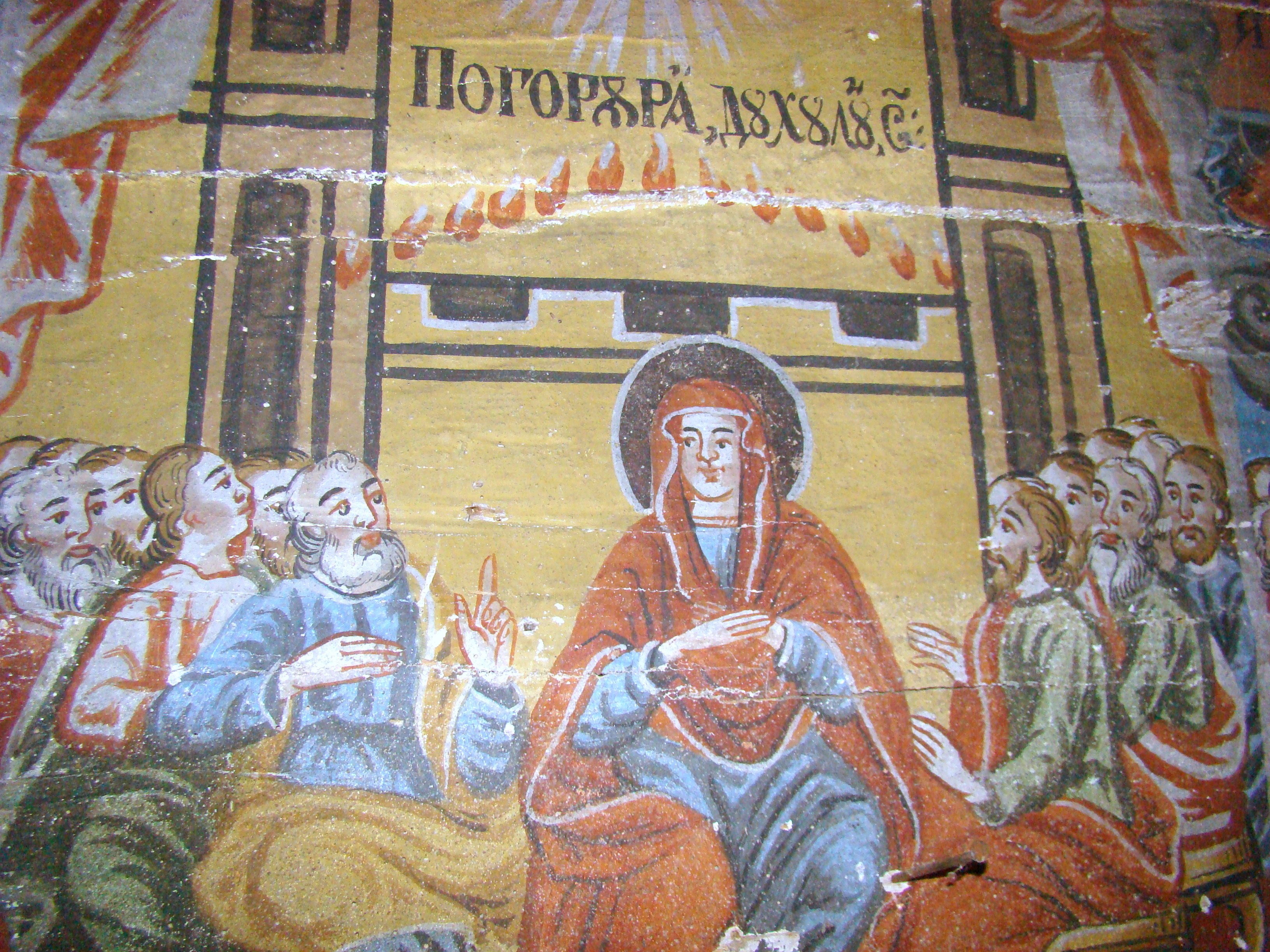
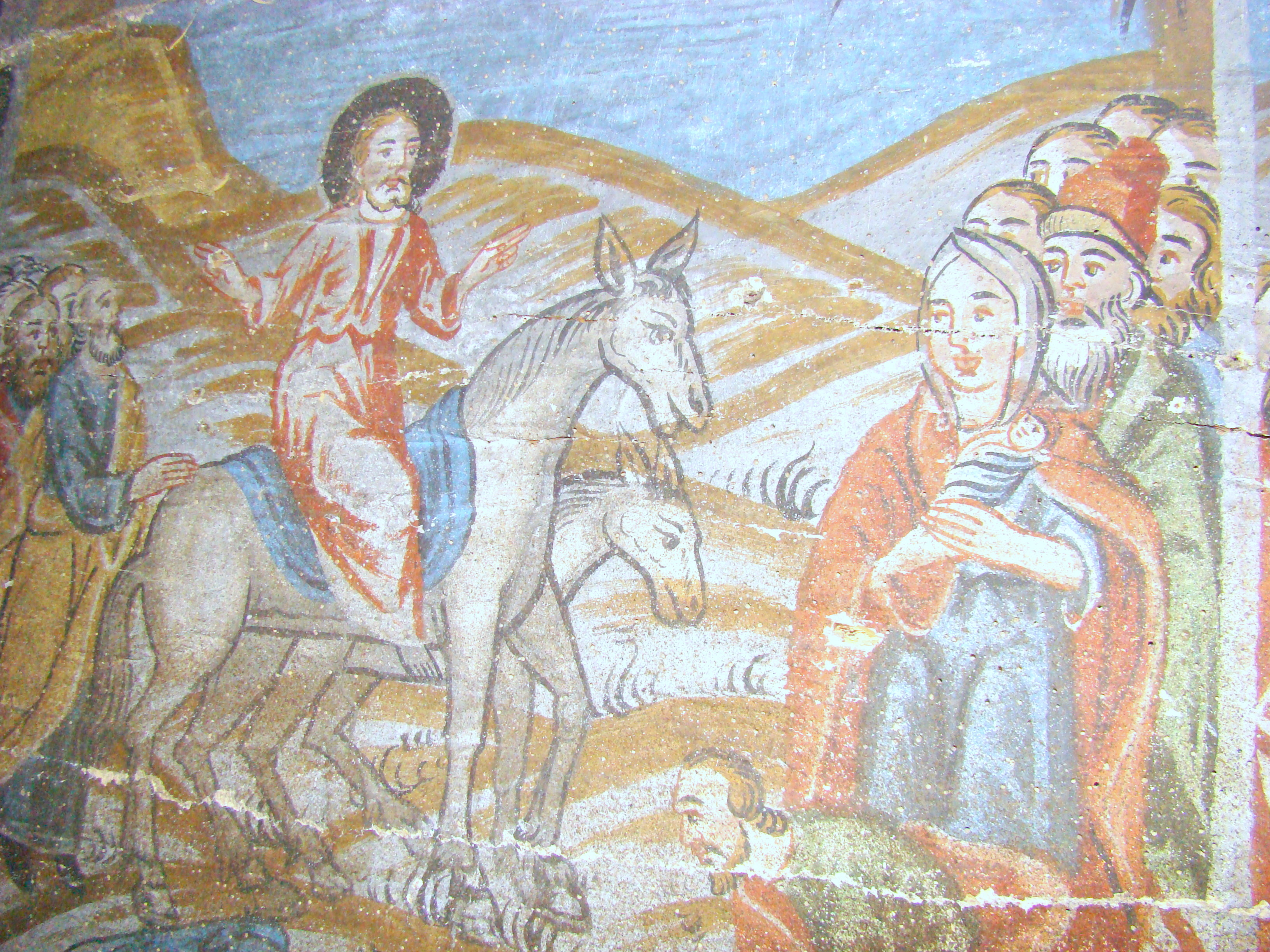
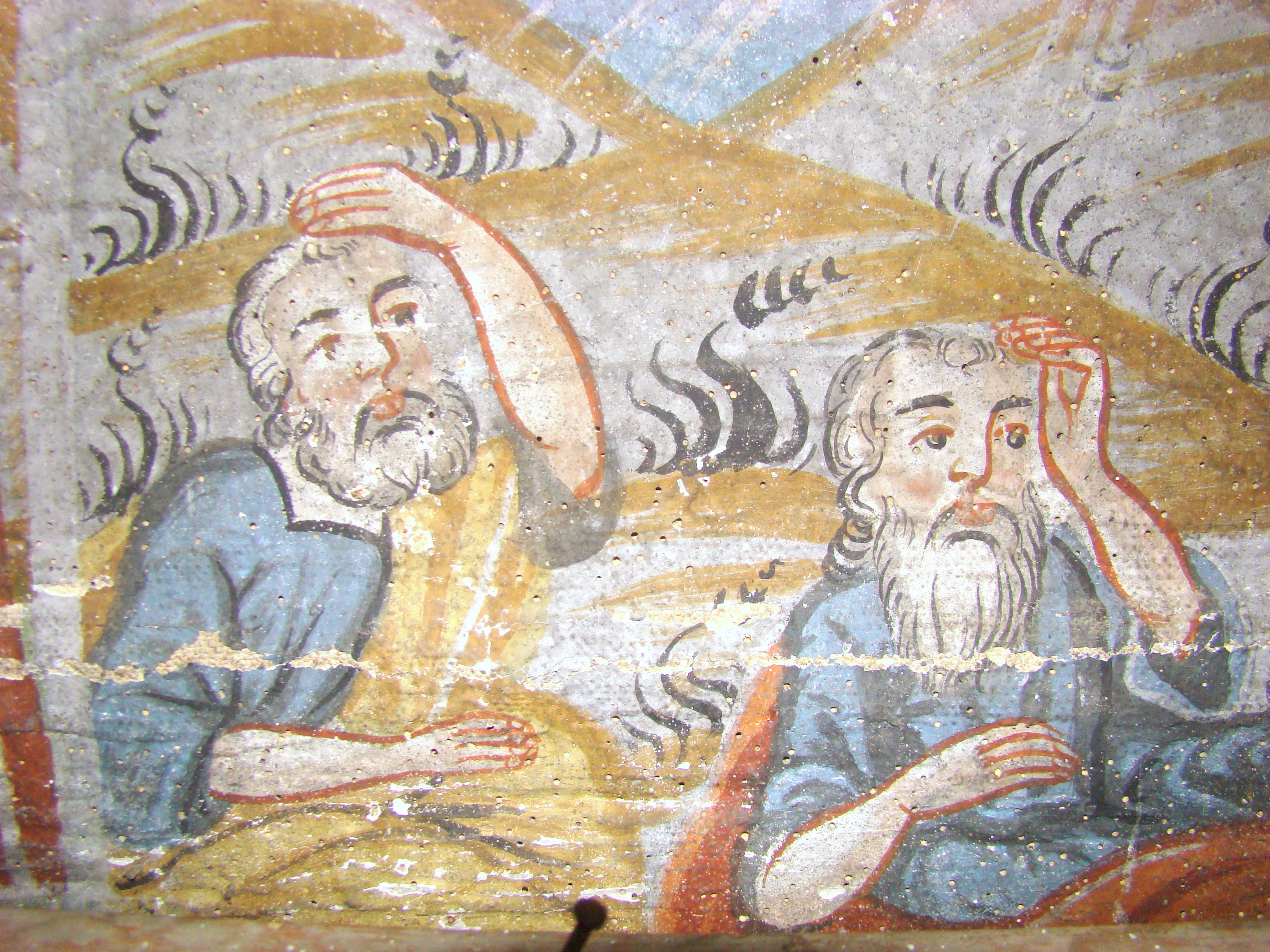
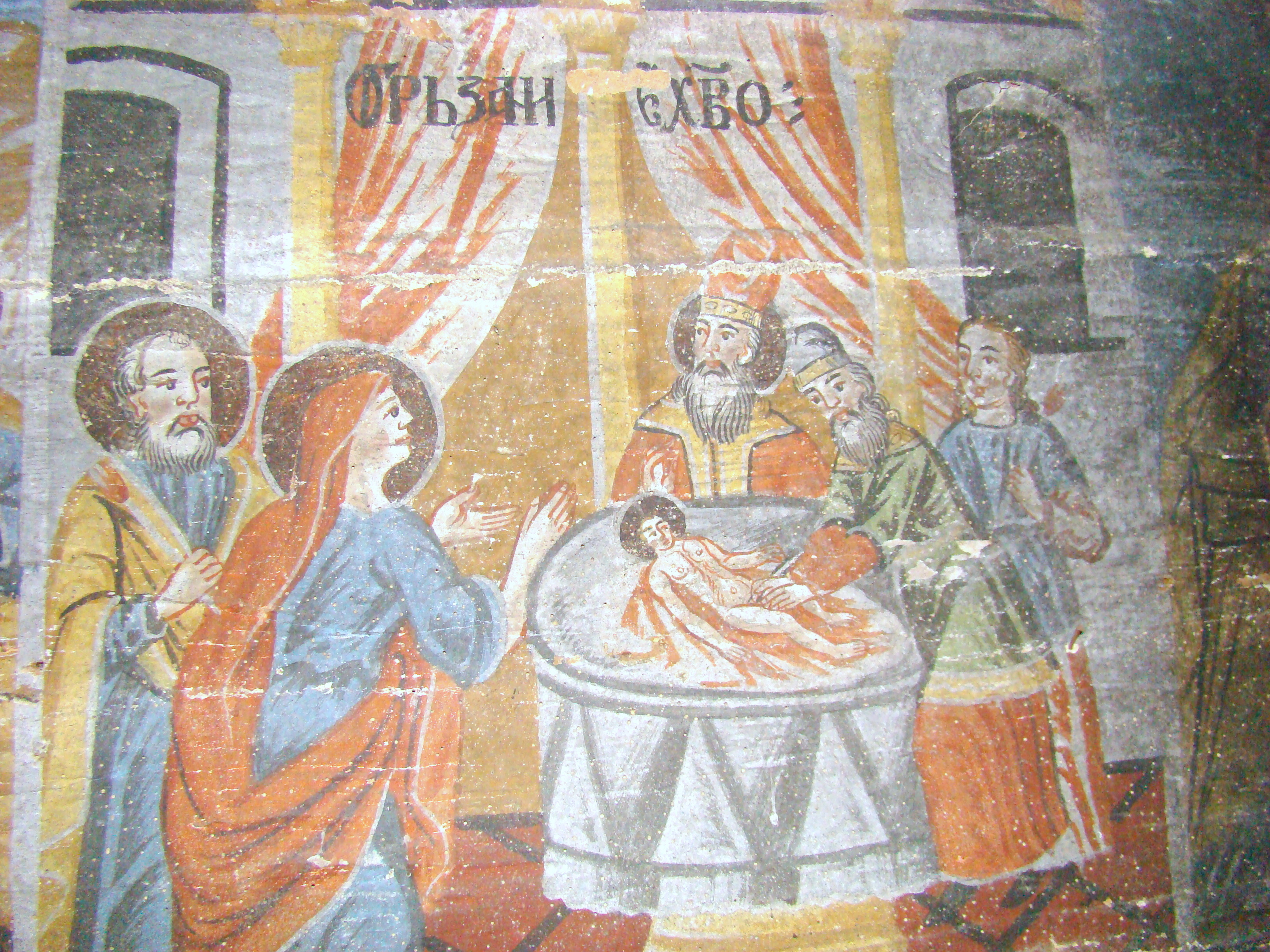
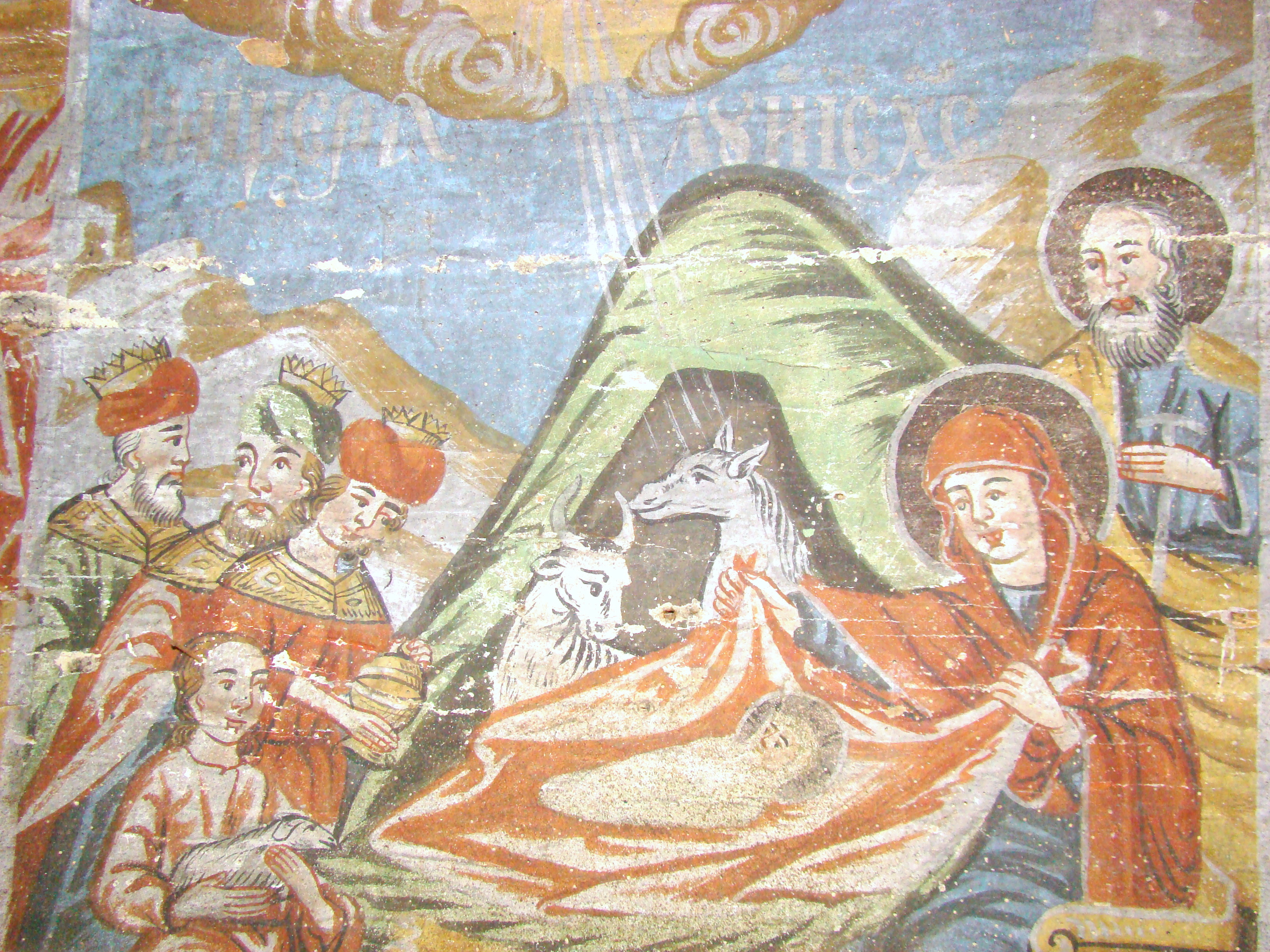
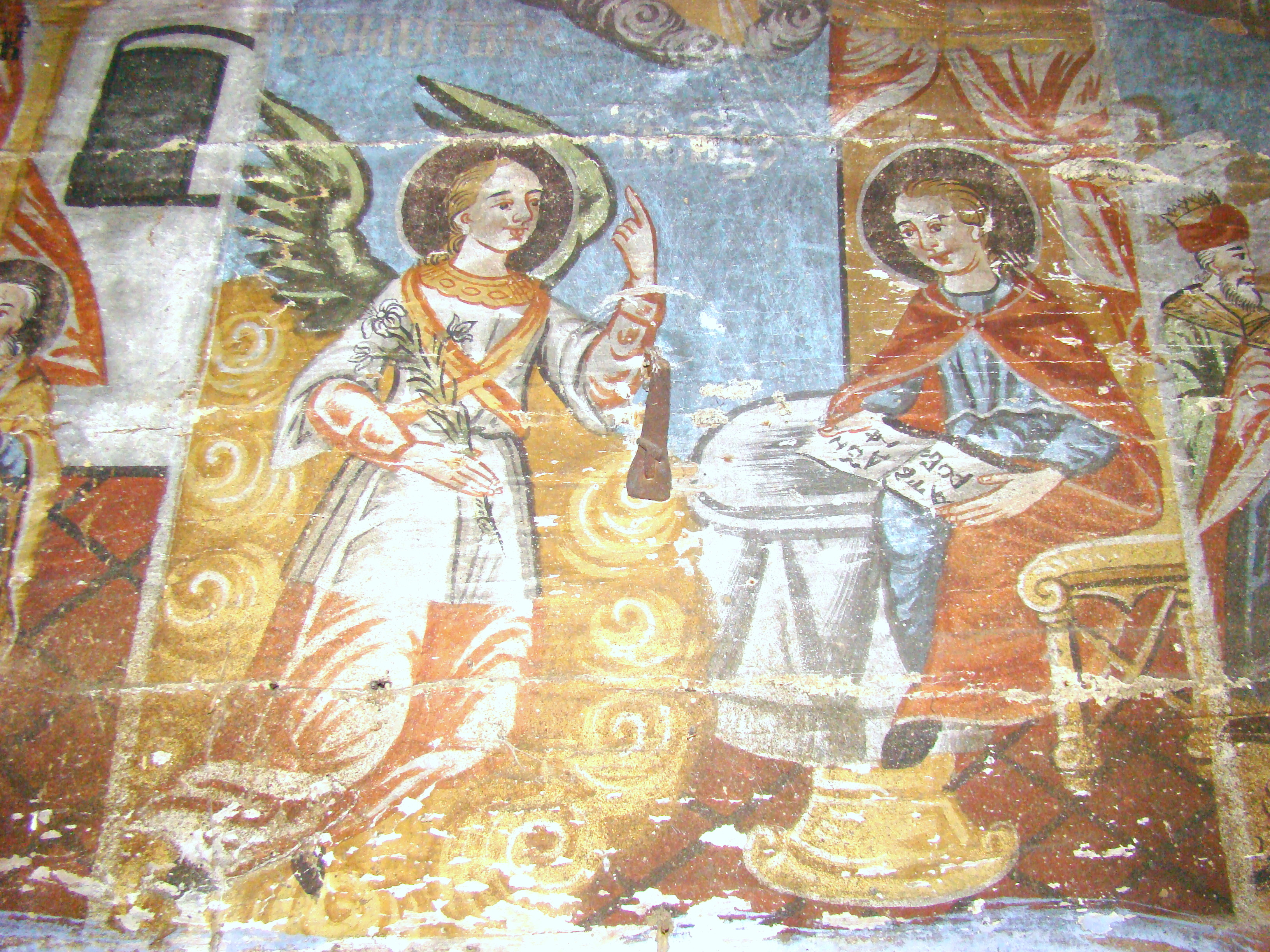
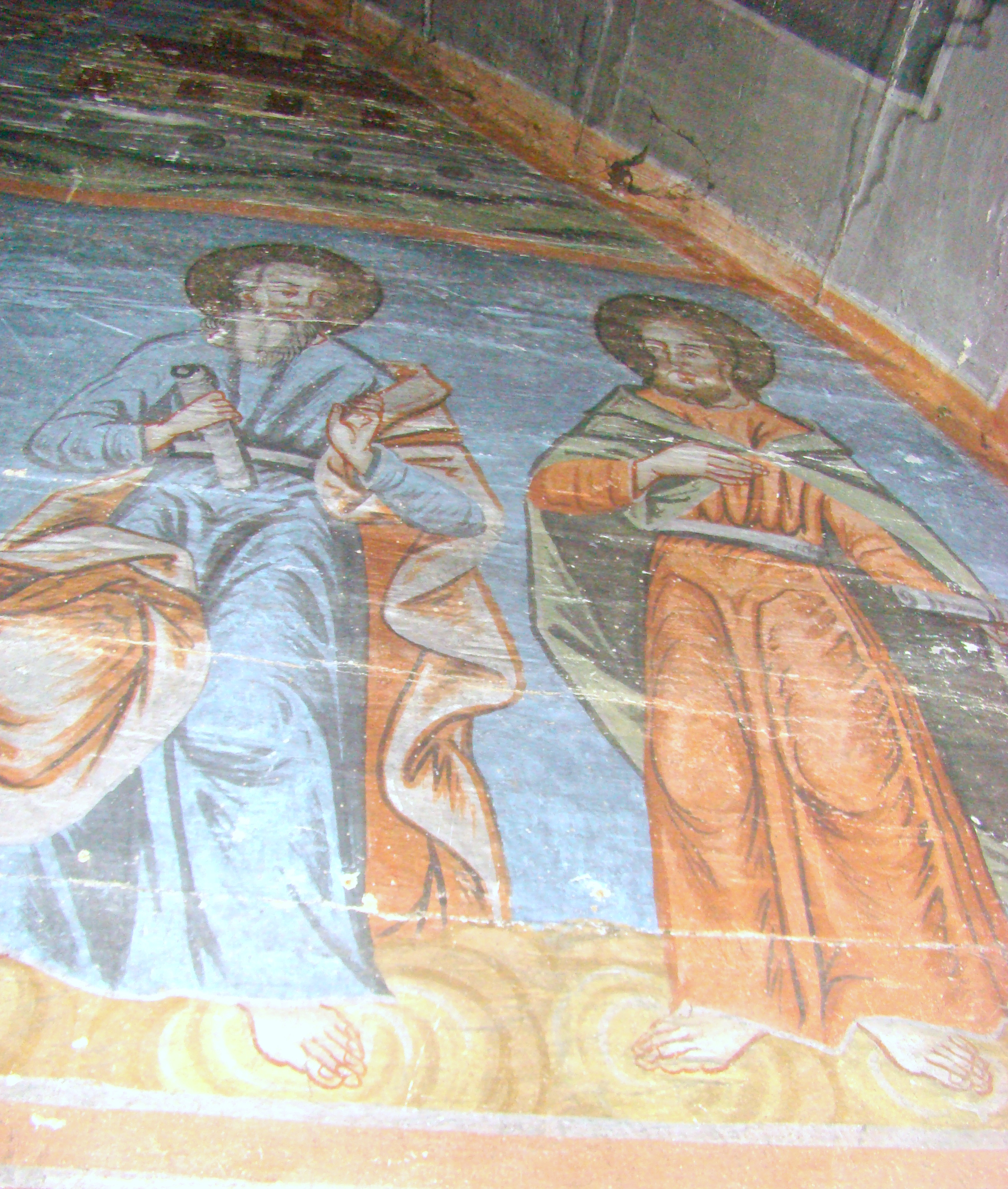
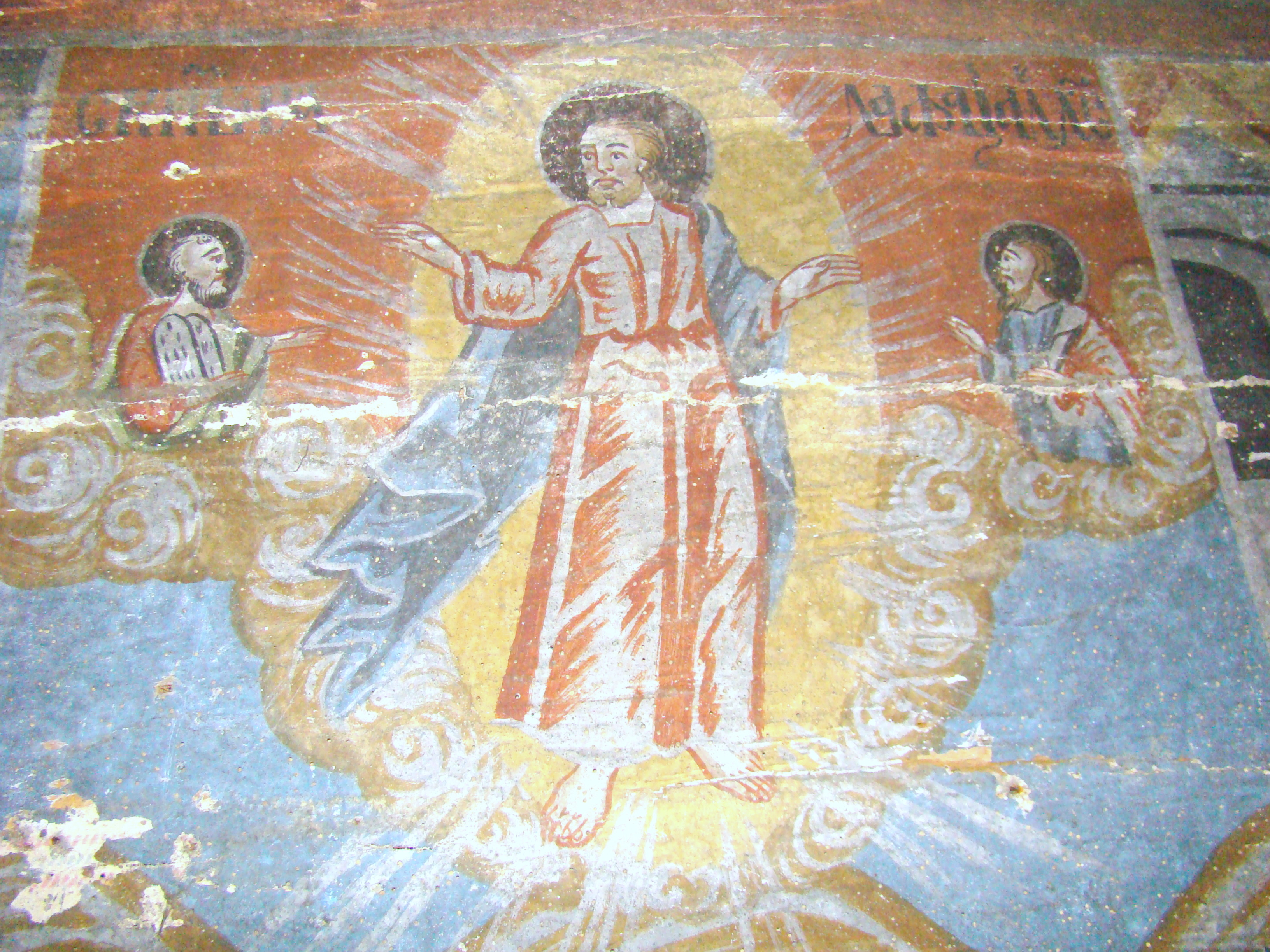
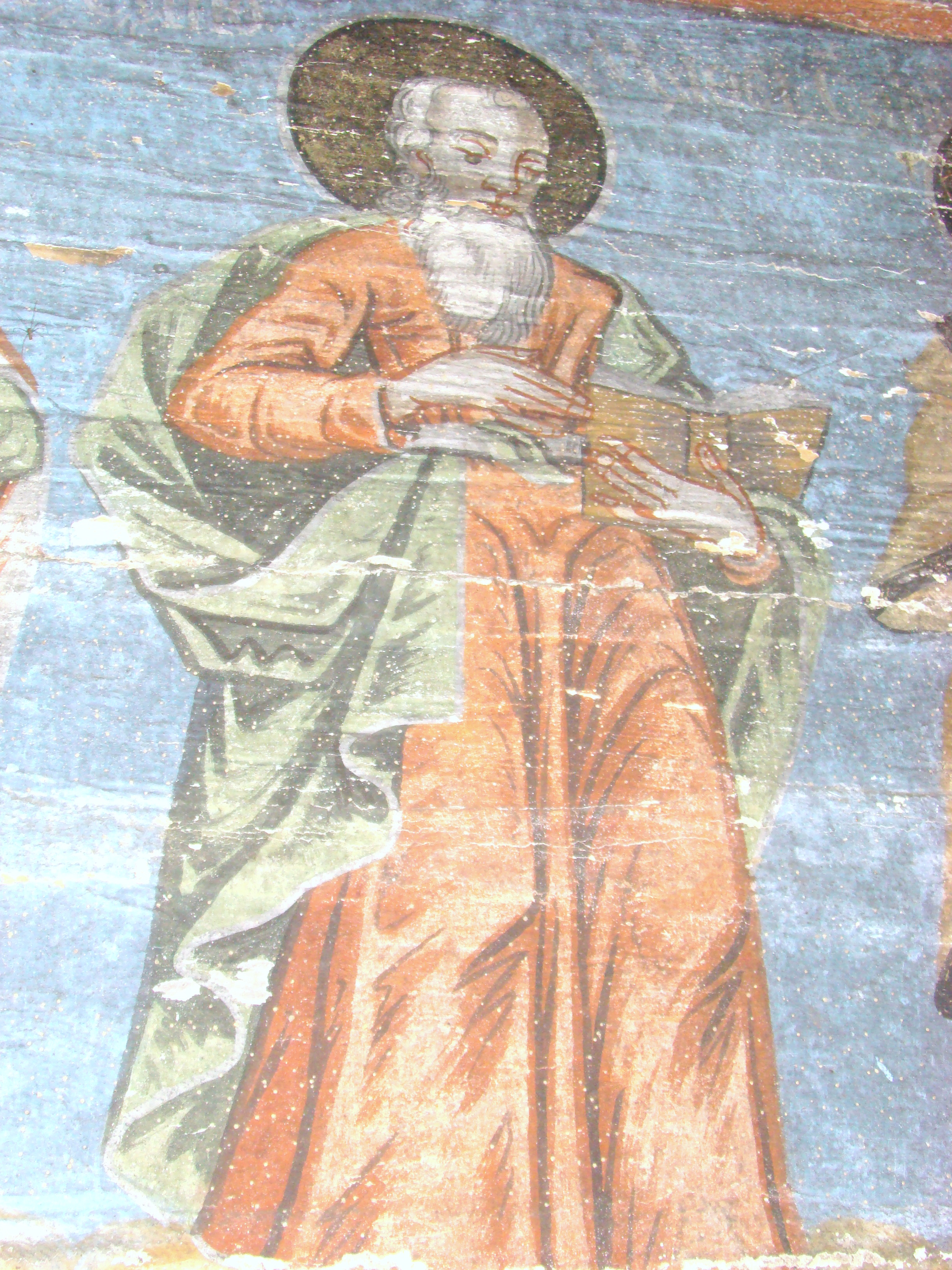
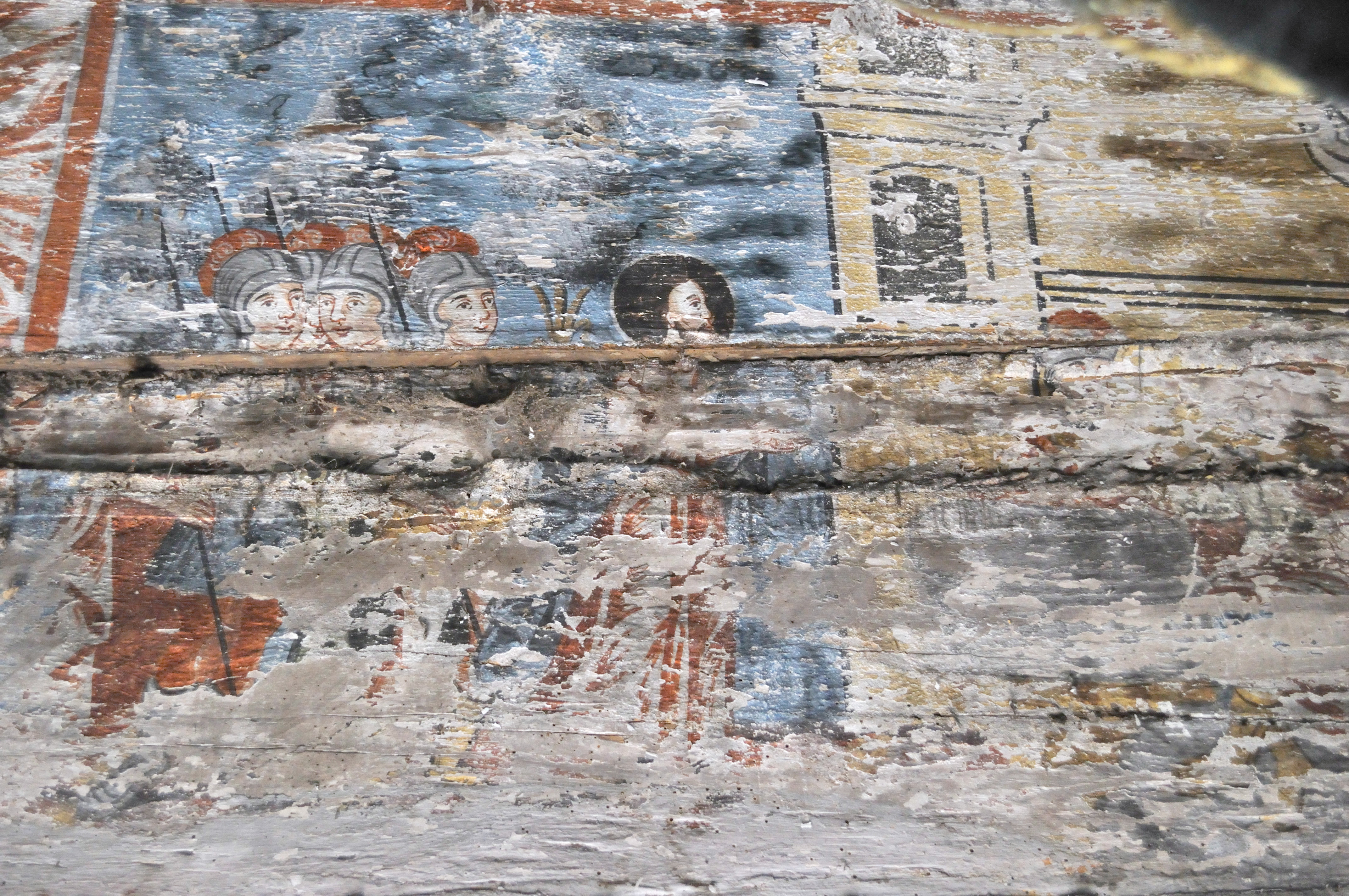
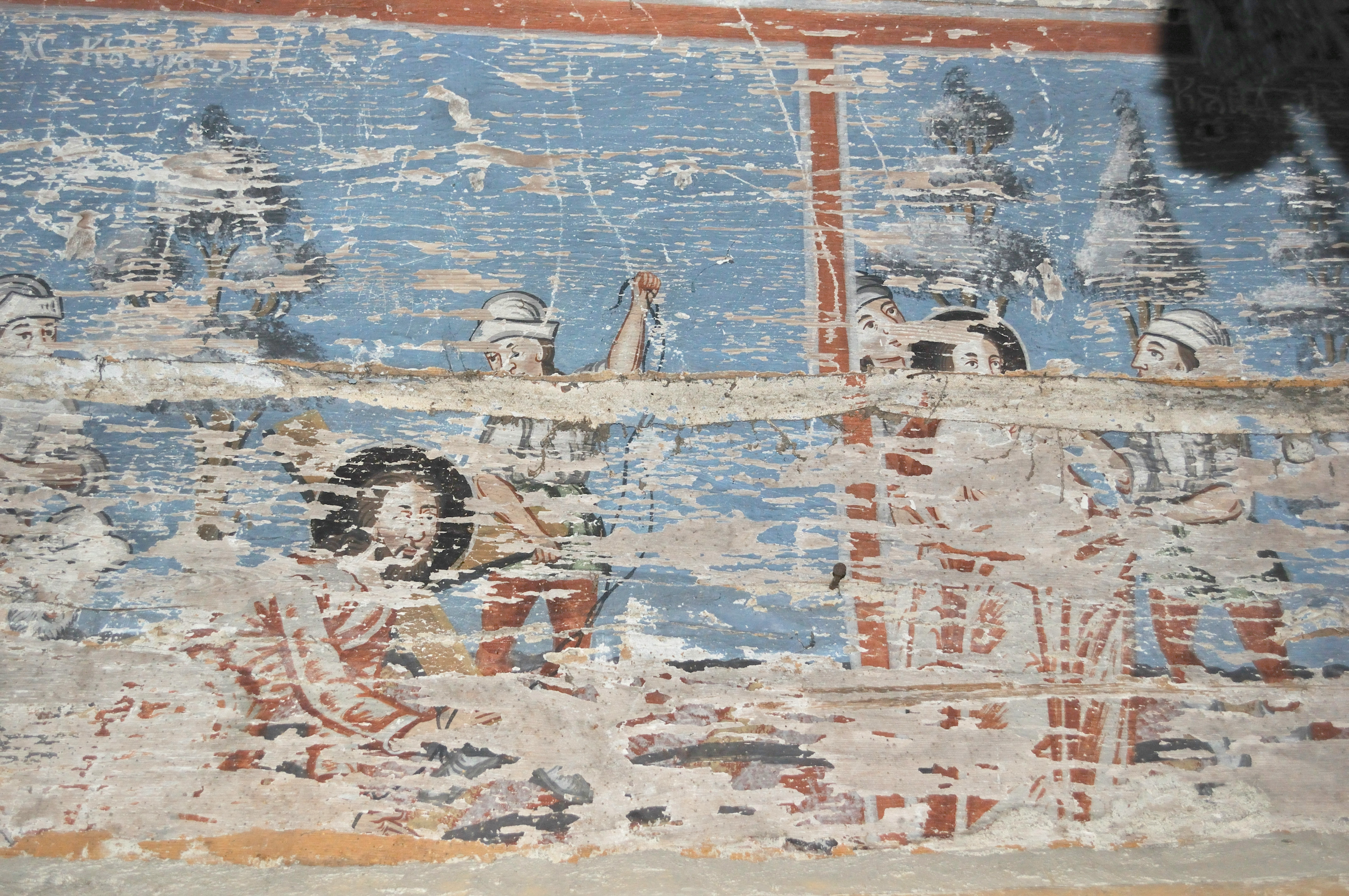
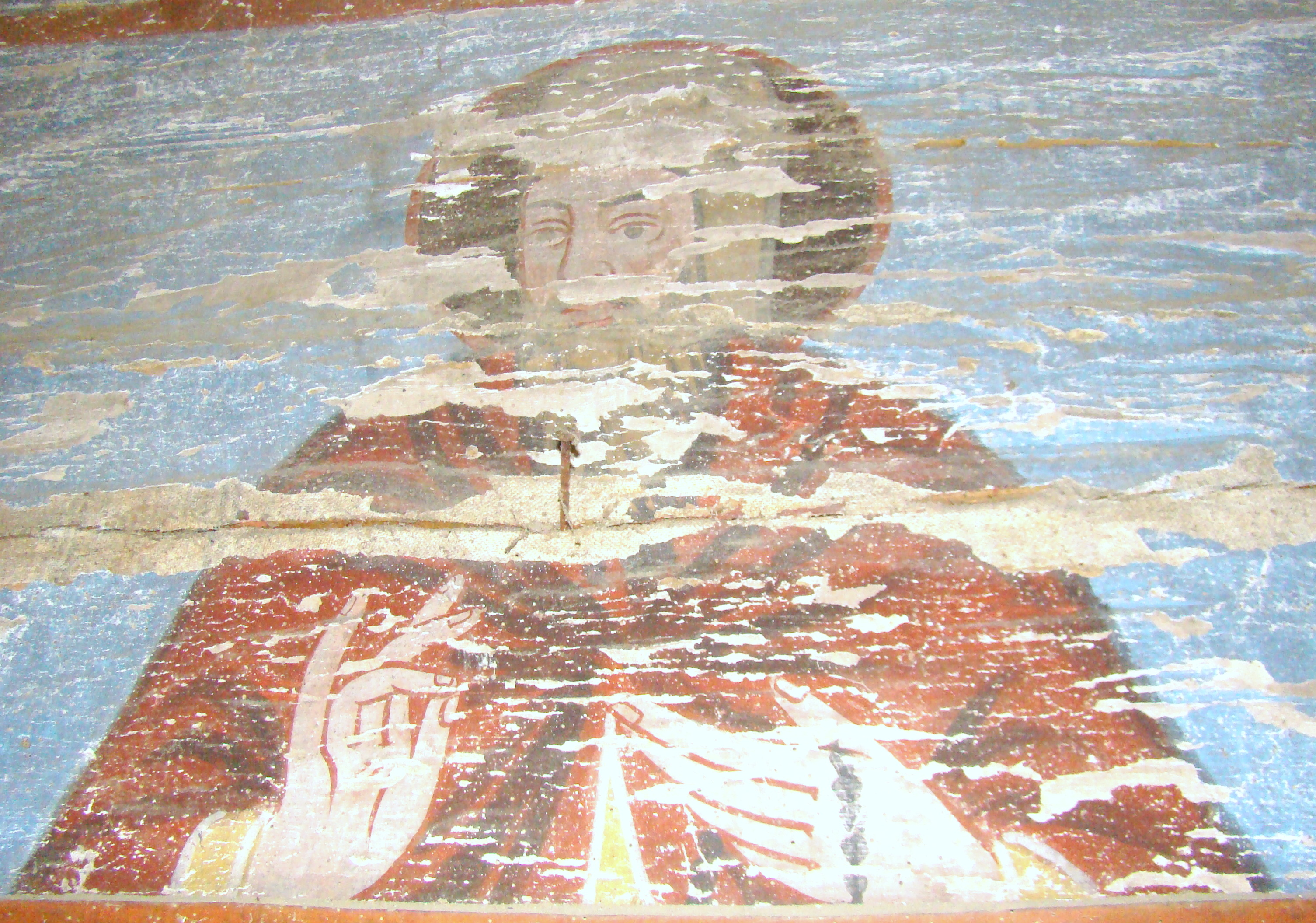
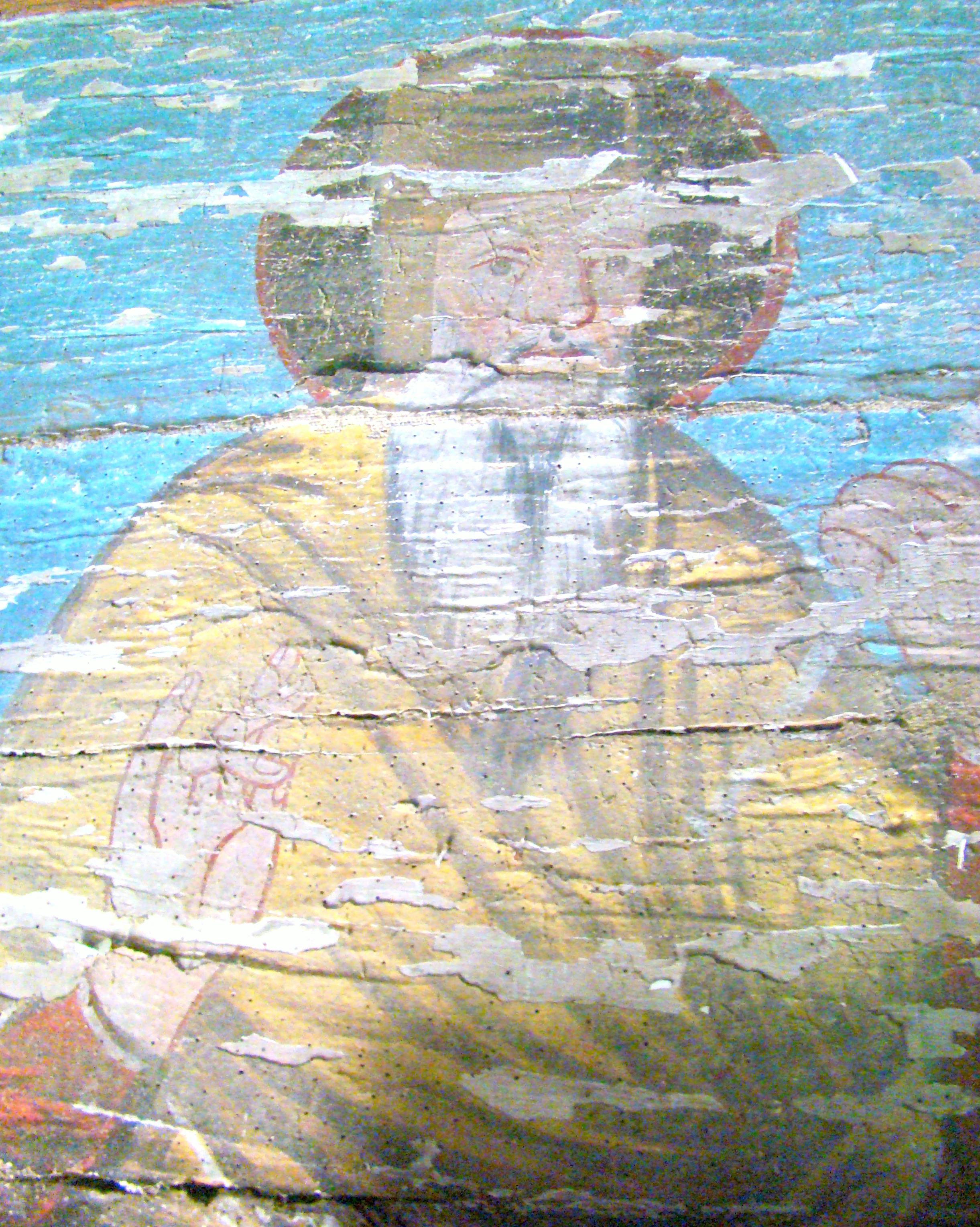
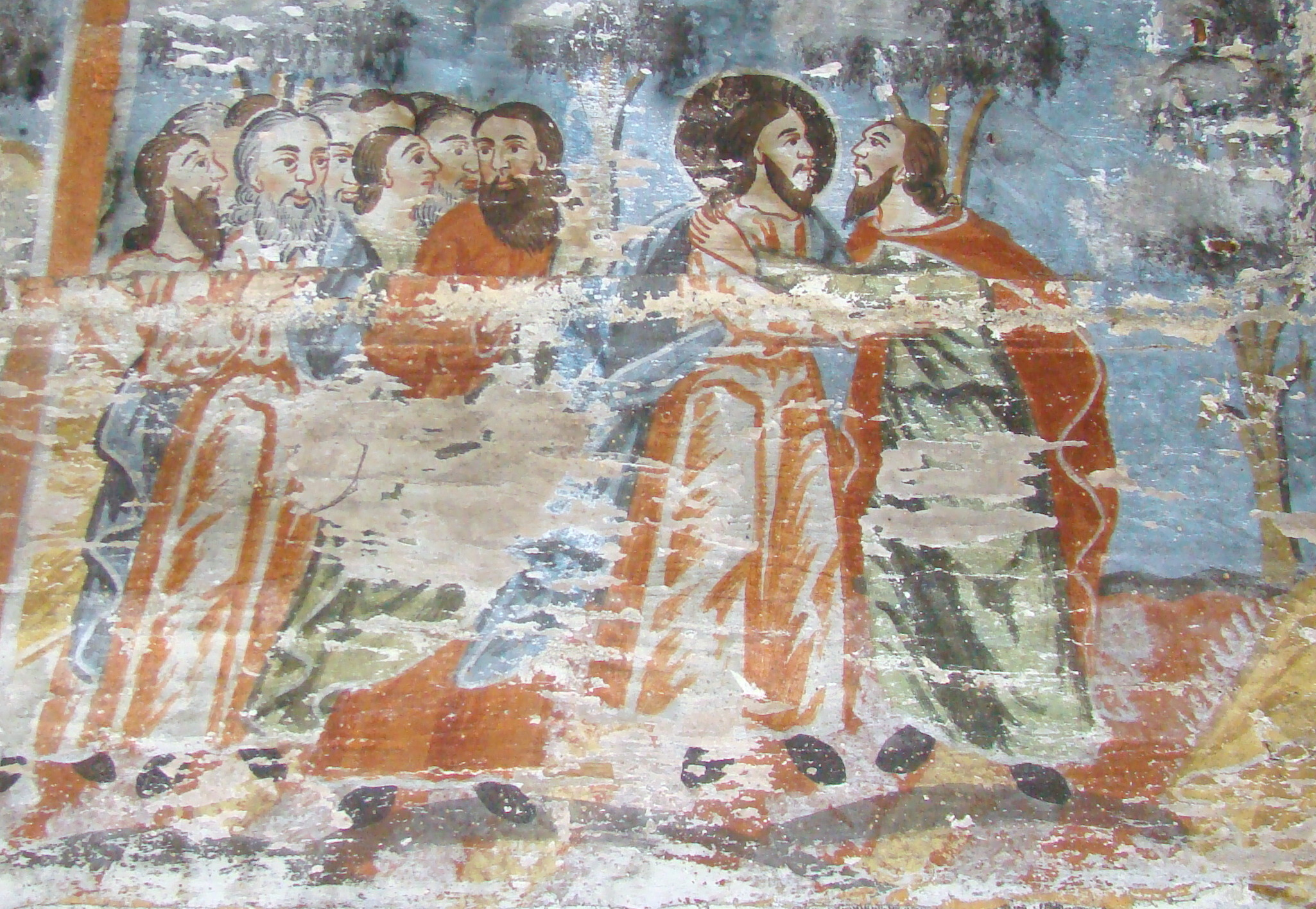
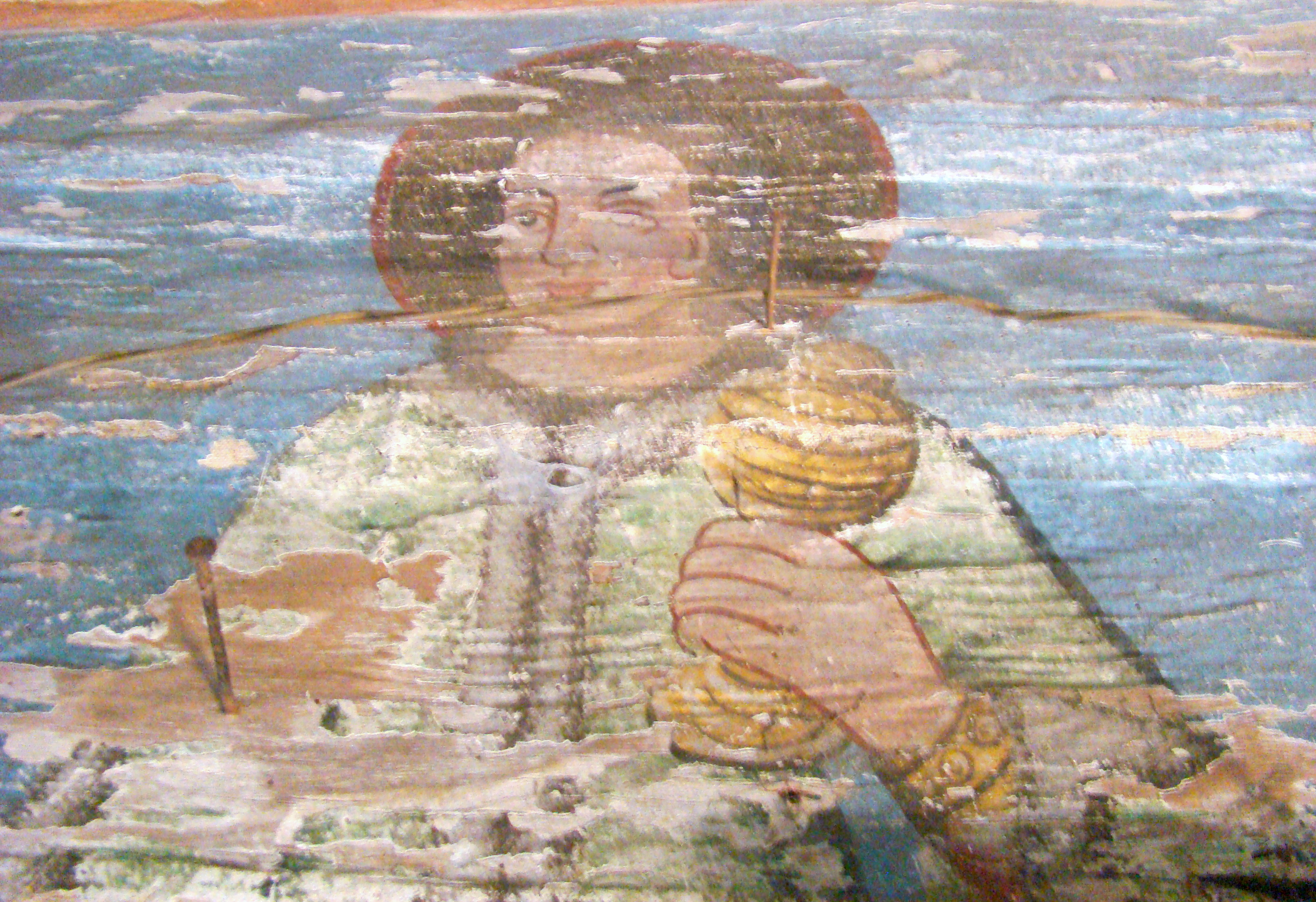
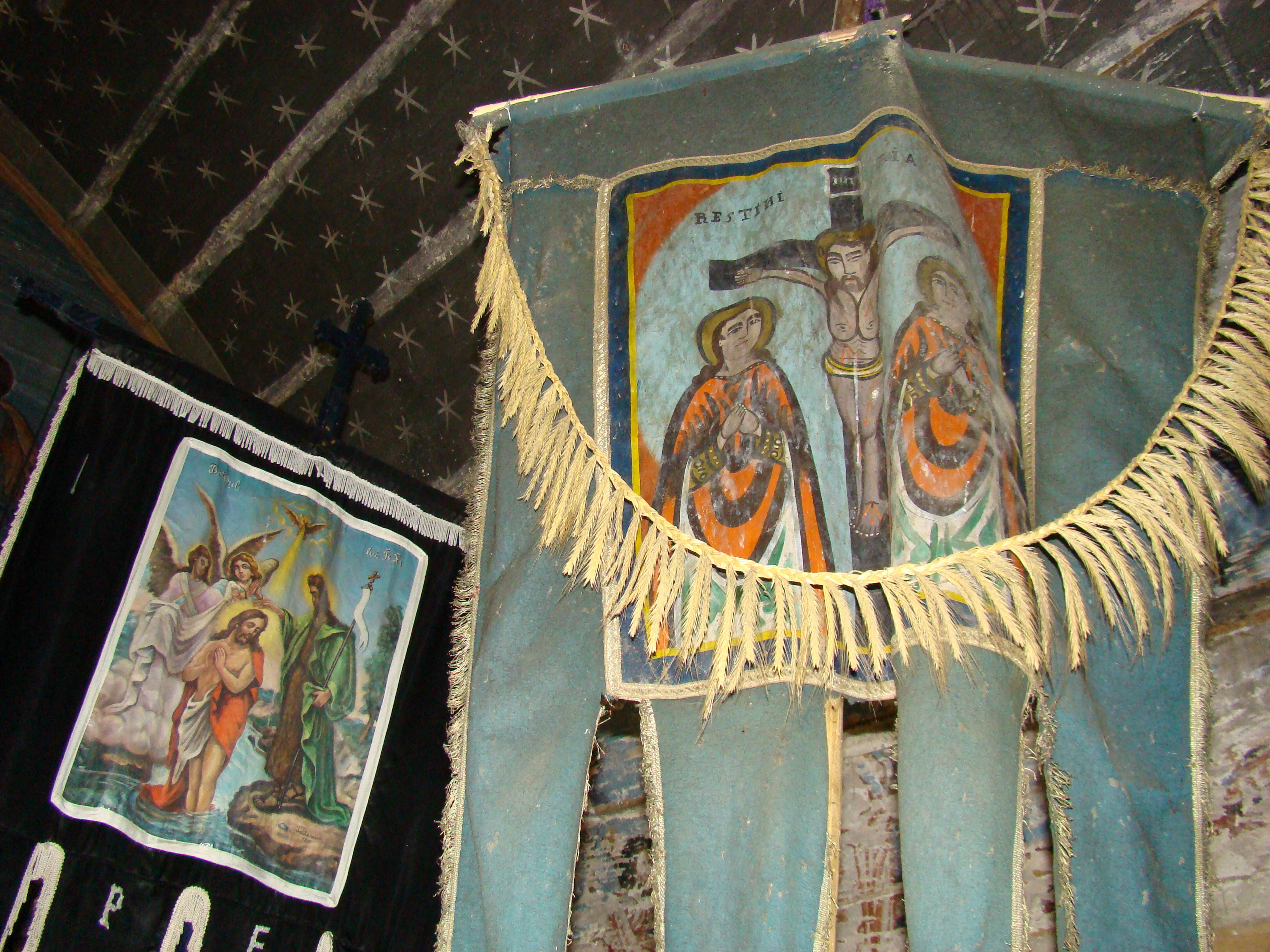
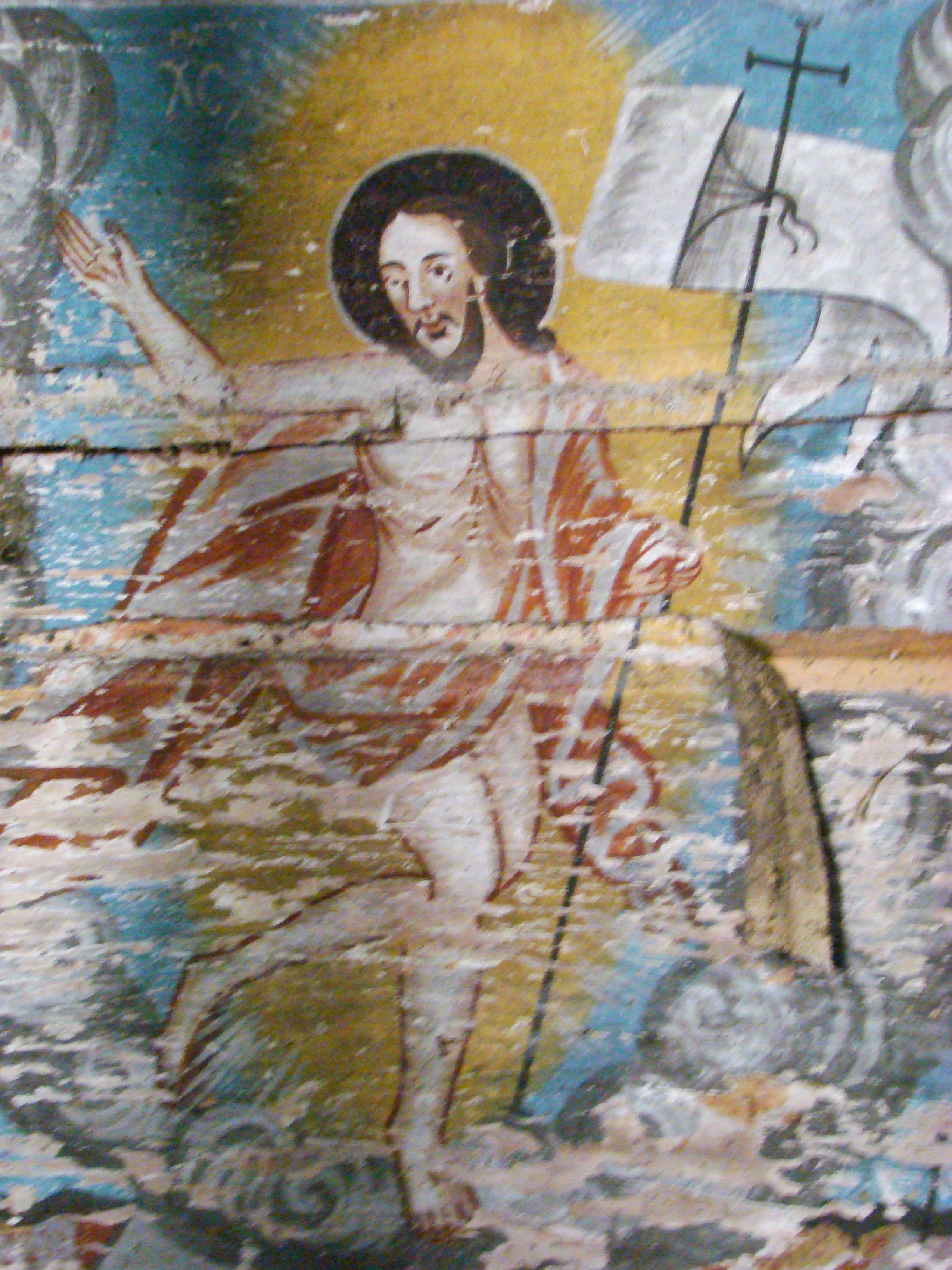
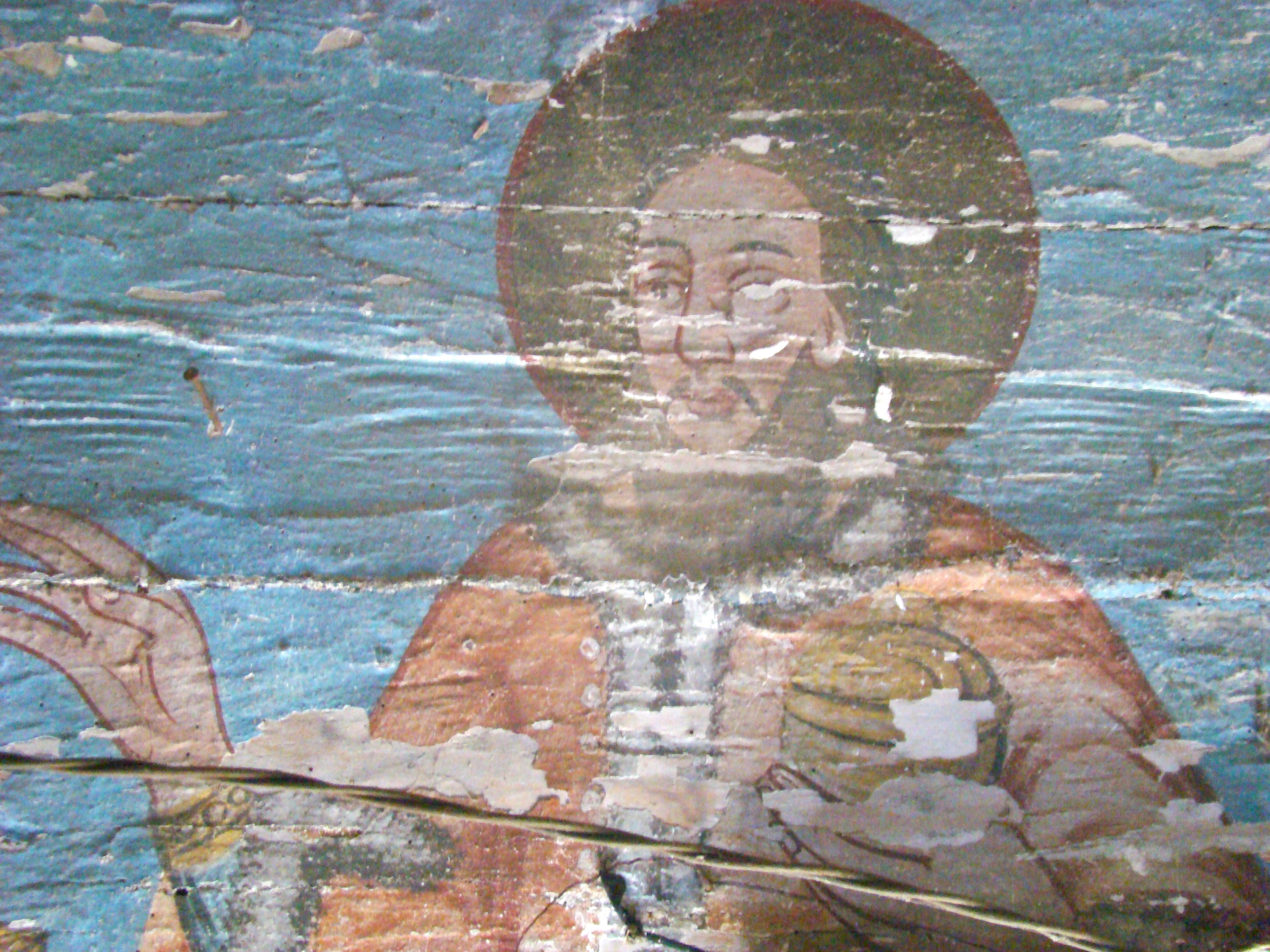
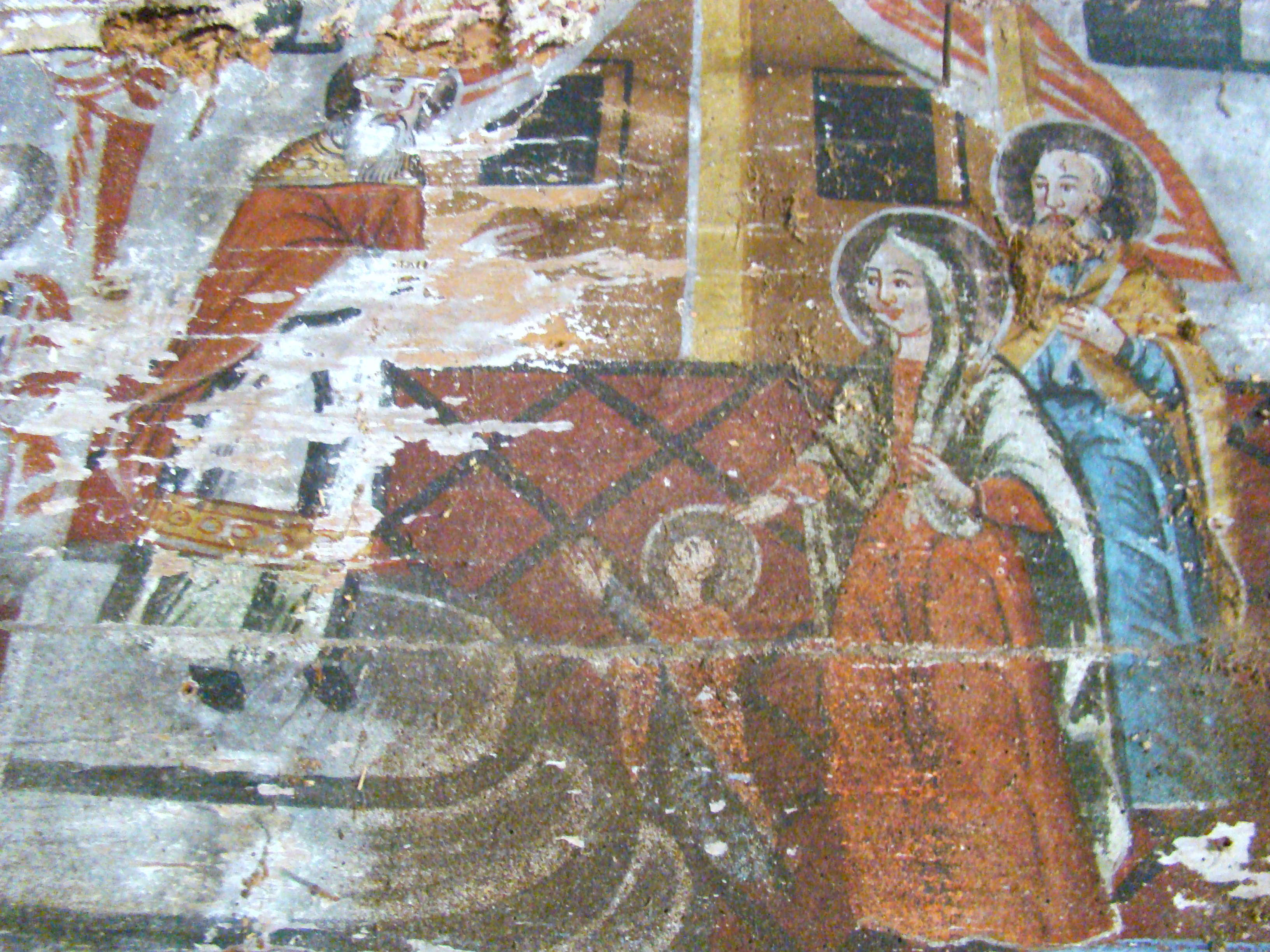
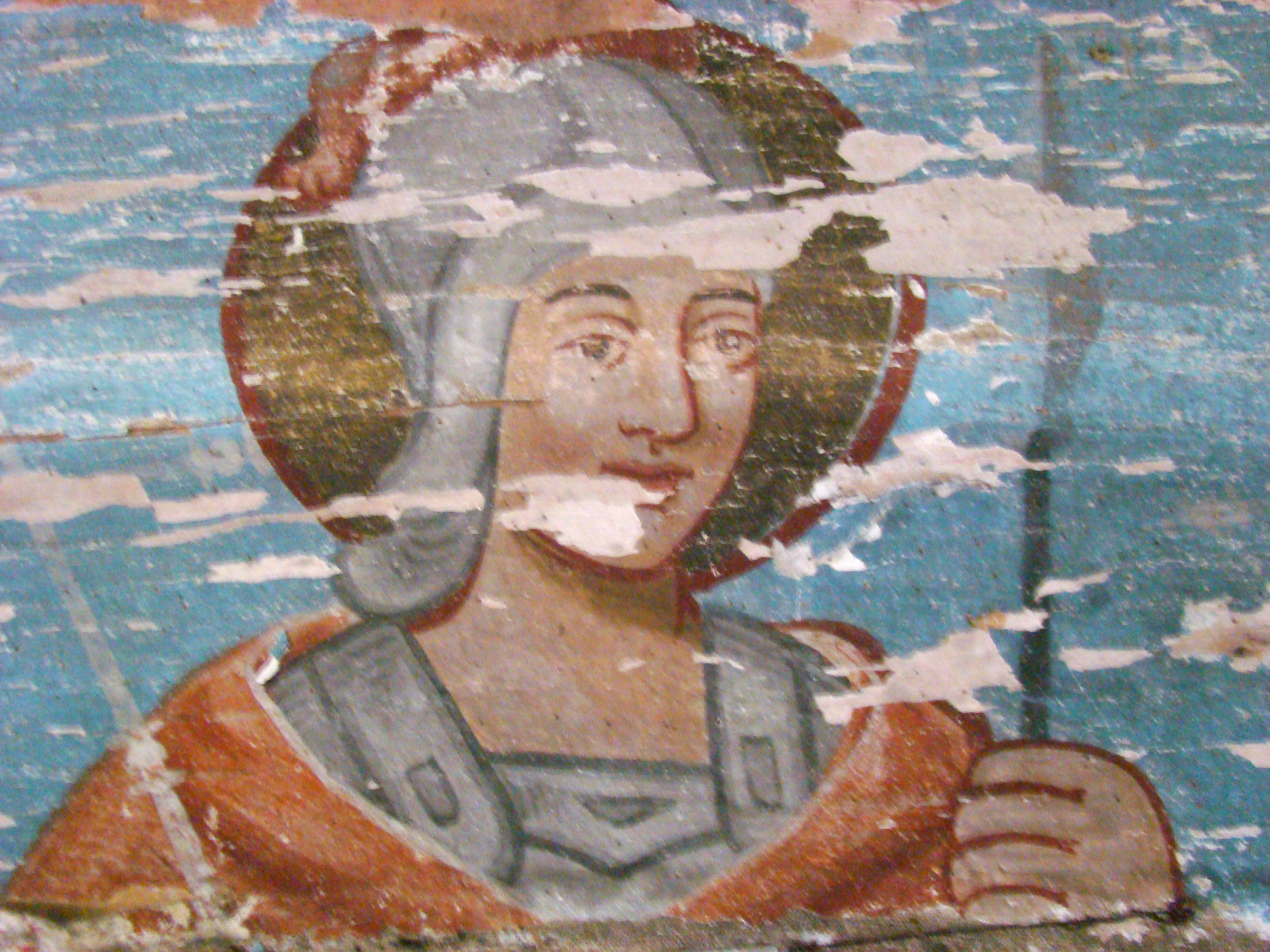
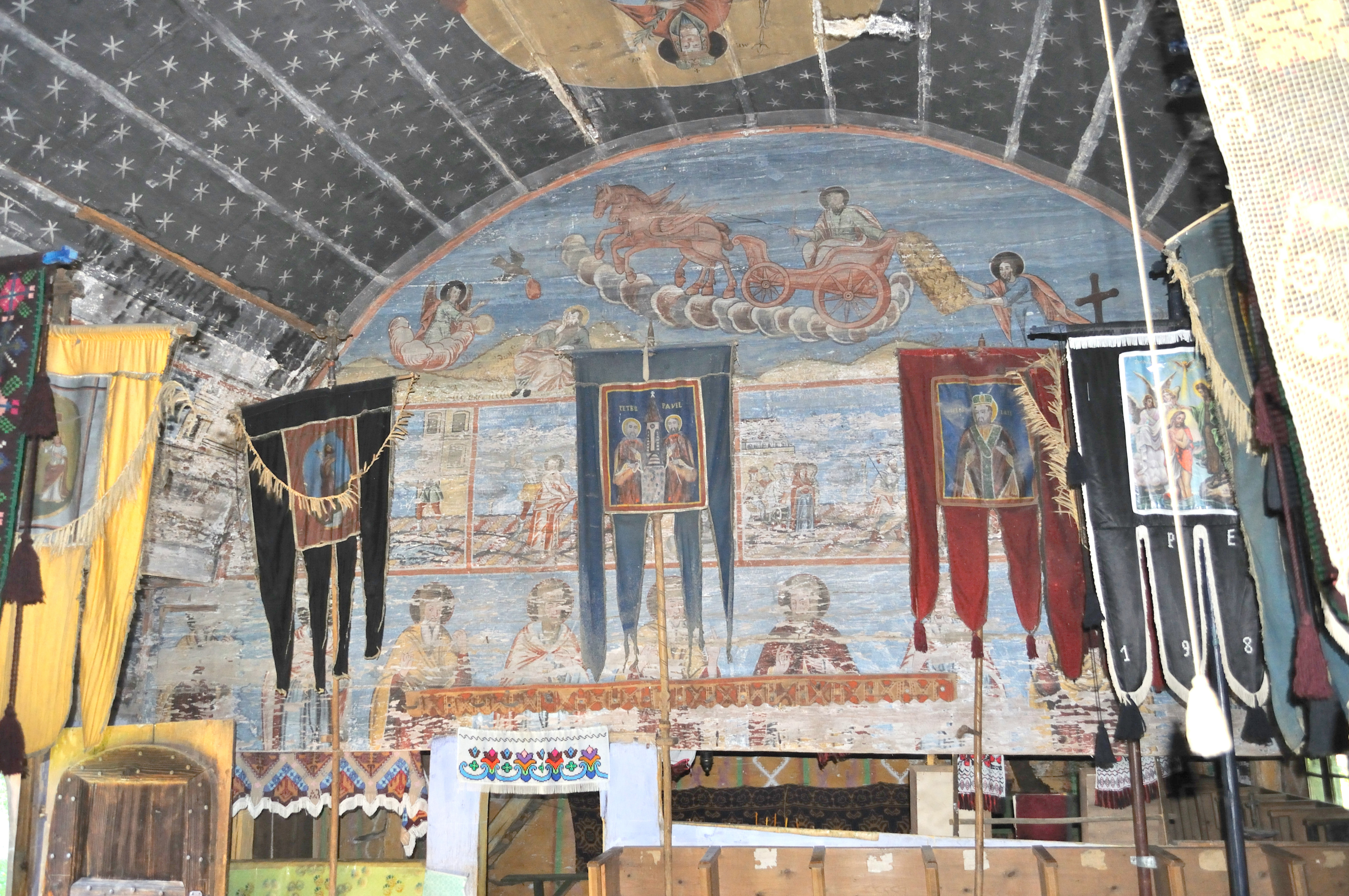
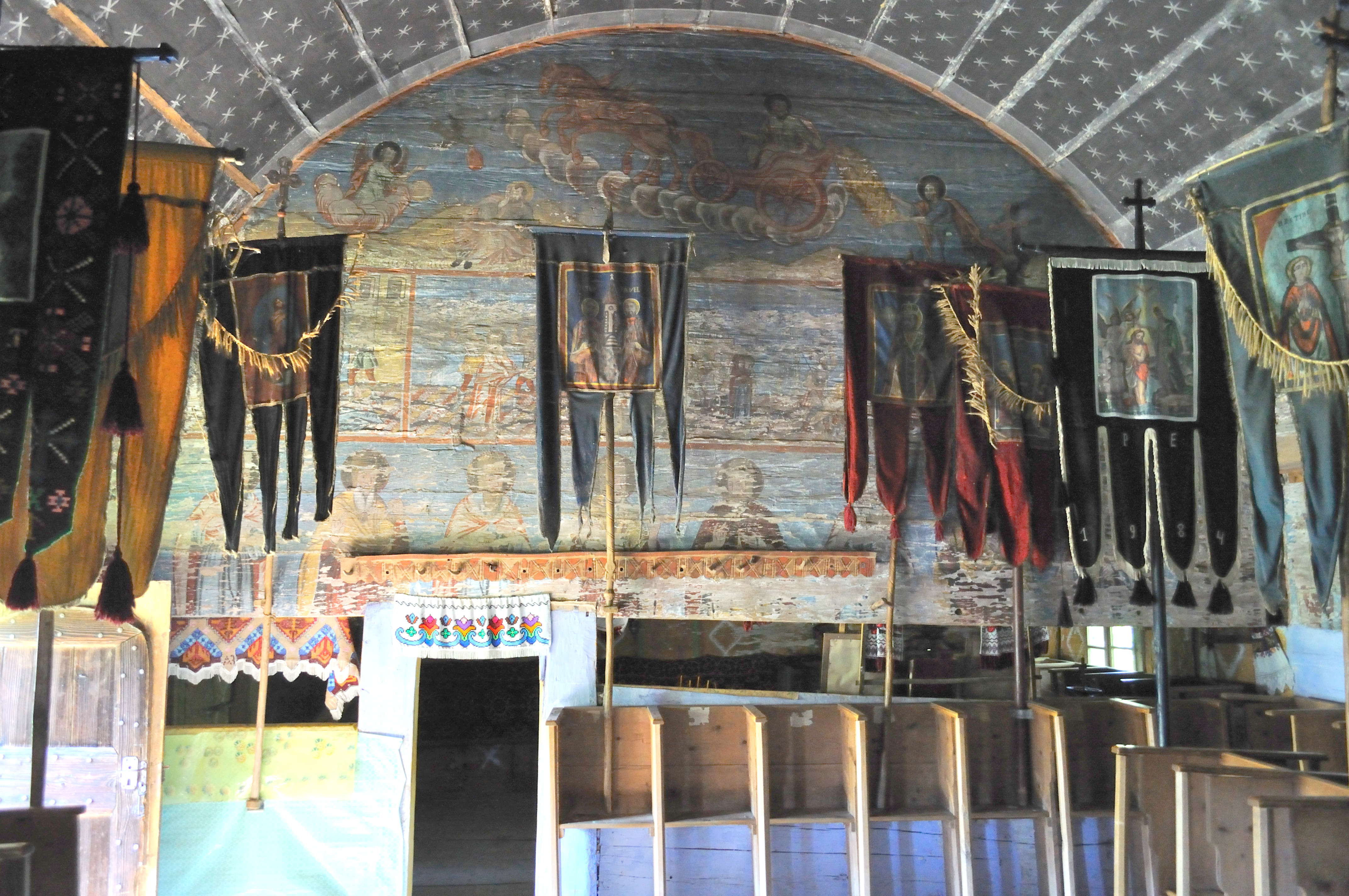
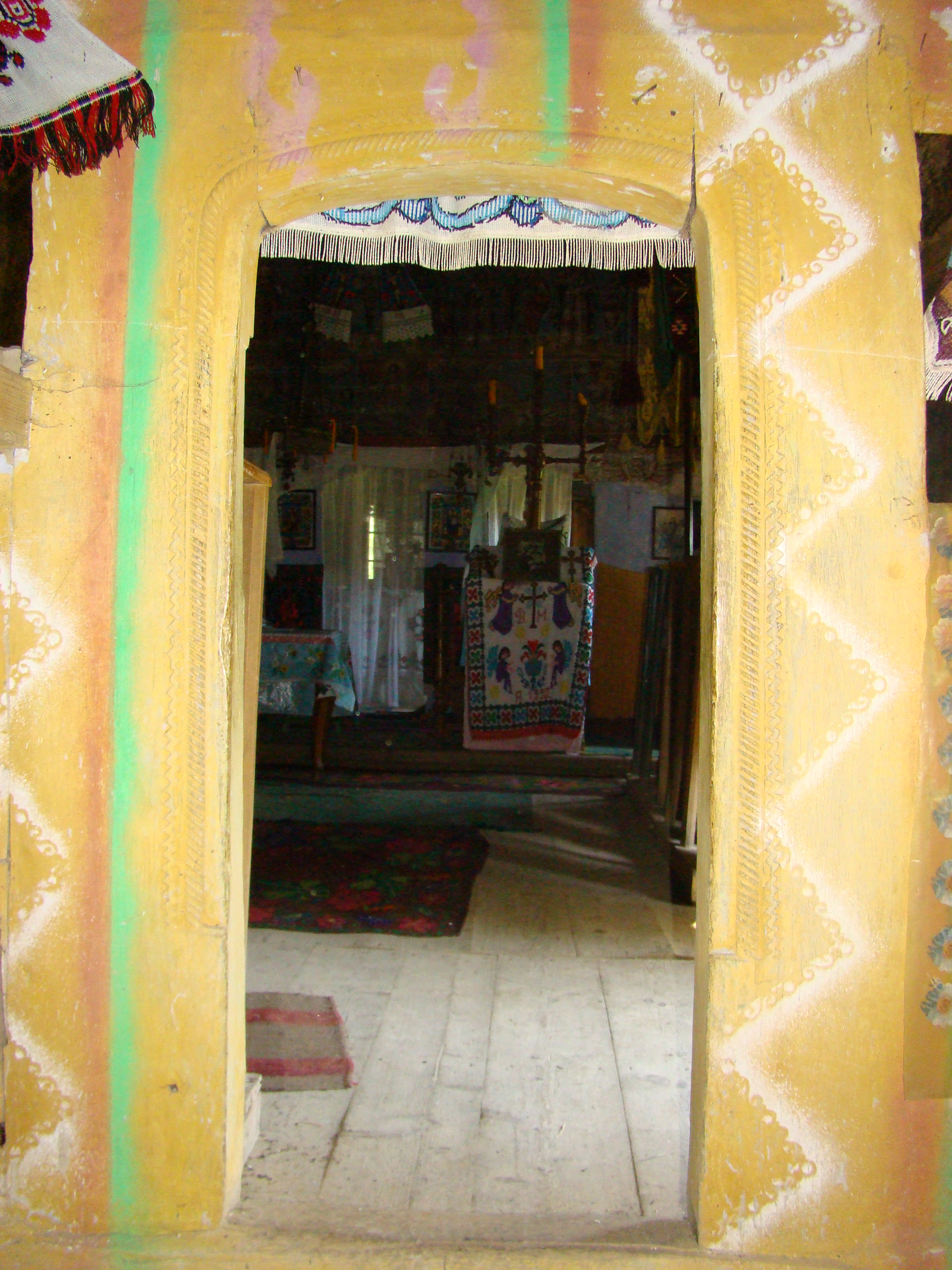
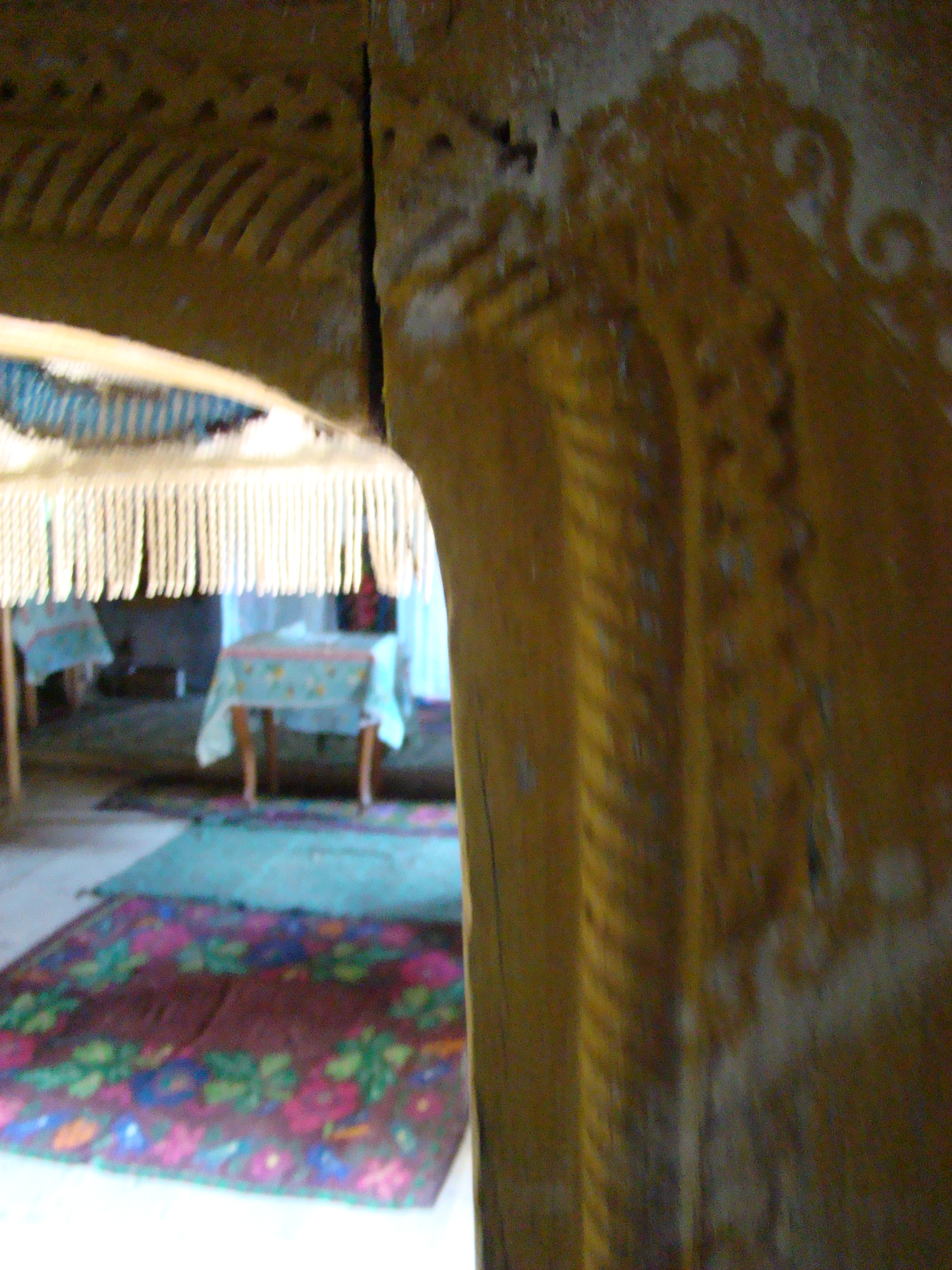
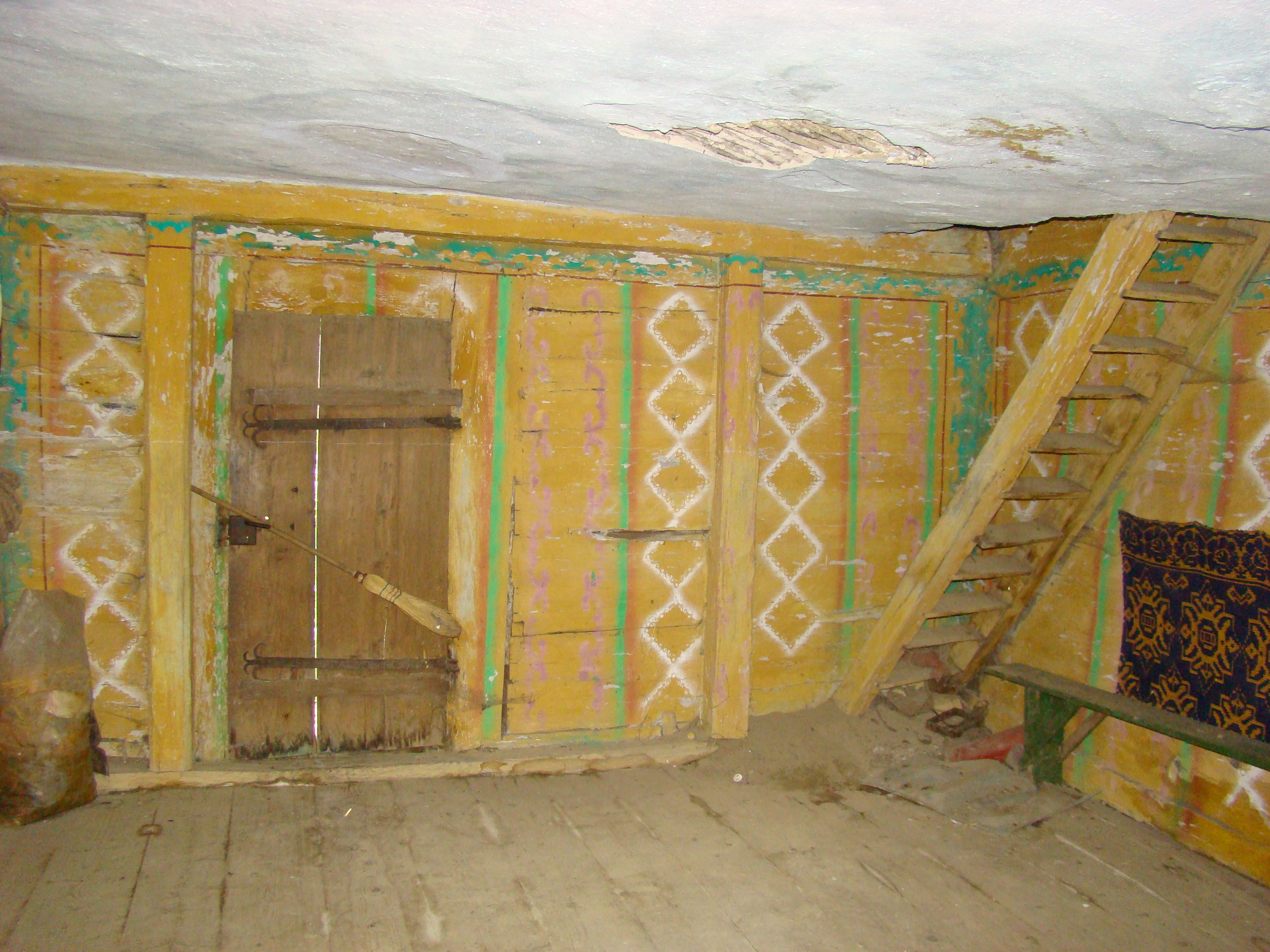
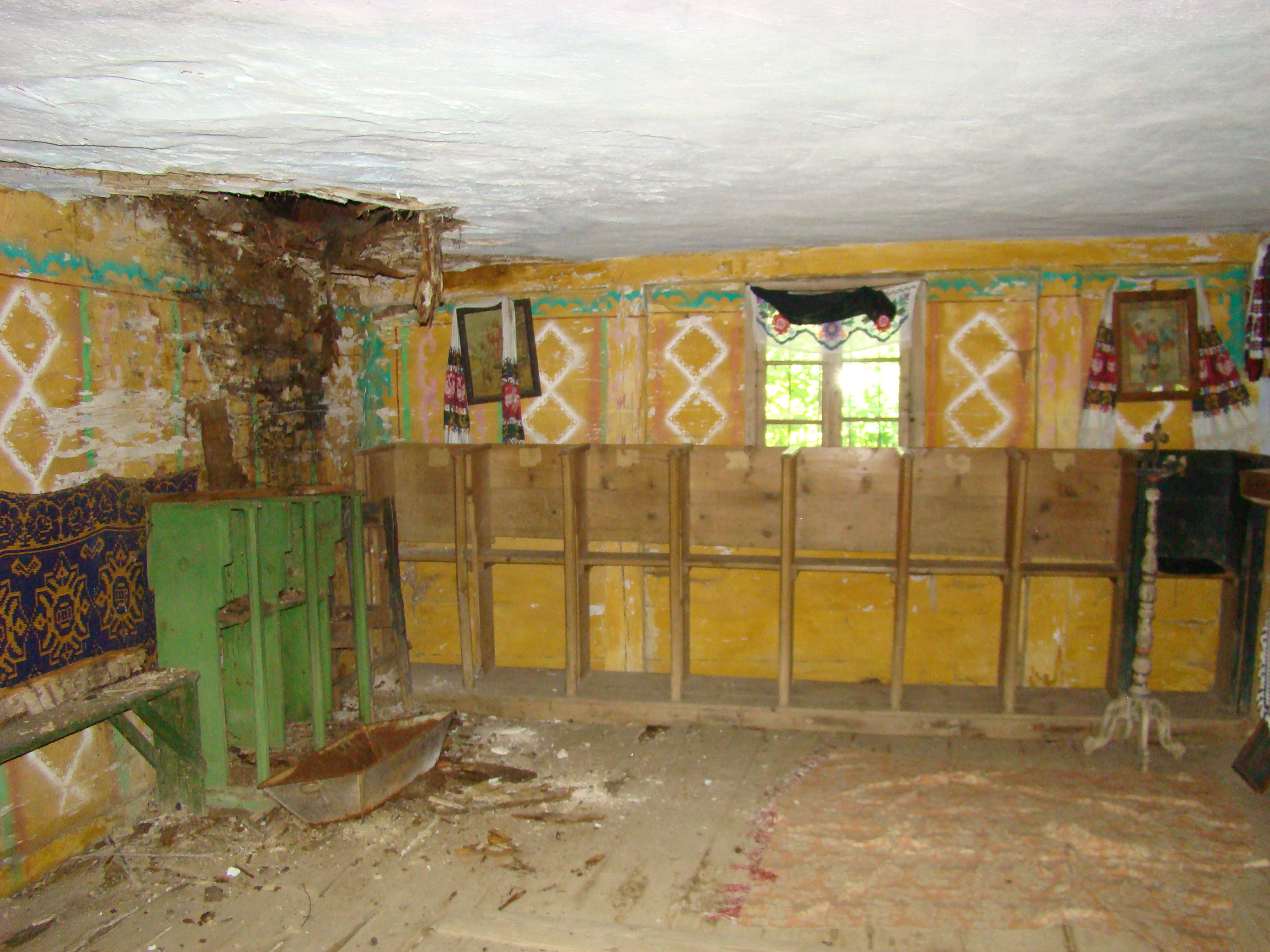
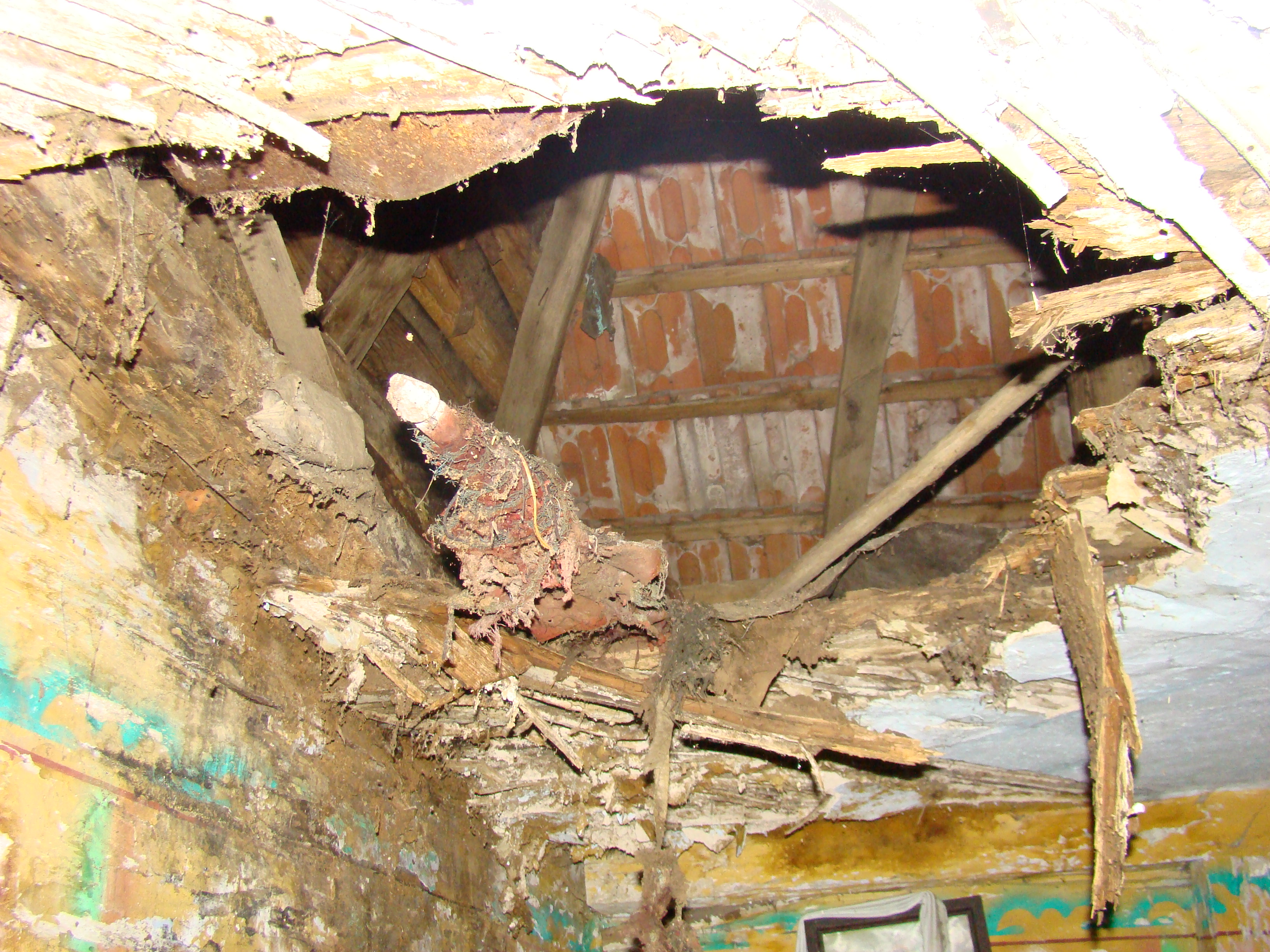

## Biserica greco-catolică părăsită aflată în vecinătatea Bisericii „Sfinții Arhangheli”

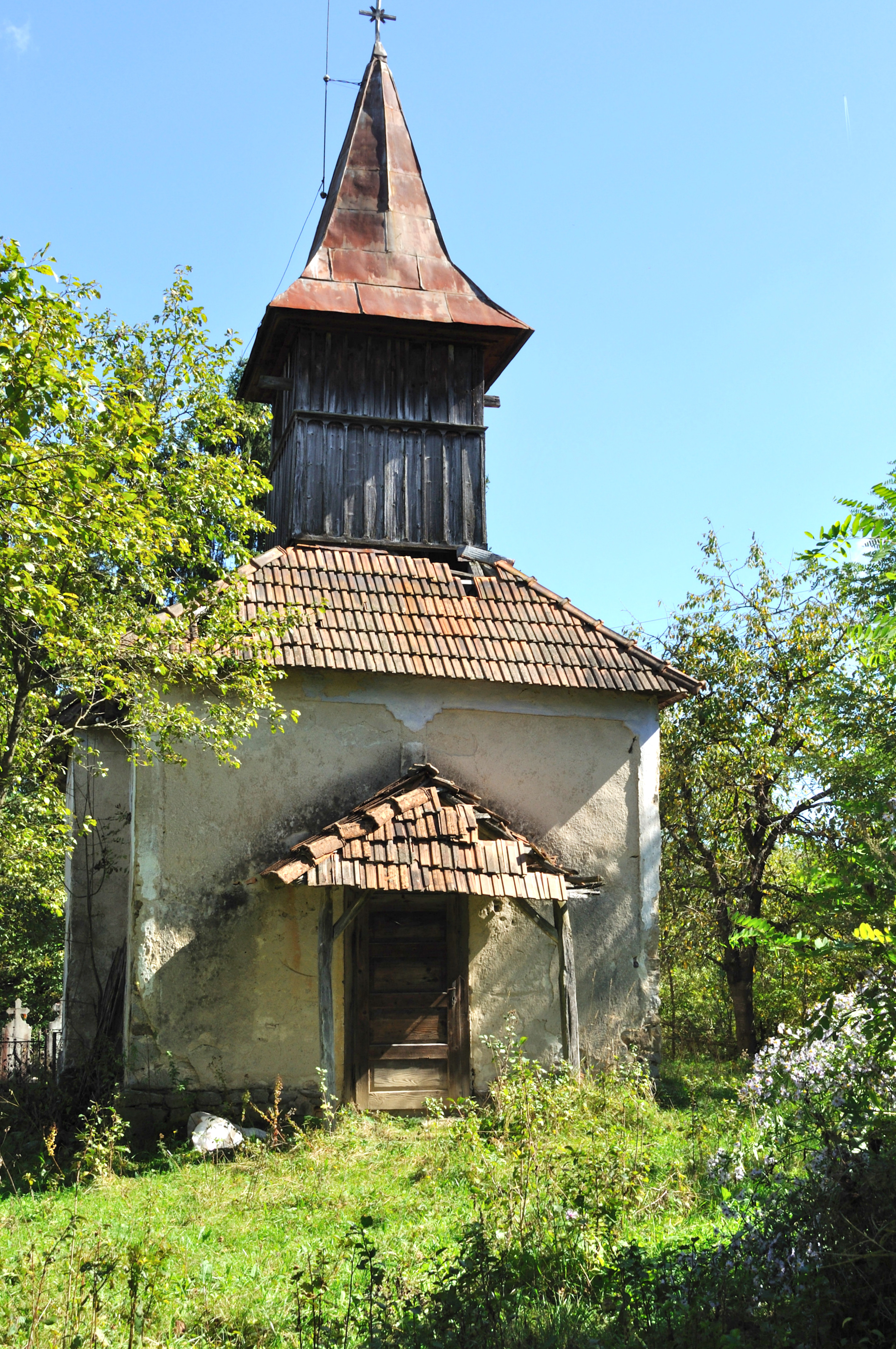
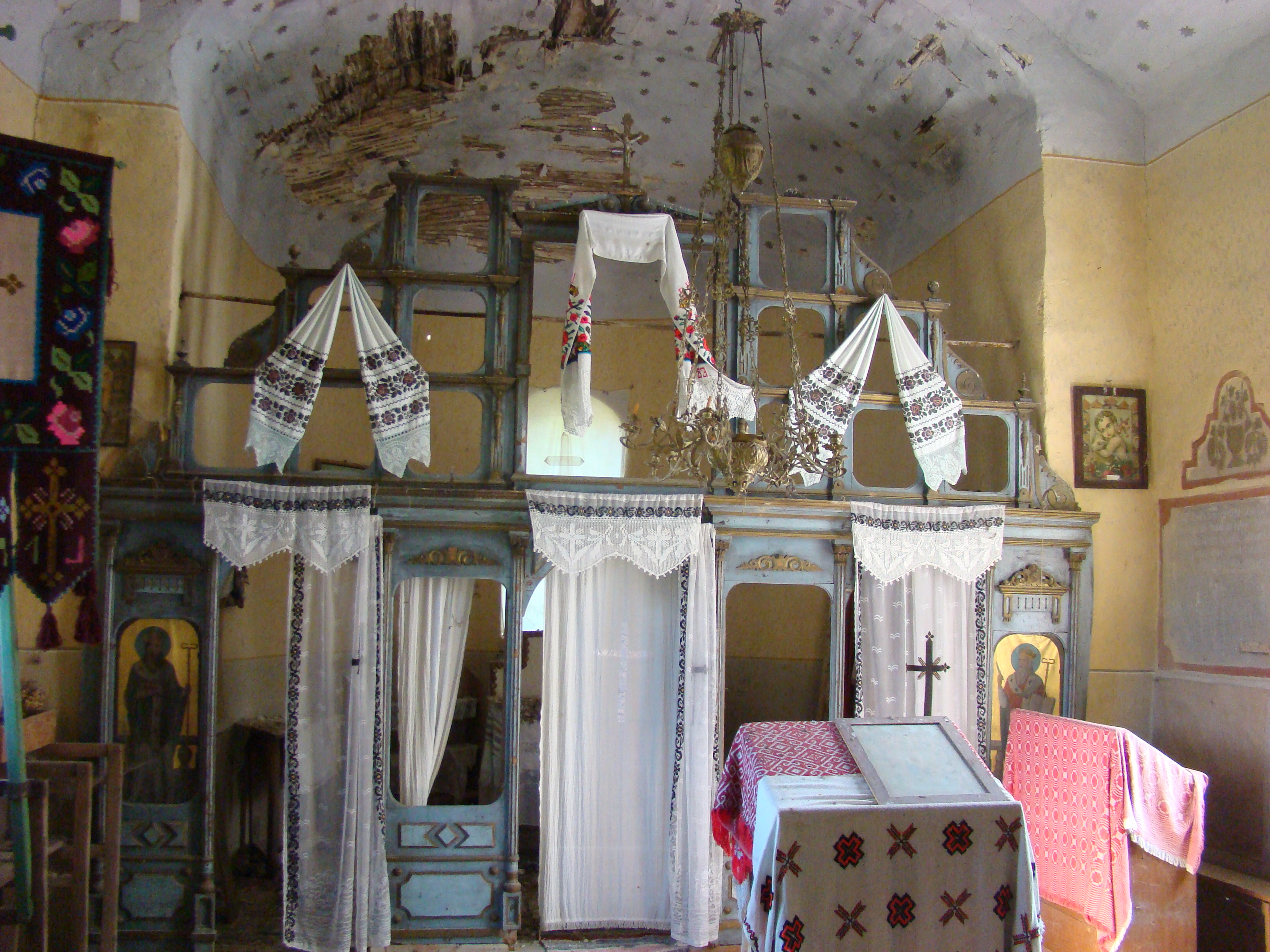
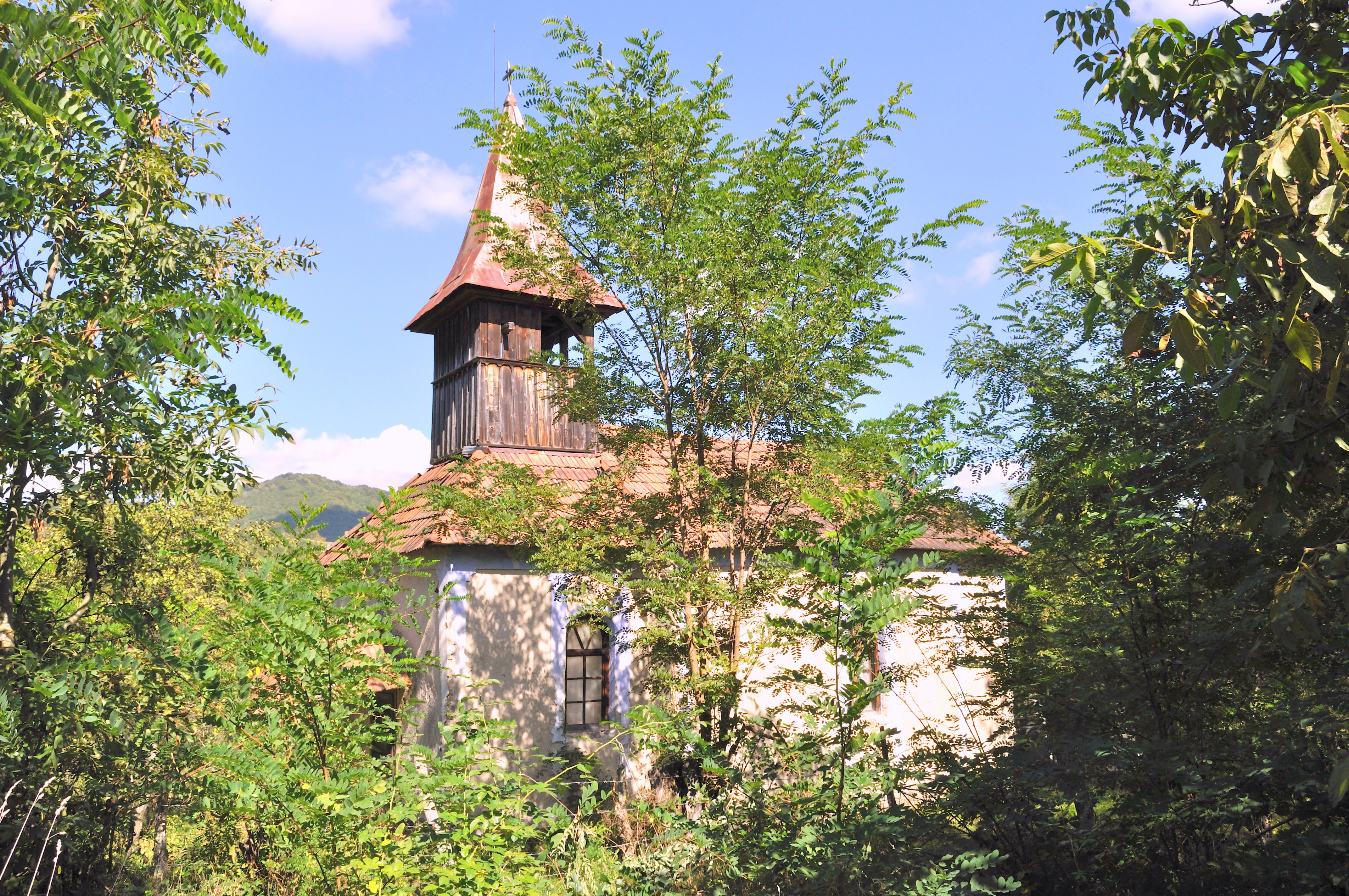